# 東大寺

日本の各大仏の存立期間(時系列)

東大寺（とうだいじ、英: Todaiji Temple）は、奈良県奈良市雑司町にある、華厳宗大本山である日本の仏教寺院。山号はなし。本尊は奈良大仏として知られる盧舎那仏（るしゃなぶつ）。開山（初代別当）は良弁である。
正式には金光明四天王護国之寺（こんこうみょうしてんのうごこくのてら）ともいい、奈良時代（8世紀）に聖武天皇が国力を尽くして建立した寺である。現在の別当（第224世）は橋村公英。
奈良時代には中心堂宇の大仏殿（金堂）のほか、東西2つの七重塔（推定高さ約70メートル以上）を含む大伽藍が整備されたが、中世以降、2度の兵火で多くの建物を焼失した。現存する大仏は、度々修復を受けており、台座（蓮華座）などの一部に当初の部分を残すのみであり、また現存する大仏殿は江戸時代中期の宝永6年（1709年）に規模を縮小して再建されたものである。「大仏さん」の寺として、古代から現代に至るまで広い信仰を集め、日本の文化に多大な影響を与えてきた寺院であり、聖武天皇が当時の日本の60余か国に建立させた国分寺の中心をなす「総国分寺」と位置付けされた。
聖武天皇による東大寺大仏造立後に、国内では鎌倉大仏（現存）、雲居寺大仏（現存せず）、東福寺大仏（現存せず）、方広寺の京の大仏（現存せず）などの大仏も造立され、先発した東大寺大仏・大仏殿の造形、建築意匠・構造は、それらの大仏・大仏殿に対し多かれ少なかれ影響を与えた。ただし江戸時代の東大寺大仏殿再建の際には、上記とは逆に、同時代に京都に存在していた方広寺大仏殿を手本として、東大寺大仏殿の設計がなされた（後述）。
江戸時代には上記のうち、東大寺大仏（像高約14.7メートル）、鎌倉大仏（像高約11.39メートル）、京の大仏（像高約19メートル）の三尊が、日本三大仏と称されていた。
東大寺は1998年（平成10年）12月に古都奈良の文化財の一部として、ユネスコより世界文化遺産に登録されている。

## 歴史

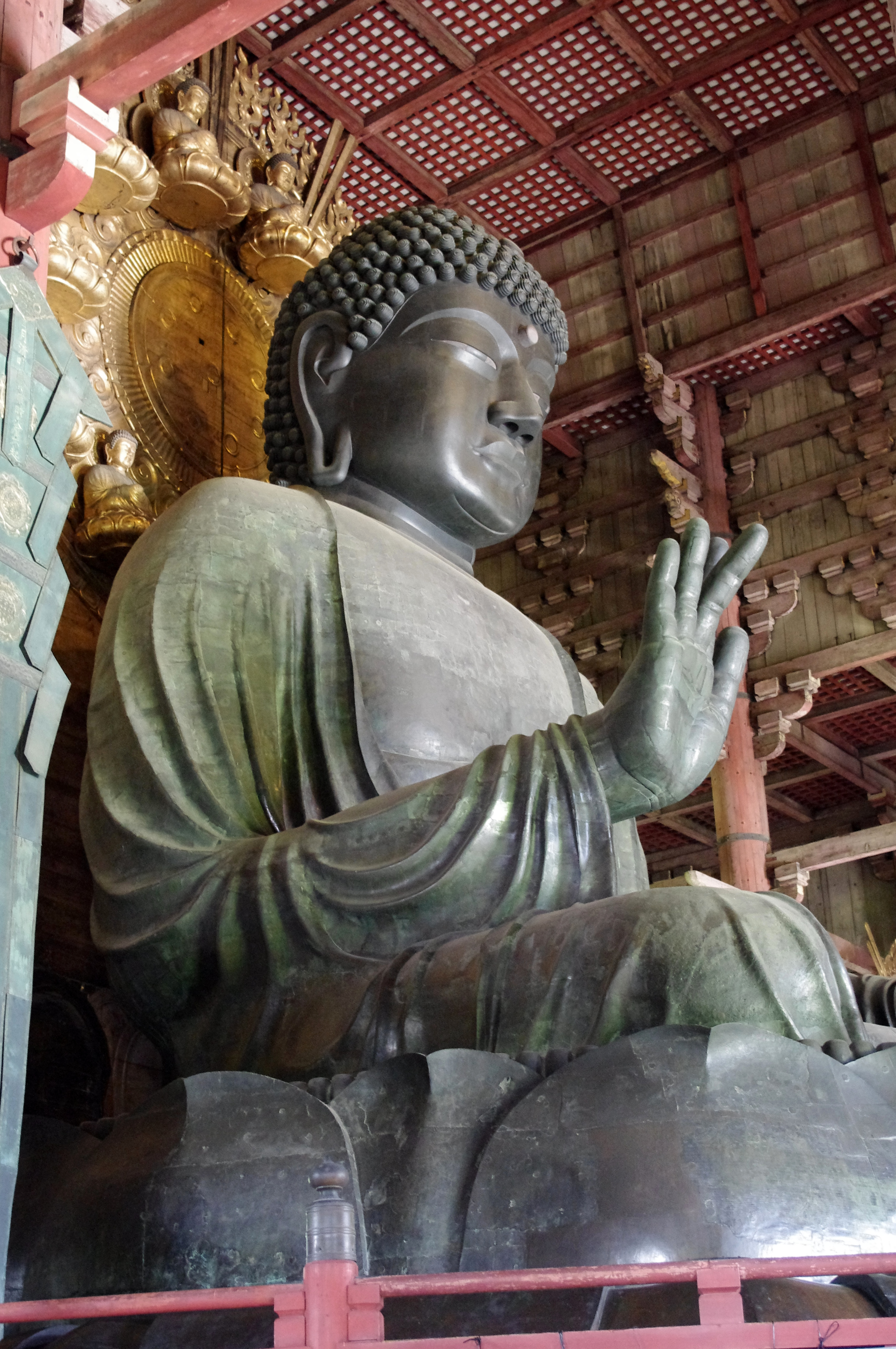
大仏（盧舎那仏像）西側より

### 創建と大仏造立

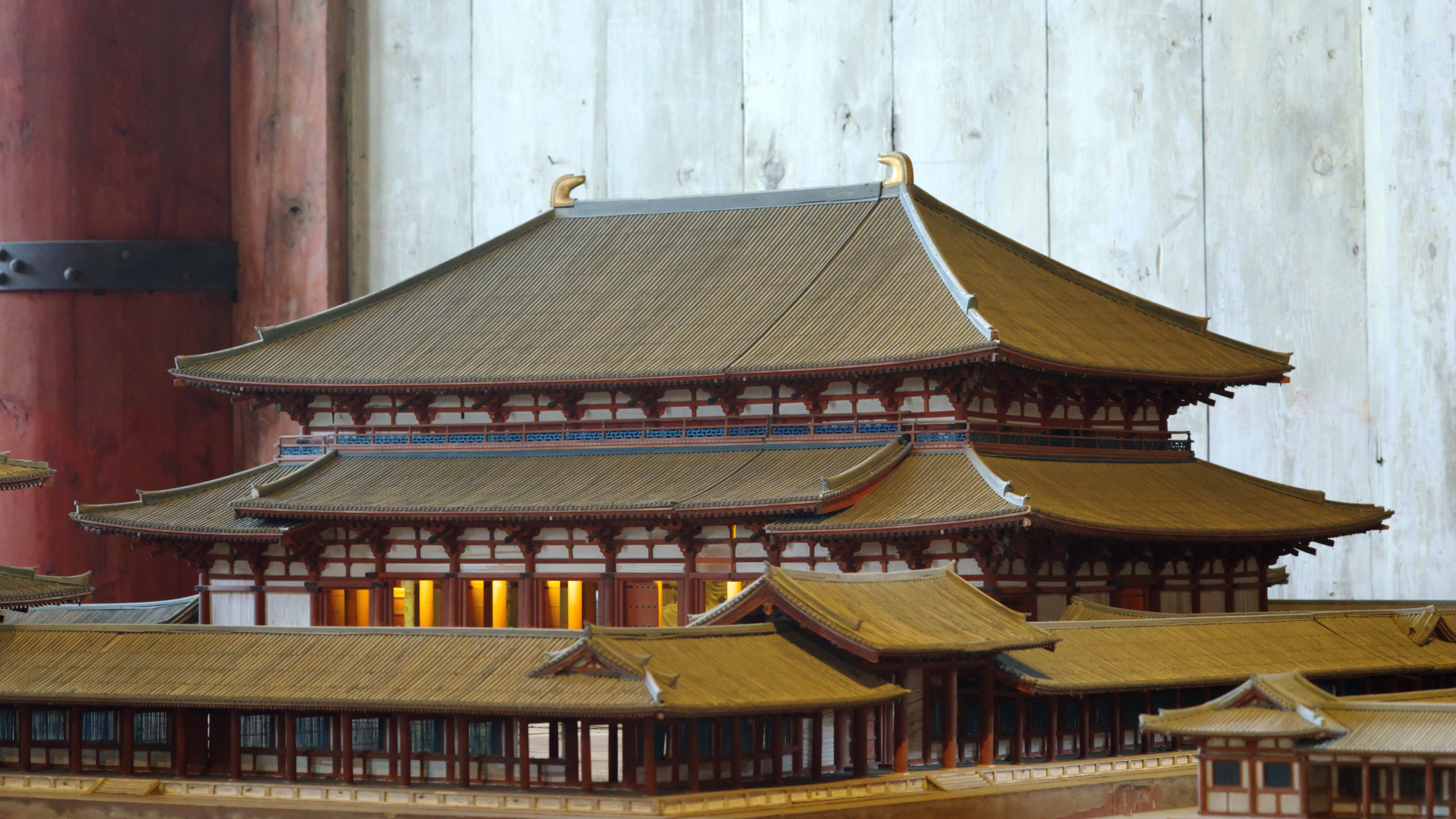
創建当時の大仏殿復元模型（大仏殿内所在）

8世紀前半には大仏殿の東方、若草山麓に前身寺院が建てられていたことが分かっている。東大寺の記録である『東大寺要録』によれば、天平5年（733年）、若草山麓に創建された金鐘寺（または金鍾寺（こんしゅじ））が東大寺の起源であるとされる。一方、正史『続日本紀』によれば、神亀5年（728年）、聖武天皇と光明皇后が幼くして亡くなった皇子・基王の菩提を弔うため、若草山の麓に「山房」を設け、9人の僧を住まわせたことが知られる、これが金鐘寺の前身と見られる。金鐘寺には、8世紀半ばには羂索堂、千手堂が存在したことが記録から知られ、このうち羂索堂は現在の法華堂（＝三月堂、本尊は不空羂索観音）を指すと見られる。天平13年（741年）には国分寺建立の詔が発せられ、これを受けて翌天平14年（742年）、金鐘寺は大和国（現在の奈良県）の国分寺兼総国分寺と定められ、寺名は金光明寺と改められた。
大仏の鋳造が始まったのは天平19年（747年）で、この頃から「東大寺」の寺号が用いられるようになったと思われる。なお、東大寺建設のための役所である「造東大寺司」が史料に見えるのは天平20年（748年）が最初である。
聖武天皇が大仏造立の詔を発したのはそれより前の天平15年（743年）10月15日である。当時、都は山背国の恭仁京（現・京都府木津川市）に移されていたが、天皇は恭仁京の北東に位置する紫香楽宮（現・滋賀県甲賀市信楽町）におり、大仏造立もここで始められた。聖武天皇は短期間に遷都を繰り返したが、2年後の天平17年（745年）、都が平城京に戻ると共に大仏造立も現在の東大寺の地で改めて行われることになった。この大事業を推進するには幅広い民衆の支持が必要であったため、朝廷から弾圧されていた行基を大僧正として迎え、協力を得た。また、天平勝宝元年（749年）には鎮守社として手向山八幡宮が創建されている。
難工事の末、ようやく大仏の鋳造が終了し、天竺（インド）出身のバラモン僧正菩提僊那を導師として大仏開眼会（かいげんえ）が挙行されたのは天平勝宝4年（752年）のことであった。そして、大仏鋳造が終わってから大仏殿の建設工事が始められ、竣工したのは天平宝字2年（758年）であった。
東大寺では大仏創建に力のあった良弁、聖武天皇、行基、菩提僊那を「四聖（ししょう）」と呼んでいる。

### 東大寺と橘奈良麻呂
大仏造立・大仏殿建立のような大規模な建設工事は、国費を浪費させ日本の財政事情を悪化させるという、聖武天皇にその自身の思惑とは程遠い現実を突き付けた。実際に、貴族や寺院が富み栄える一方、農民層の負担が激増し、平城京内では浮浪者や餓死者が後を絶たず、租庸調の税制も崩壊寸前になる地方も出るなど、律令政治の大きな矛盾点を浮き彫りにした。
天平勝宝8歳（756年）5月2日、聖武太上天皇が崩御する。その年の7月に起こったのが、橘奈良麻呂の乱である。7月4日に逮捕された橘奈良麻呂は、藤原永手の聴取に対して「東大寺などを造営し人民が辛苦している。政治が無道だから反乱を企てた」と謀反を白状した。ここで永手は、「そもそも東大寺の建立が始まったのは、そなたの父（橘諸兄）の時代である。その口でとやかく言われる筋合いは無いし、それ以前にそなたとは何の因果もないはずだ」と反論したため、奈良麻呂は返答に詰まったという。

### 奈良時代

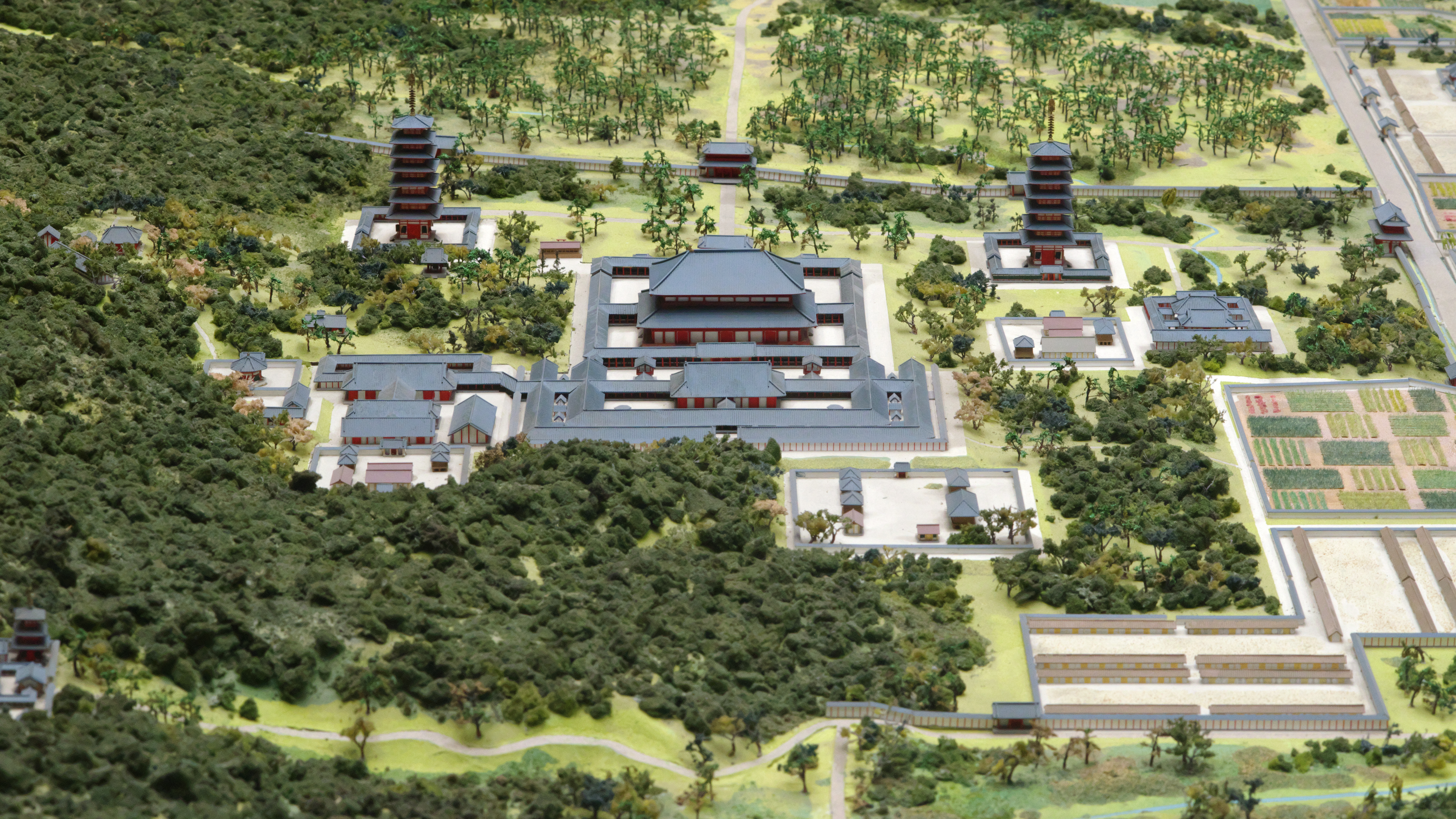
奈良時代の東大寺伽藍の模型、北側より見る。奈良市役所所蔵平城京1/1000模型の一部。

奈良時代の東大寺の伽藍は、南大門、中門、金堂（大仏殿）、講堂が南北方向に一直線に並び、講堂の北側には東・北・西に「コ」の字形に並ぶ僧坊（僧の居所）、僧坊の東には食堂（じきどう）があり、南大門と中門の間の左右には東西2基の七重塔（高さ約70メートル以上と推定される）が回廊に囲まれて建っていた。天平17年（745年）の起工から、伽藍が一通り完成するまでには40年近い時間を要している。
奈良時代のいわゆる南都六宗（華厳宗、法相宗、律宗、三論宗、成実宗、倶舎宗）は「宗派」というよりは「学派」に近いもので、日本仏教で「宗派」という概念が確立したのは中世以後のことである。そのため、寺院では複数の宗派を兼学することが普通であった。東大寺の場合、近代以降は所属宗派を明示する必要から華厳宗を名乗るが、奈良時代には「六宗兼学の寺」とされ、大仏殿内には各宗の経論を納めた「六宗厨子」があった。

### 平安時代
平安時代に入ると、桓武天皇の南都仏教抑圧策により「造東大寺所」が廃止されるなどの圧迫を受けたが、唐から帰国した空海が別当となり寺内に真言院が開かれ、空海が伝えた真言宗、最澄が伝えた天台宗をも加えて「八宗兼学の寺」とされた。朝夕の看経には、理趣経が今も読まれている。華厳経的世界の象徴である毘盧遮那仏（大仏）の前で理趣経が読まれるのは、空海が残した痕跡といってよい。
また、講堂と三面僧坊が失火で、西塔が落雷で焼失したり、暴風雨で南大門、鐘楼が倒壊したりといった事件が起こるが、後に皇族・貴族の崇敬を受けて黒田荘に代表される多数の荘園を寄進されたり、自ら開発を行ったりし、伽藍の復興に力を入れた。やがて南都の有力権門として内外に知られるようになると、多数の僧兵を抱え、興福寺などと共に度々朝廷に強訴を行っている。

### 中世以降

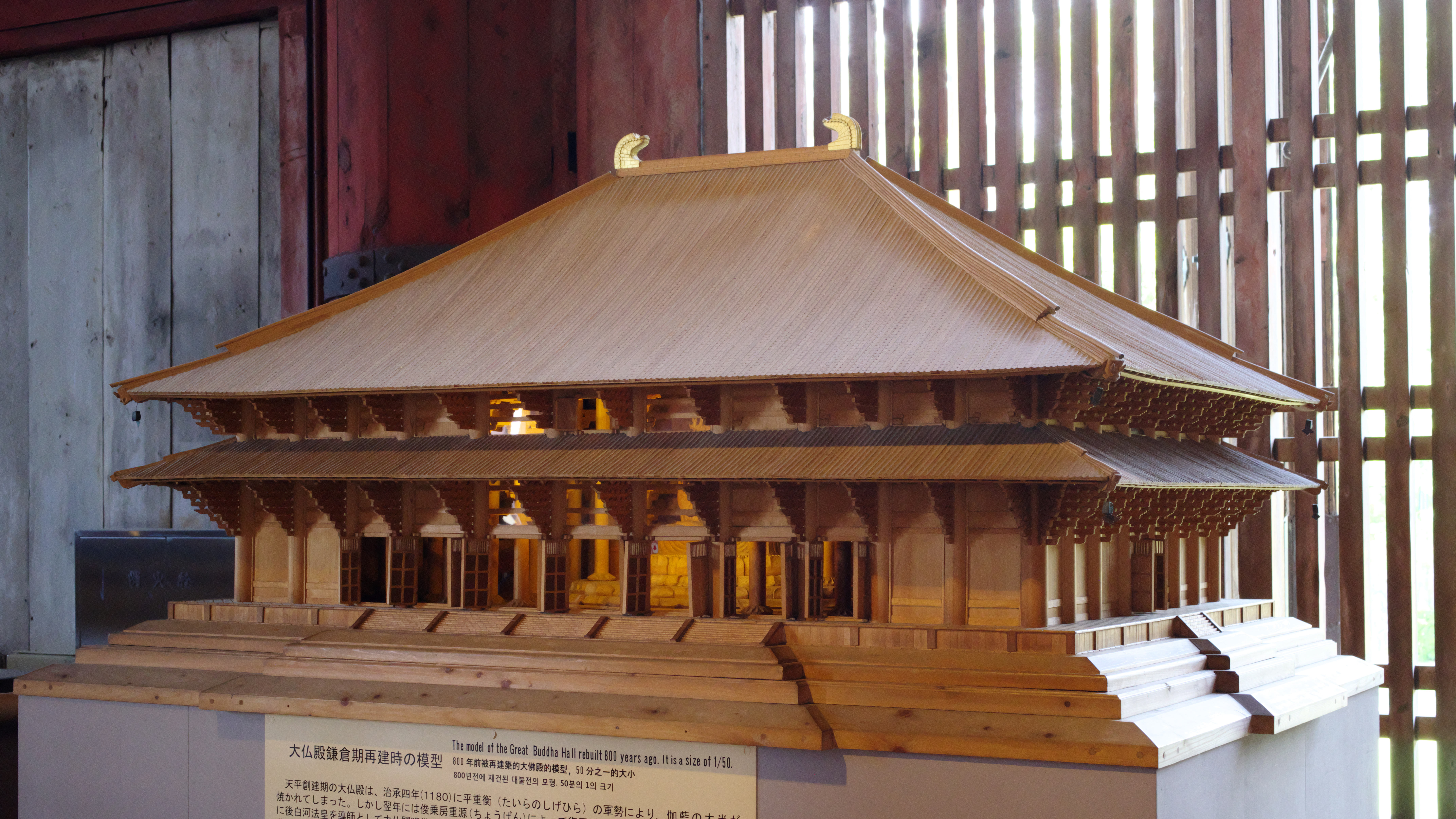
南都焼討後再建され東大寺大仏殿の戦い時焼失した2代目大仏殿の模型

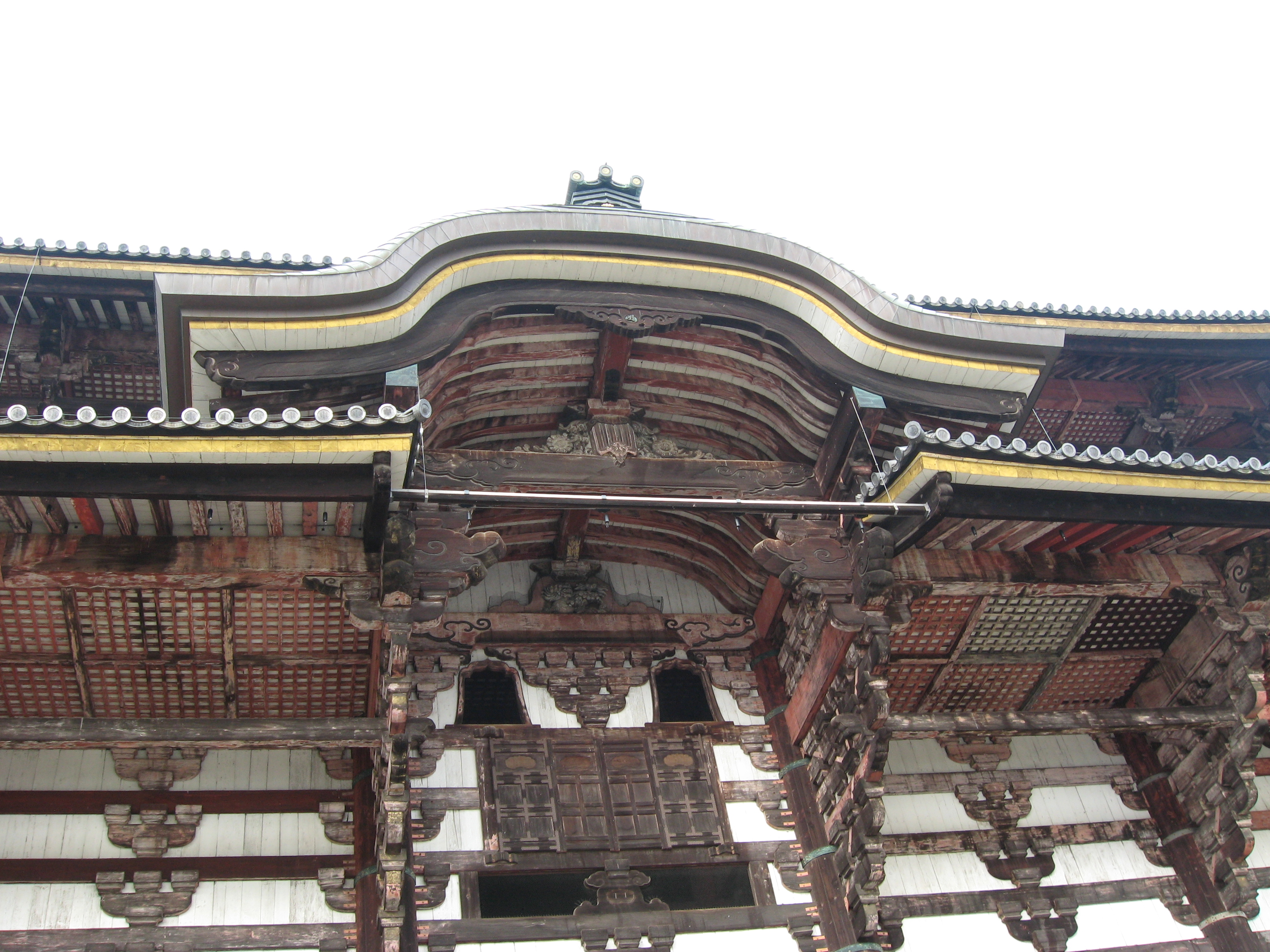
東大寺大仏殿の観相窓と唐破風

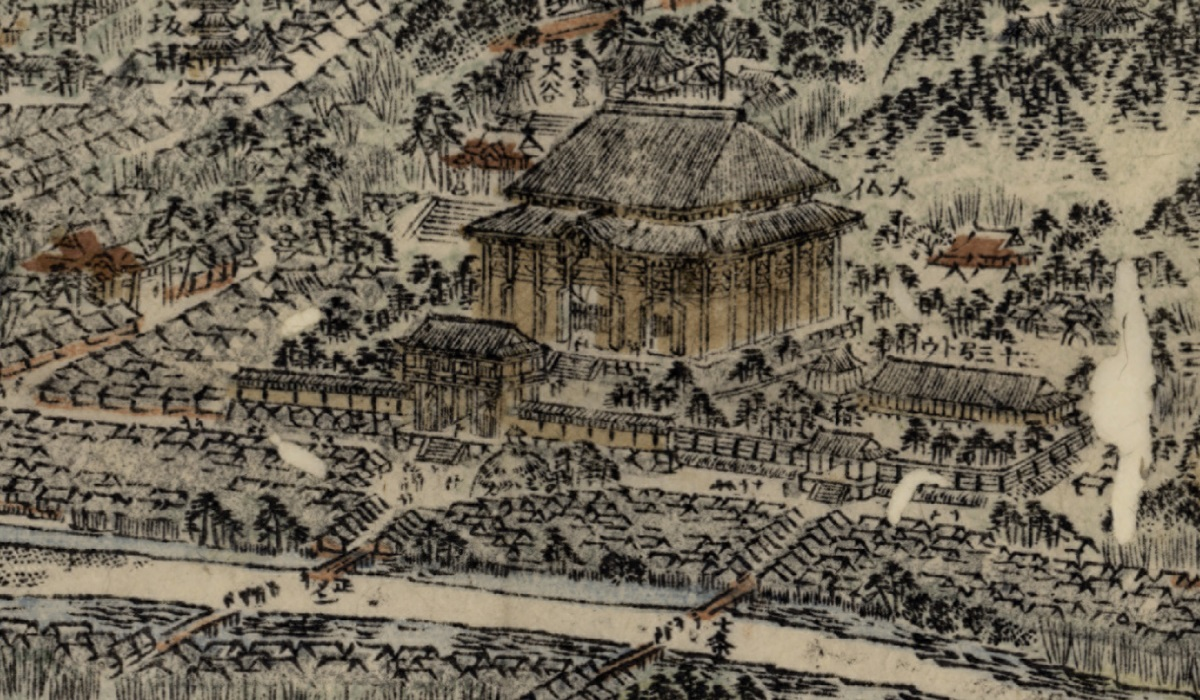
[参考] 絵図に描かれた往時の方広寺大仏殿(「花洛一覧図」京都府立京都学・歴彩館デジタルアーカイブ 一部改変)

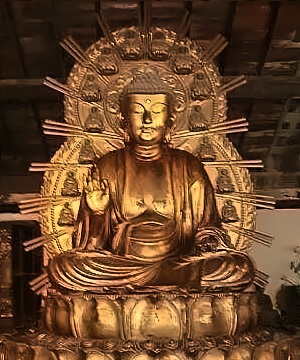
[参考] 往時の京の大仏の1/10の大きさの模像と伝わる、現在の方広寺本尊盧舎那仏座像。

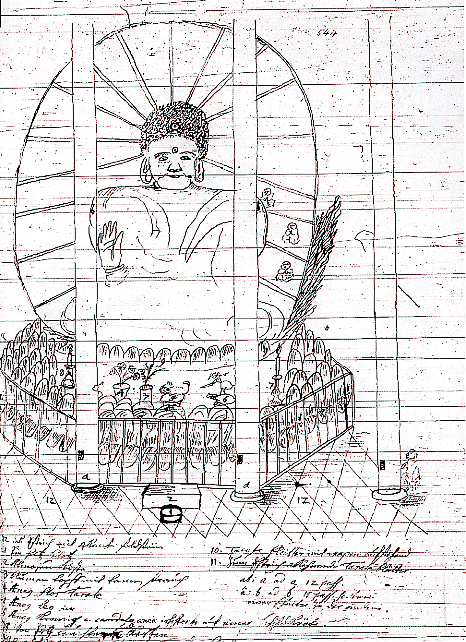
[参考] エンゲルベルト・ケンペルの方広寺大仏(京の大仏)のスケッチ(大英博物館所蔵)
ケンペルは方広寺大仏について日記に「これまで見たことのない程の大きさで、全身金色である」と書き記している

東大寺は近隣の興福寺と共に治承4年12月28日（1181年1月15日）の平重衡による南都焼討の兵火で壊滅的な打撃を受け、大仏殿を初めとする多くの堂塔を失った。この後、東大寺は本格的に復興が行われることとなり、後白河法皇は当時61歳の僧・俊乗房重源（ちょうげん）を大勧進職に任命し、大仏や諸堂の再興に当たらせた。重源の精力的な活動及び平家に代わり政権を握った源頼朝の援助により再建は着々と進み、文治元年（1185年）には後白河法皇らの列席の下、大仏開眼法要が、次いで建久元年（1190年）には上棟式が行われた。建久6年（1195年）には再建大仏殿が完成、源頼朝らの列席の下、落慶法要が営まれた。
その後、戦国時代の永禄10年（1567年）10月10日、三好三人衆と松永久秀による東大寺大仏殿の戦いの兵火により、大仏殿を含む東大寺の主要堂塔はまたも焼失した。天正元年（1573年）9月、織田信長は東大寺を戦乱に巻き込むことと乱暴狼藉を働く者に対しての厳罰を通達する書状を出している。
信長亡き後に天下人になった豊臣秀吉は、天正14年（1586年）に、焼損した東大寺大仏に代わる新たな大仏の造立を発願し、京都に方広寺大仏（京の大仏）が造立されたが、秀吉は東大寺大仏再建への着手は行わなかった。南都を焼き討ちした平氏政権を倒した源頼朝が、早急に東大寺大仏再建への援助を行ったこととは対照的である。方広寺大仏は東大寺大仏に代わる大仏として発願されたため、豊臣秀頼の代には、寺号を「東大寺」とする（方広寺を東大寺の継承寺院とする）ことも企図され、朝廷との協議がなされた。この件は、大坂の陣に敗れた豊臣氏の滅亡で立ち消えとなった。
東大寺は破損した大仏に応急処置として、溶けた大仏の頭部に新たに銅板で仮の頭を作成して付け、仮の大仏殿もなんとか建てていたが、慶長15年（1610年）に暴風で仮大仏殿は倒壊した。以降、大仏は露座のまま放置されることになった。
豊臣氏が滅亡し、江戸幕府の全国支配が確立してからも、幕府による東大寺大仏再建の企図は直ぐにはなされなかった。一方で方広寺の大仏（京の大仏）・大仏殿の修繕工事には積極的に江戸幕府が関与している。これは朝鮮通信使の旅程に方広寺が組み込まれており、日本側の体面保持・国威発揚の意図があったものとされる（1719年の第9回朝鮮通信使が、方広寺は秀吉の造立した寺であること、また秀吉の朝鮮出兵における朝鮮の戦死者の耳鼻を埋葬した耳塚が門前にあることを理由に、方広寺訪問を拒絶しトラブルに発展したことを契機として、方広寺は朝鮮通信使の旅程から外された）。
寛文2年（1662年）の寛文近江・若狭地震で方広寺大仏が損壊した際も（地震発生前から、経年劣化などで既に大仏は損壊していたとする説もある)、銅像から木像に改められてしまったが、江戸幕府の主導で早急に再建がなされた。
平家の南都焼討による東大寺大仏・大仏殿の焼失の際は早急に再建がなされたが、永禄10年（1567年）の東大寺大仏・大仏殿の焼失後はその再建が遅々として進まなかった。その原因について、江戸時代には方広寺に往時の東大寺大仏・大仏殿に匹敵する規模のそれが既に造立されており、僧や民衆の間で東大寺大仏・大仏殿を復興させようとする機運（世論）が高まりにくかったという点がある。しかし1600年代後半に、東大寺の僧公慶が立ち上がり、東大寺大仏の修理と大仏殿の復興を行おうと勧進を始めると、多くの人々からの喜捨を受けて、まず大仏の修理から行われることになった。修理は元禄4年（1691年）に完成し、翌年には大仏開眼供養が行われた。公慶は続いて大仏殿の再建に着手しようと江戸幕府第5代将軍徳川綱吉やその母の桂昌院に謁見し、多額の寄進を受けた。こうしたこともあって大仏殿は宝永6年（1709年）に遂に完成した。
現存する3代目の東大寺大仏殿は、高さと奥行きは天平時代とほぼ同じだが、間口は天平創建時の11間からおよそ3分の2の7間に縮小されている。3代目東大寺大仏殿は従前の大仏殿とは外観が大きく異なる点が多い（堂外から大仏の御顔を拝顔できるようにする観相窓の採用、観相窓上部の唐破風の設置など）。同時代に存在していた方広寺2代目大仏殿の設計図は今日現存しているが、それと現存する3代目東大寺大仏殿を見比べると、間口（建物の横幅）が減じられていること以外はほぼ建物の外観が瓜二つであることが分かる。これは東大寺2代目大仏殿の焼失から百数十年が経過し、それの技法に倣うことは難しいが、同時代には方広寺2代目大仏殿が京都に存在しており、公慶など東大寺大仏殿再建に当たった者達が、それの意匠・技法を参考にしたためではないかと考えられている。またその根拠として以下もある。東大寺大仏殿内部に設けられている売店の上方の壁に、江戸時代の東大寺大仏殿再建にあたり作成された設計図面である、巨大な『東大寺大仏殿建地割板図』が飾られている。上記は経年劣化のため図面が読めなくなっていたが、赤外線撮影による調査を行った所、大仏殿の計画が間口11間から7間に縮小する以前の、当初設計図面であることが判明した。上記図面は現存の東大寺大仏殿の意匠・構造よりも、より方広寺大仏殿のそれに近似しており、建築史学者の黒田龍二は「（東大寺大仏殿建地割板図は）方広寺大仏殿を参考に東大寺大仏殿再建のための雛形として描かれたと考えるのが妥当である」としている。また現在の方広寺本尊の盧舎那仏座像は往時の大仏の1/10の大きさの模像とされるが、それの光背の意匠は、現存の東大寺大仏の光背の意匠と極めて近似しているので、大仏の光背の意匠についても、方広寺大仏のそれに倣ったものではないかとする説もある。
2代目東大寺大仏殿の焼失後に「2代目東大寺大仏殿焼失→初代方広寺大仏殿造立・焼失→2代目方広寺大仏殿造立→3代目東大寺大仏殿造立」と年数がさほど空くことなく、大仏殿が日本に存在し続けていたことは、大仏殿造立の技法が継承される上で好事となった。また単に技法が継承されるだけでなく、新たな技法の確立や建築意匠の改良もなされ、3代目東大寺大仏殿の柱材について、寄木材(鉄輪で固定した集成材)となっているが、この技法は2代目方広寺大仏殿で確立されたものとされ、東大寺大仏殿にも取り入れられたとされる。豊臣秀吉による方広寺初代大仏殿造営時に、日本各地の柱材に適した巨木を多く伐採してしまったため、森林資源が枯渇したようであり、苦肉の策と言える。
なお今回の復興でも講堂、食堂、東西の七重塔などは再建されることはなかった。今は各建物跡に礎石や土壇が残されているのみである。
宝永6年（1709年）から寛政10年（1798年）までは、奈良（東大寺）と京都（方広寺）に、大仏・大仏殿が双立していた。江戸期においては方広寺大仏の方が、規模（大仏の高さ、大仏殿の高さ・面積）で上回っていた。これは先述のように豊臣秀吉が発願したもので、秀吉の造立した初代大仏、豊臣秀頼の造立した2代目大仏、江戸時代再建の3代目大仏と、新旧3代の大仏が知られるが、それらは文献記録（『愚子見記』『都名所図会』等）によれば、6丈3尺（約19メートル）とされ、再建され現存の東大寺大仏の高さ（14.7メートル）を上回り、大仏としては日本一の高さを誇っていた。『東海道中膝栗毛』では弥次喜多が大仏を見物して威容に驚き「手のひらに畳が八枚敷ける」「鼻の穴から、傘をさした人が出入りできる」とその巨大さが描写される場面があるが、そこで描かれているのは、東大寺大仏ではなく、方広寺大仏である。なお初版刊行の1802年には、後述のように大仏・大仏殿は既に焼失している。
江戸時代中期の国学者本居宣長は、双方の大仏を実見しており、東大寺大仏・大仏殿について「京のよりはやや（大仏）殿はせまく、（大）仏もすこしちいさく見え給う」「堂（大仏殿）も京のよりはちいさければ、高くみえてかっこうよし[東大寺大仏殿は方広寺大仏殿よりも横幅（間口）が狭いので、視覚効果で高く見えて格好良いの意]」「所のさま(立地・周囲の景色)は、京の大仏よりもはるかに景地よき所也」という感想を、在京日記に残している。一方、方広寺大仏については「此仏（大仏）のおほき（大き）なることは、今さらいふもさらなれど、いつ見奉りても、めおとろく（目驚く）ばかり也」と記している。
方広寺の3代目大仏は寛政10年（1798年）まで存続していたが、落雷で焼失した。
明治時代となり神仏分離が行われると、鎮守社の手向山八幡宮は東大寺から独立した。
『東大寺辞典』によれば現存する塔頭は18院であるが、この中には寺籍のみあって、独立した堂宇をもたないものもある。真言院、知足院のほか、大仏殿の北東に龍松院、龍蔵院、持宝院、宝厳院、大仏殿東側に宝珠院、中性院、上之坊、観音院、南大門西側、東大寺福祉療育病院に隣接して北林院、地蔵院、正観院がある。惣持院、清涼院は勧進所に所在、上生院、新禅院、金殊院は寺籍のみ残っている。

## 大仏殿（金堂）

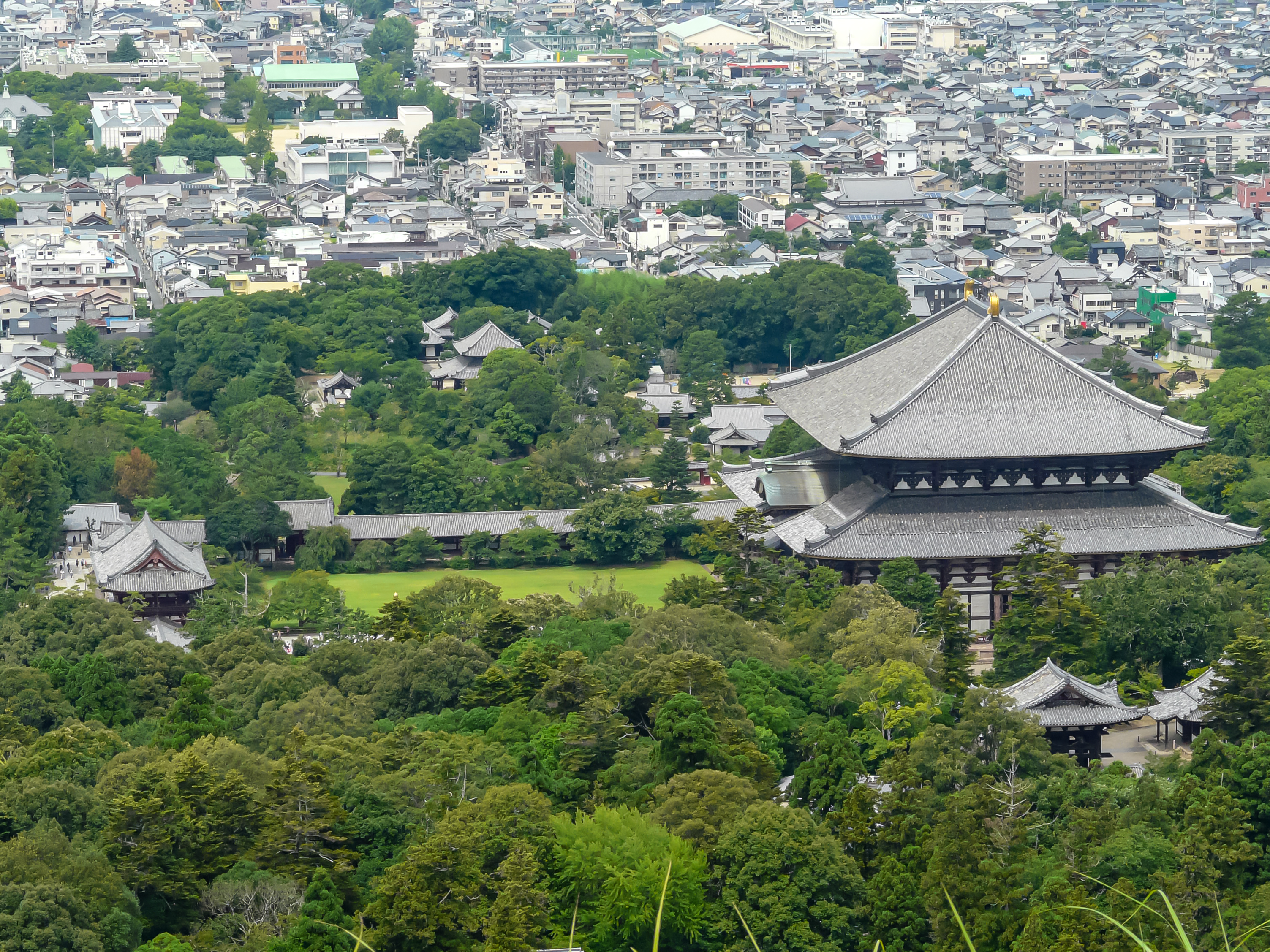
若草山より望む大仏殿

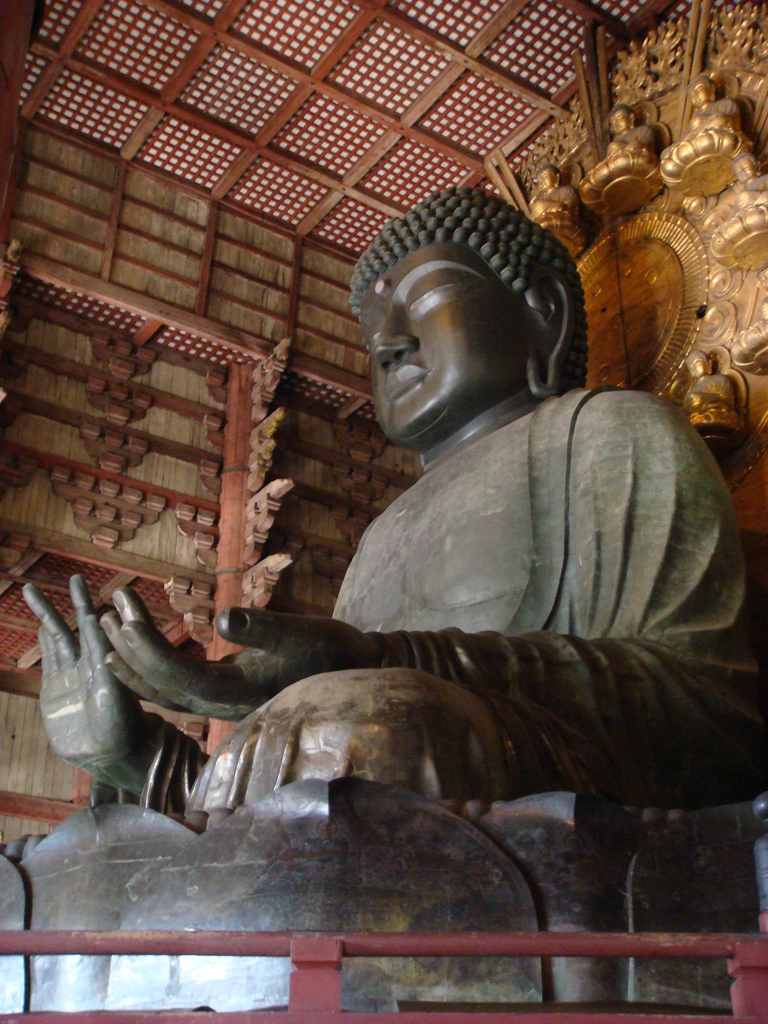
大仏（東側より）

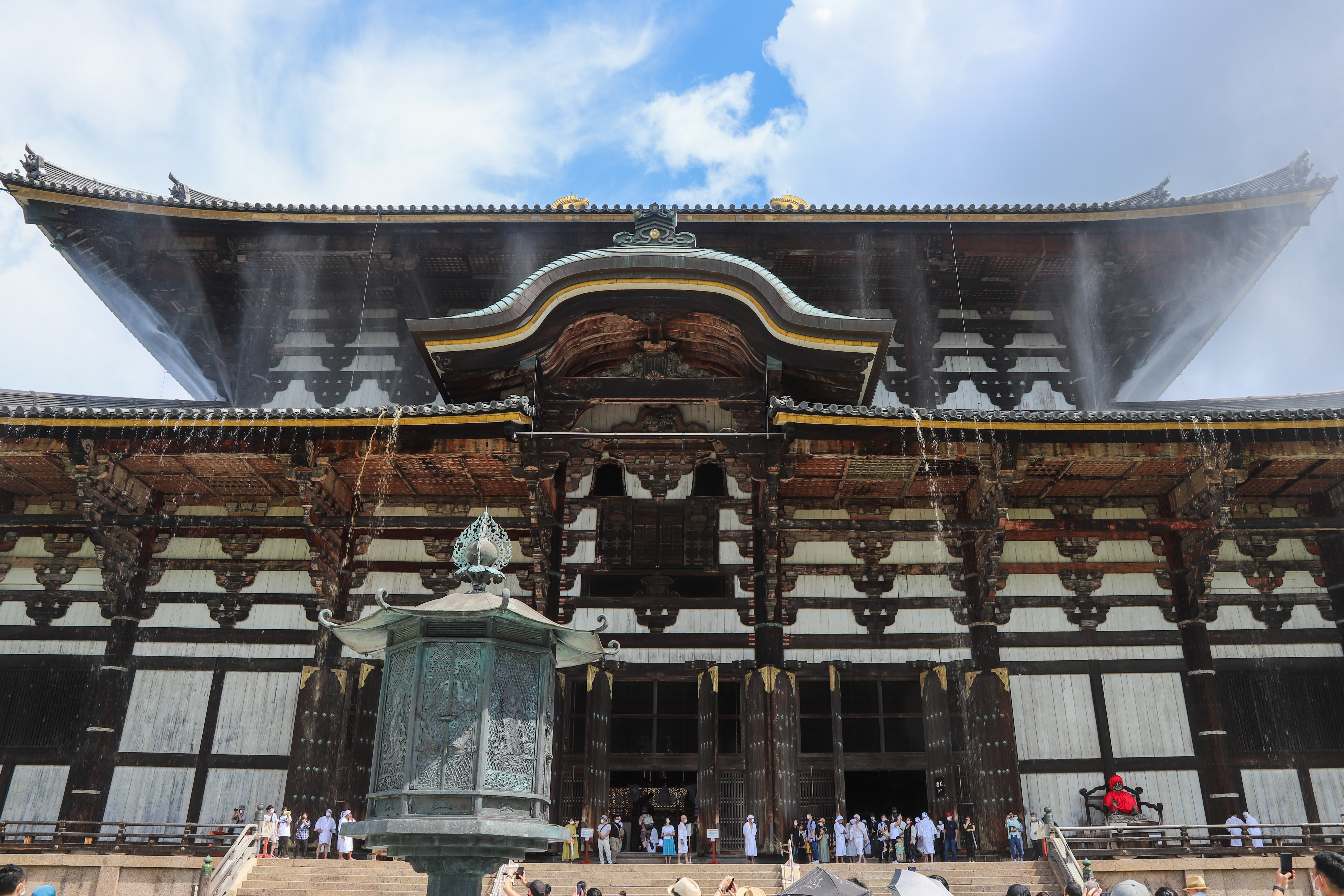
大仏殿での放水訓練

国宝。当初の大仏・盧舎那仏および大仏殿は、聖武天皇の発願により、8世紀に造られたものであったが、その後2度の兵火で焼け落ち、現存する大仏殿は江戸時代の再建。大仏は台座と袖、脚などの一部に当初部分を残すのみで、体部の大部分は中世の作、頭部は江戸時代の作である。
聖武天皇は天平15年（743年）、大仏造立の詔を発した。当初、紫香楽宮の近くの甲賀寺で造立の始まった大仏は、その後現在地の奈良で改めて造立を開始。天平勝宝4年（752年）に開眼供養が行われた。治承4年（1181年）の南都焼討の兵火で大仏殿は焼失、大仏も台座や下半身の一部を残して焼け落ちた。その後、大仏と大仏殿は重源の尽力により再興され、文治元年（1185年）に大仏の開眼供養、建久元年（1190年）には大仏殿の上棟式、建久6年（1195年）には大仏殿落慶供養が行われた。この鎌倉復興大仏も永禄10年（1567年）の東大寺大仏殿の戦いによって再び炎上した。大仏殿の再建はすぐには実施されず、大仏は仮修理の状態のまま、露座で数十年が経過したが、江戸時代になって公慶上人の尽力により大仏、大仏殿とも復興した。現存する大仏の頭部は元禄3年（1690年）に鋳造されたもので、元禄5年（1692年）に開眼供養が行われている。大仏殿は宝永6年（1709年）に落慶したものである。
文化3年（1806年）、下層の屋根が瓦などの重みに耐えられず波打って垂れ下がってきたために屋根を支える支柱を設けている。1877年（明治10年）頃から修理の計画が検討されるがなかなか行うことができず、本格的な修理は1903年（明治36年）から11年にわたり大修理が行われた。主要目的は、虹粱の補強と屋根を支えるための強化と、屋根荷重の削減だが、その際、大屋根を支える2本の虹梁の下端にイギリスシェルトン・スチール社製の鉄骨トラスを添わせ、両端は内陣柱にリベットとボルトで固定した。さらに桁行方向にも振れ止めを兼ねた小型のトラスを架け渡した。これにより、大梁の重みとそれにかかる屋根の重量を内陣柱に分散達させる方法が取られた。同時に瓦の枚数を減らした。1915年（大正4年）、大仏殿落慶供養が行われた。
大仏殿は寄棟造、本瓦葺き。2階建てに見えるが、構造的には一重裳階（もこし）付きで、正面5間、側面5間の身舎（もや）の周囲に1間の裳階を回している。間口57メートル、奥行50.5メートル、高さ46.8メートルで、奥行と高さは創建時とほぼ変わりないが、間口は約3分の2に縮小されている。建築様式は、鎌倉時代に宋の建築様式を取り入れて成立した大仏様（だいぶつよう）が基本になっており、水平方向に貫（ぬき）を多用するのが特色である。豊臣秀吉・豊臣秀頼父子による、初代・2代目方広寺大仏殿の相次ぐ造営によって、柱材に適した巨木を多数伐採してしまっており、この頃には既に巨材の調達が困難であったため、柱は芯材の周囲に桶状に別材を巻きつけた集成材が用いられている。なお、しばしば「世界最大の木造建築物」として言及されるが、20世紀以降に近代的工法で建てられた木造建築には、大仏殿を上回る規模のものが存在する（ティラムーク航空博物館、メトロポール・パラソルなど）。
大仏の左右には脇侍として木造の如意輪観音坐像と虚空蔵菩薩坐像を安置。堂内北西と北東の隅には四天王のうちの広目天像と多聞天像を安置する。いずれも江戸時代復興期の像である。四天王のうち残りの2体（持国天、増長天）は未完成に終わり、両像の頭部のみが大仏殿内に置かれている。堂内には他に、大仏前に高さ207センチメートルの銅製大華瓶が付いている8本脚の揚羽蝶で有名で、元禄5年開眼供養会に池坊門弟の猪飼三枝と藤掛似水の両一門より、約9メートルの立花二口が奉納されたが、会後、藤掛似水から華瓶に銅蓮が付けられ仏花として寄贈された。この8本脚の揚羽蝶は多く話題になるが、東大寺では「寺で作ったものではなく、寄贈品で意味は分からない」と答えている。また、1909年（明治42年）の日英博覧会用に製作された、東大寺旧伽藍の模型がある。
大仏（盧舎那仏像）
国宝。指定名称は「銅造盧舎那仏坐像（金堂安置）1躯」。像高は14.7メートルである。大仏は『華厳経』に説く盧舎那仏という名の仏である。盧舎那仏は「蓮華蔵世界」（『華厳経』の説く世界観）の中心に位置し、大宇宙の存在そのものを象徴する仏である。
木造如意輪観音坐像・虚空蔵菩薩坐像（重要文化財）
大仏の左右に脇侍として安置される。これらの像は大仏（銅造）とは異なり木造の寄木造である。大勧進公俊の時代、京都の仏師山本順慶一門と、大坂の仏師椿井賢慶一門らにより、30数年をかけて製作されたもので、江戸時代の代表的な仏教彫刻である。如意輪観音像は元文3年（1738年）ごろの完成、虚空蔵菩薩像は遅れて宝暦2年（1752年）の完成。
金銅八角燈籠（国宝）
大仏殿の正面に立つ燈籠。総高464センチメートル。たびたび修理されているが、基本的には奈良時代創建時のものである。火袋は四方に扉を付けた八角形で、扉の4面には雲中を駆ける4頭の獅子が、他の4面にはそれぞれ異なる楽器（横笛、尺八、鈸子、笙）を奏する音声菩薩（おんじょうぼさつ）が、鉄格子と唐草文様の透かし時の上に浮彫で表されている。なお、竿の部分には燃燈仏の功徳などを説いた経典の一部が刻まれている。4面の羽目板のうち西北面と西南面が当初のもので、東北面と東南面はレプリカである。東北面の羽目板は1962年（昭和37年）に盗難に遭うものの直後に発見されたが、その後はオリジナルは別途保管し、燈籠にはレプリカを取り付けている。東南面の羽目板のオリジナルは早くに紛失した。

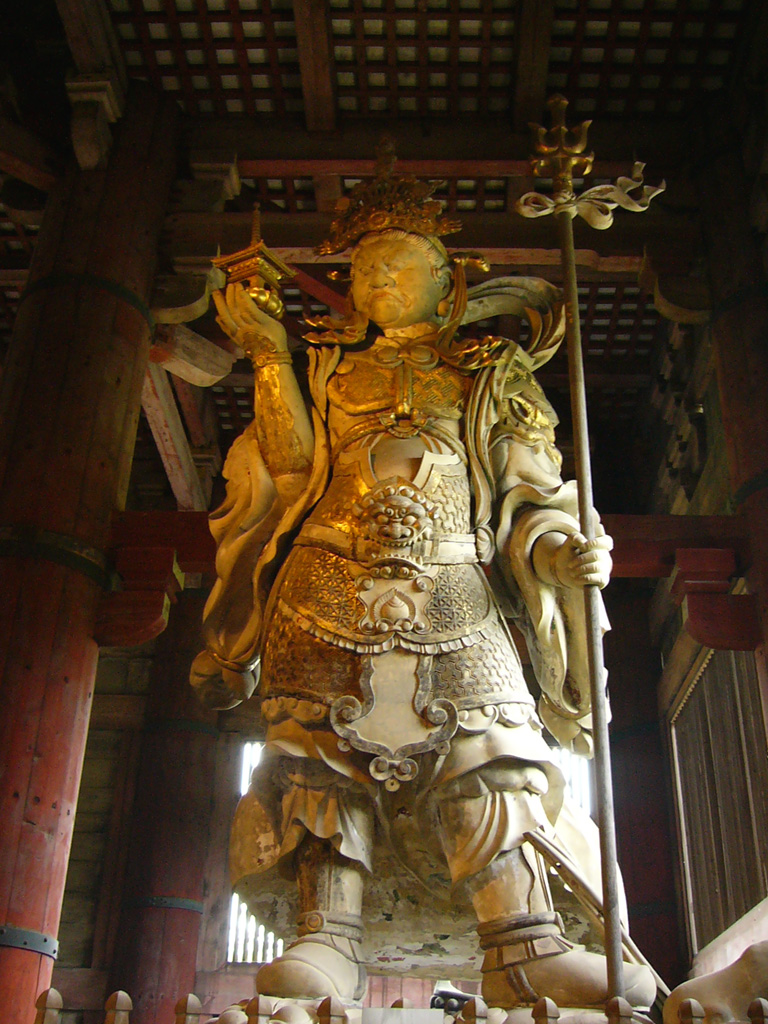
多聞天像（金堂東北隅）
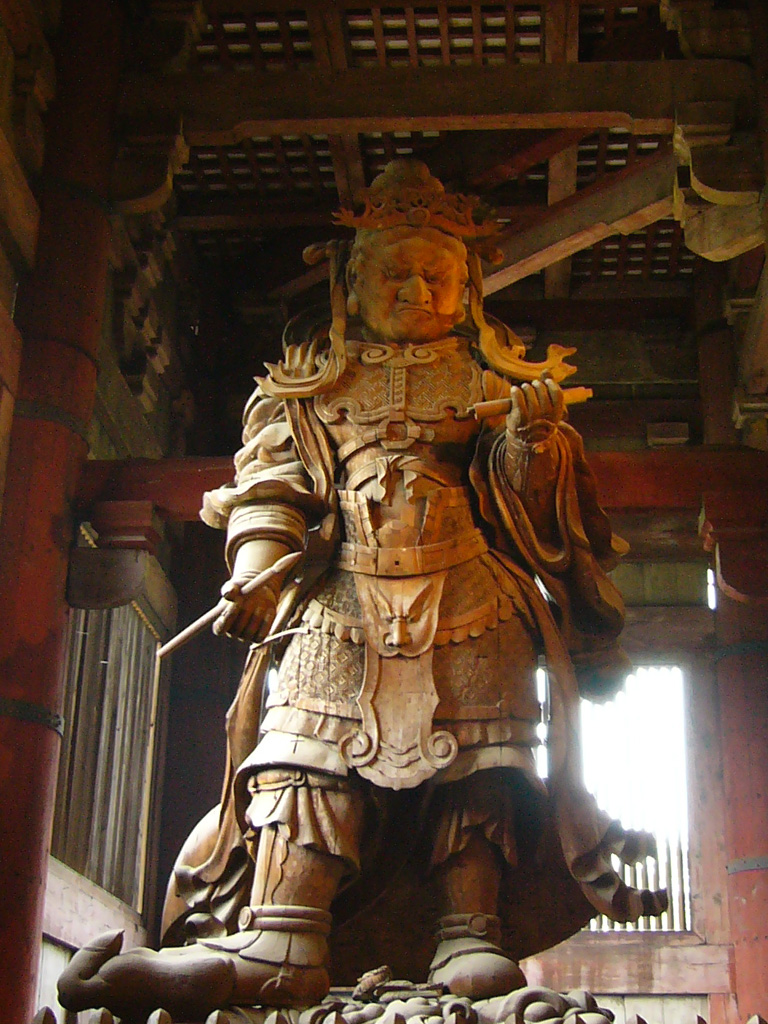
広目天像（金堂西北隅）
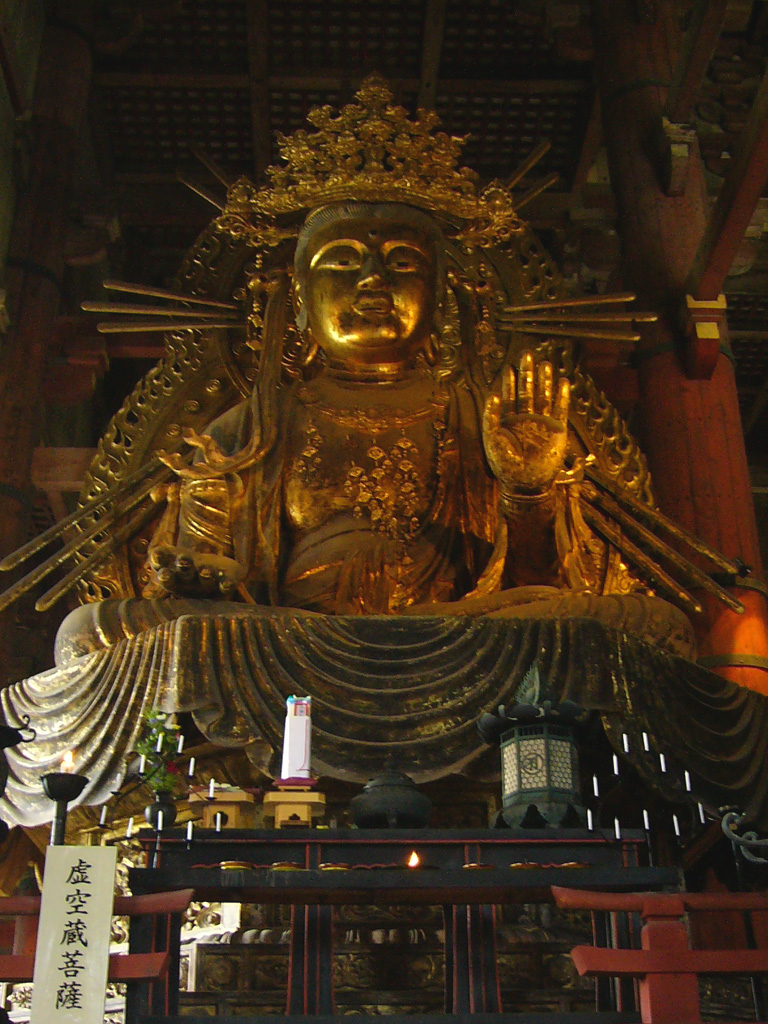
虚空蔵菩薩像（重要文化財）
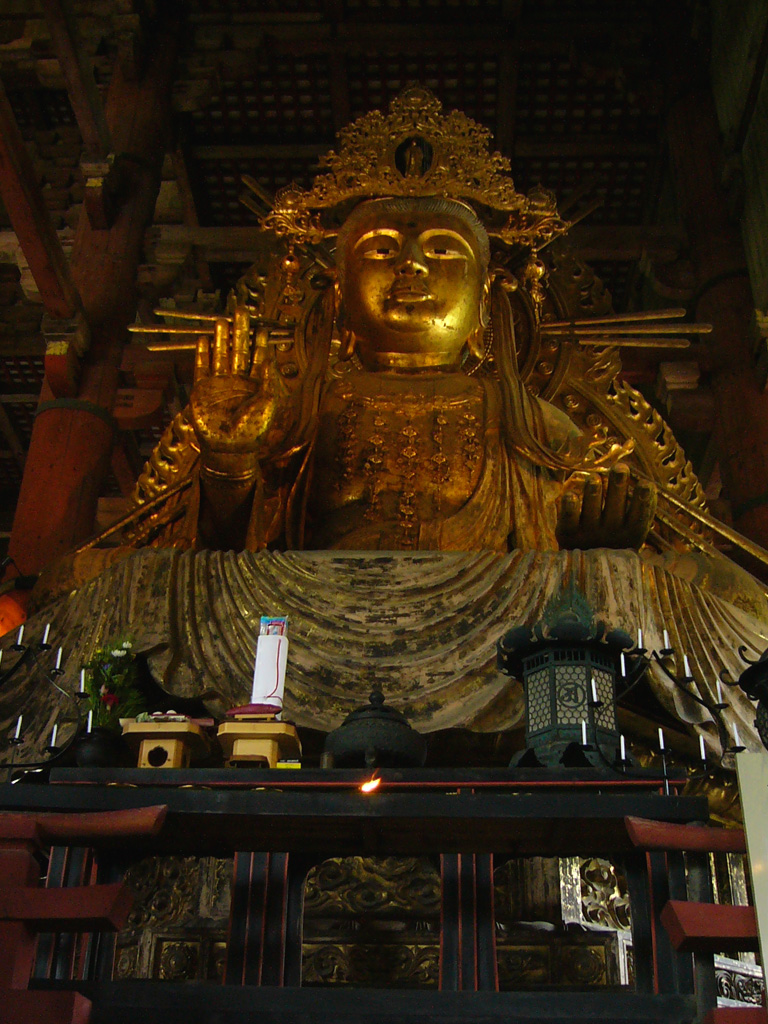
如意輪観音菩薩像（重要文化財）
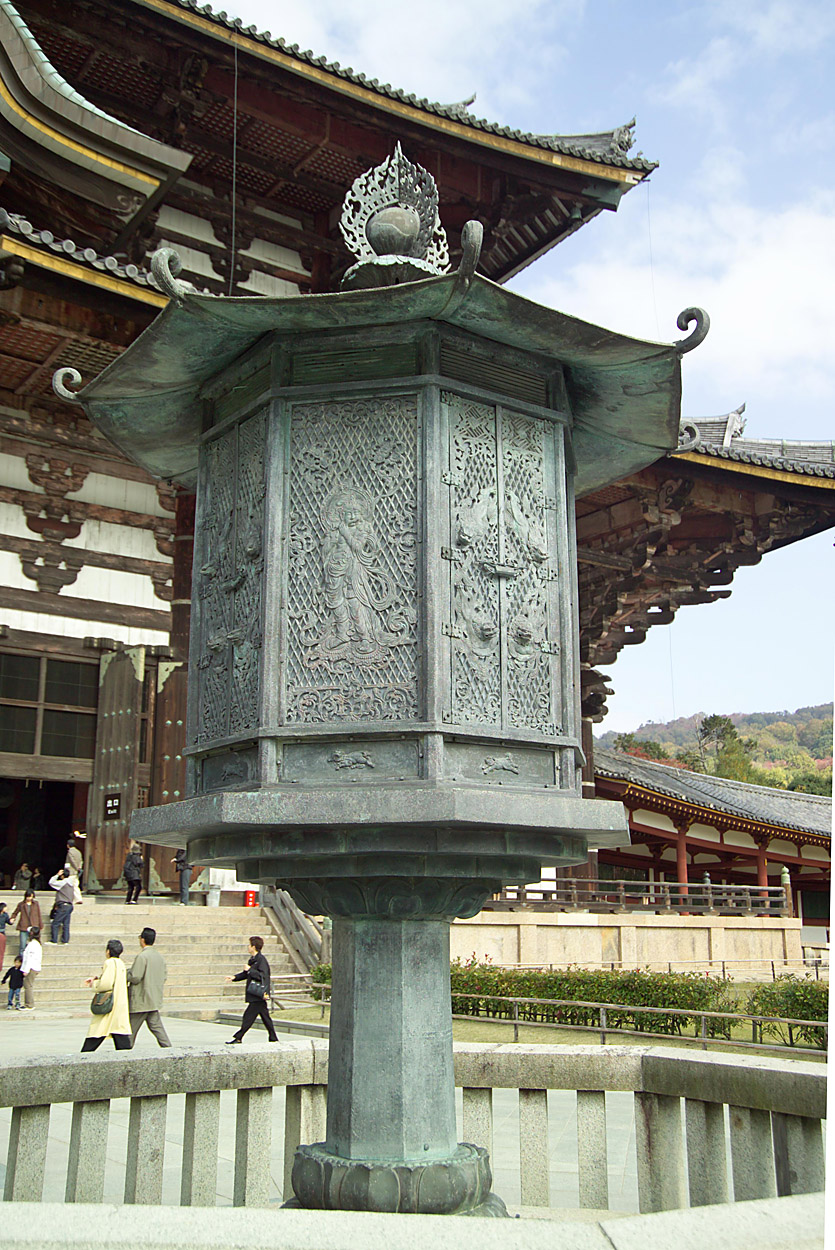
金銅八角燈籠（国宝）
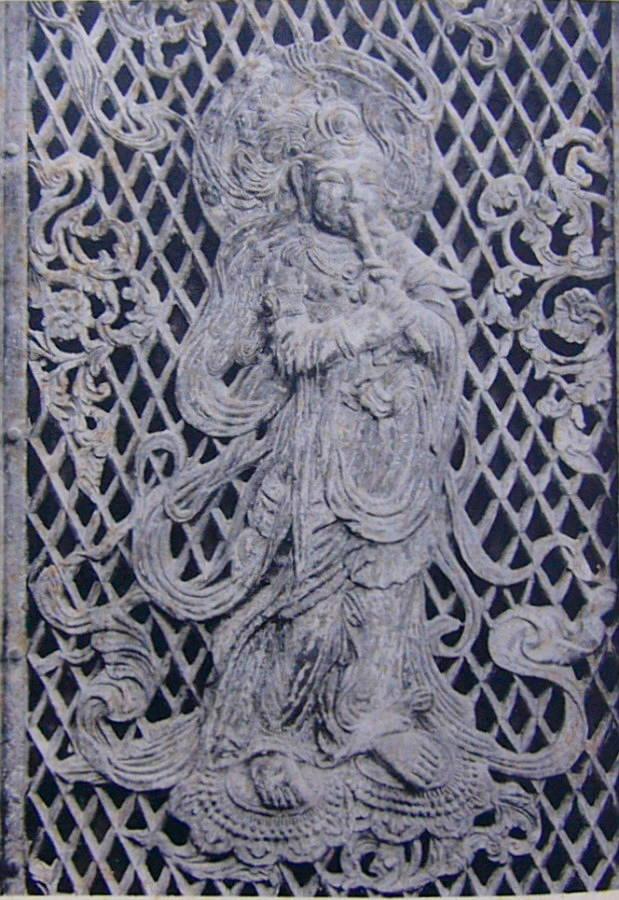
金銅八角燈籠の音声菩薩像（西北面）

## 南大門（国宝）

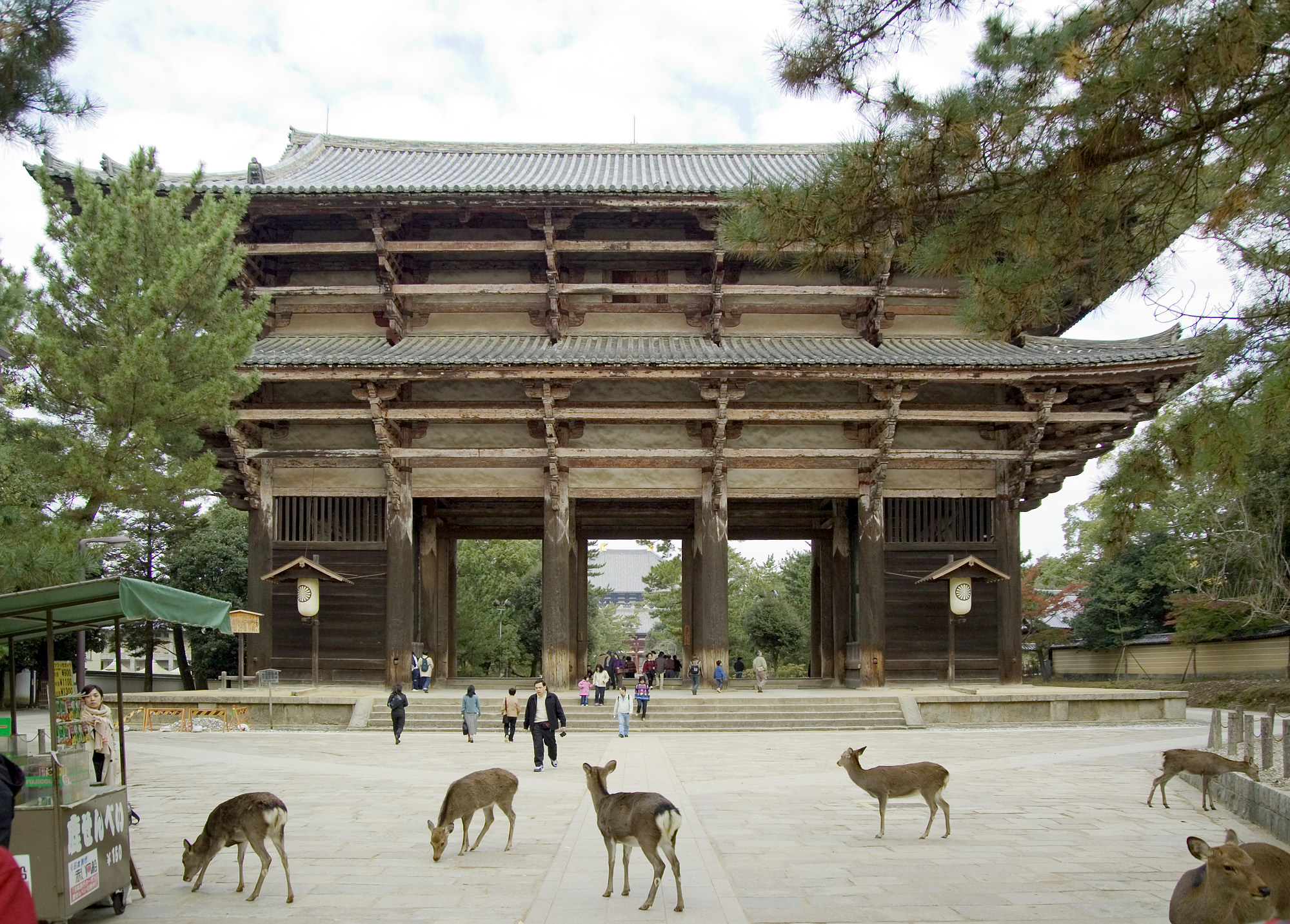
南大門

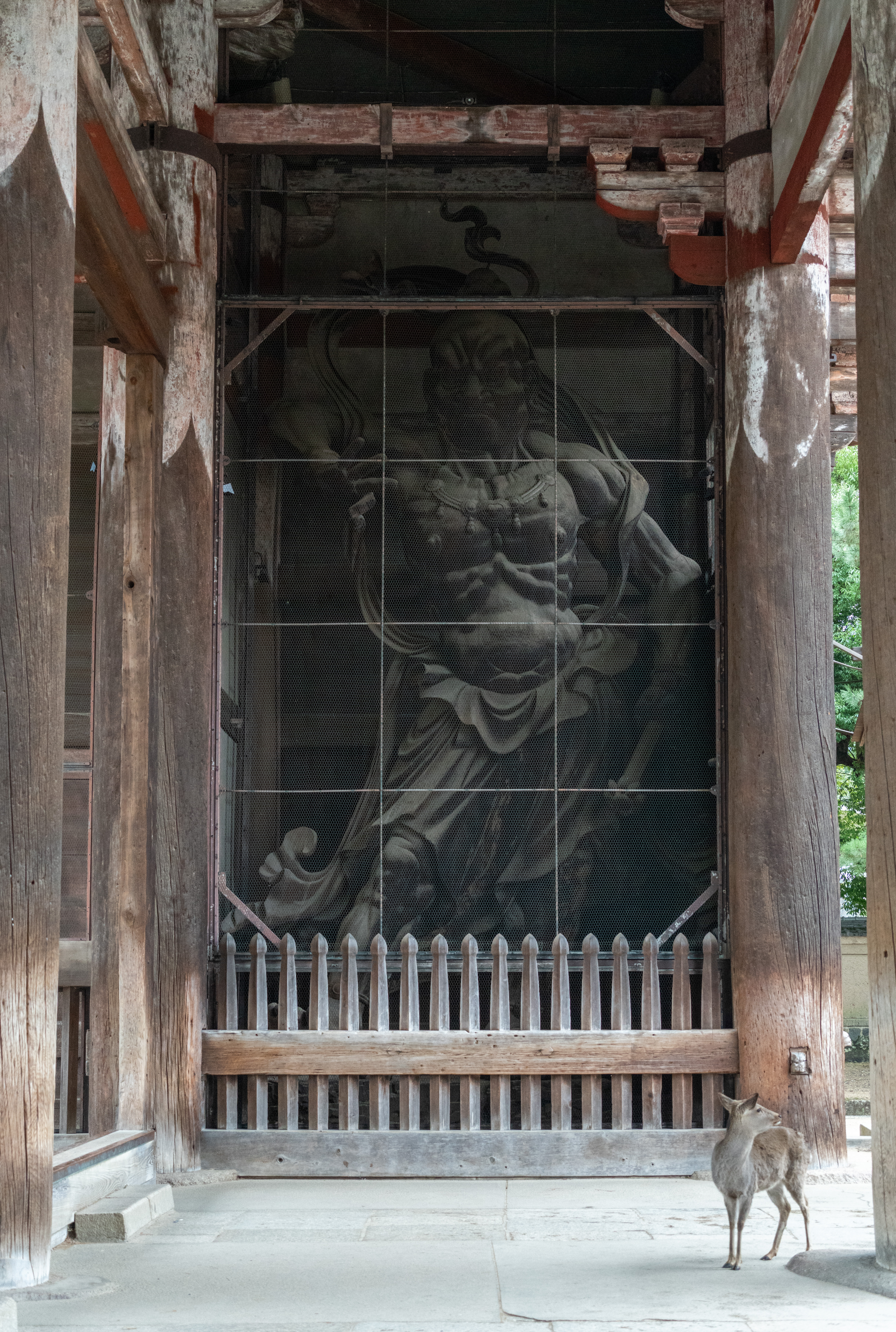
仁王像（吽形）

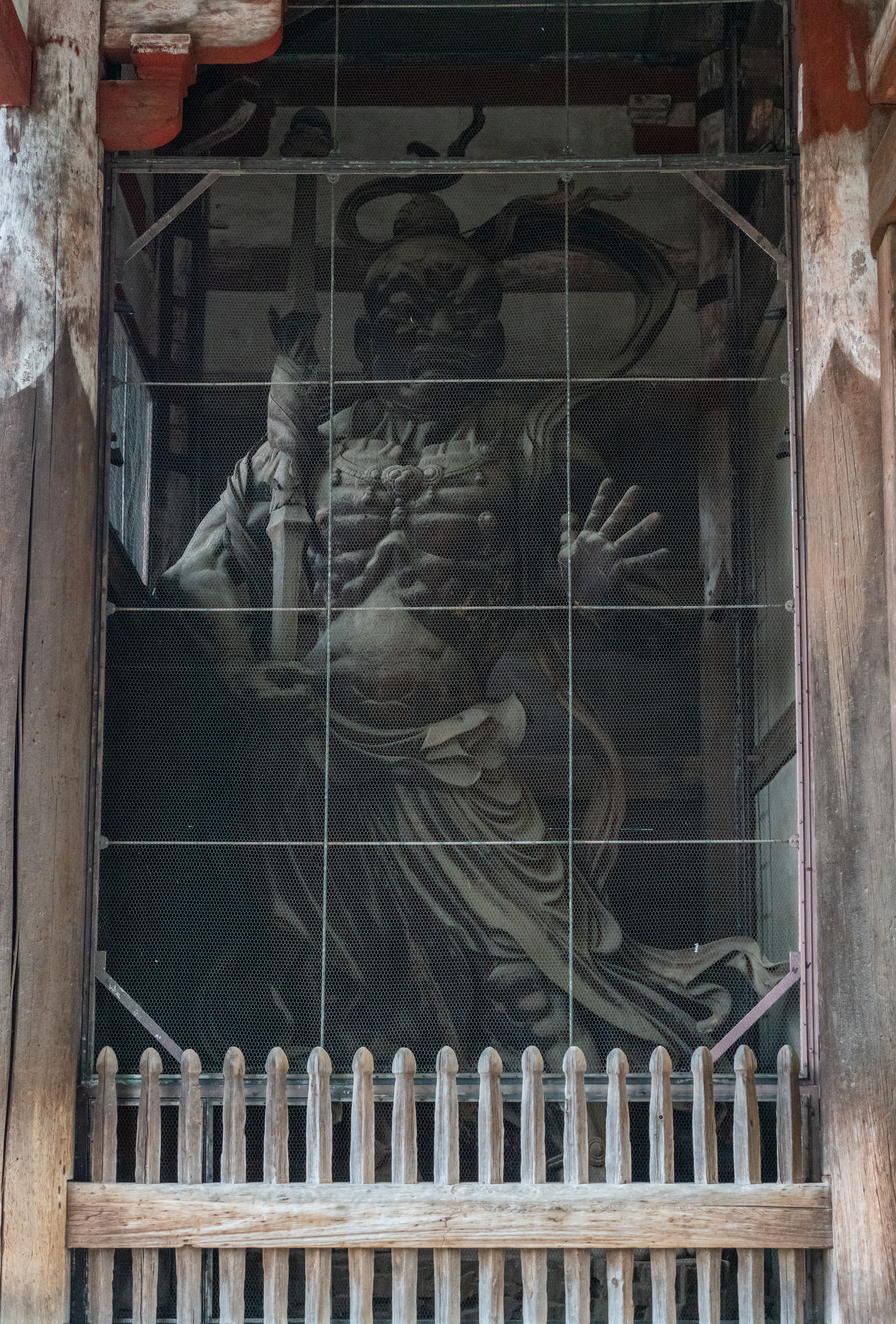
仁王像（阿形）

国宝。平安時代の応和2年（962年）8月に台風で倒壊後、鎌倉時代の正治元年（1199年）に復興されたもの。東大寺中興の祖である俊乗房重源が宋から伝えた建築様式といわれる大仏様（だいぶつよう、天竺様ともいう）を採用した建築として著名である。大仏様の特色は、貫と呼ばれる、柱を貫通する水平材を多用して構造を堅固にしていること、天井を張らずに構造材をそのまま見せて装飾としていることなどが挙げられる。門内左右には金剛力士（仁王）像と石造獅子1対（重要文化財）を安置する。上層の正面中央には「大華厳寺」と書かれた扁額が掲げられている。これは古い記録にそのような扁額があったと書かれていたことに基づき、2006年（平成18年）10月10日に行われた「重源上人八百年御遠忌法要」に合わせて新調されたものである。
木造金剛力士立像（国宝）
高さ8.4メートルの巨大な木像。建仁3年（1203年）にわずか69日で造られた。門の向かって右に吽形（うんぎょう、口を閉じた像）、左に阿形（あぎょう、口を開いた像）を安置する。これは一般的な仁王像の安置方法とは左右逆である。
『東大寺別当次第』という史料により、本像は建仁3年（1203年）、大仏師運慶、備中法橋（湛慶）、安阿弥陀仏（快慶）、越後法橋（定覚）によって造立されたことが従来から知られており、阿形像と吽形像の作風の違いから、前者は快慶、後者は運慶が主となって制作したと考えられていた。1988年（昭和63年）から1993年（平成5年）にかけて造像以来初めての解体修理が実施され、像内からは多数の納入品や墨書が発見された。阿形像の持物の金剛杵の内面には、建仁3年の年紀とともに「大仏師法眼運慶」「अं〔アン、梵字〕阿弥陀仏」（快慶のこと）の名が記され、吽形像の像内に納入されていた『宝篋印陀羅尼経』（ほうきょういんだらにきょう）の奥書には大仏師として「定覚」「湛慶」の名と小仏師12名の名が記されていた。運慶が制作の総指揮に当たったとする点では研究者の意見が一致しているが、阿形像・吽形像の現場での制作を運慶、快慶、定覚、湛慶がどのように分担したかについては解釈が分かれている。
石造獅子像（重要文化財）
南大門北面の東西の間に安置されている。建久7年（1196年）に宋人の字六郎が作製。元は大仏殿中門に置かれていたが、室町時代に南大門に移された。記録では、日本の石材では造像が困難であったため、宋より石材を購入した。元々彩色が施されていたようで、現在でもわずかに痕跡が残っている。台座の牡丹文・蓮華文や獅子などの浮彫には、重源の伊賀別所（新大仏寺）所在の石造台座に共通する要素が確認される。

## 二月堂

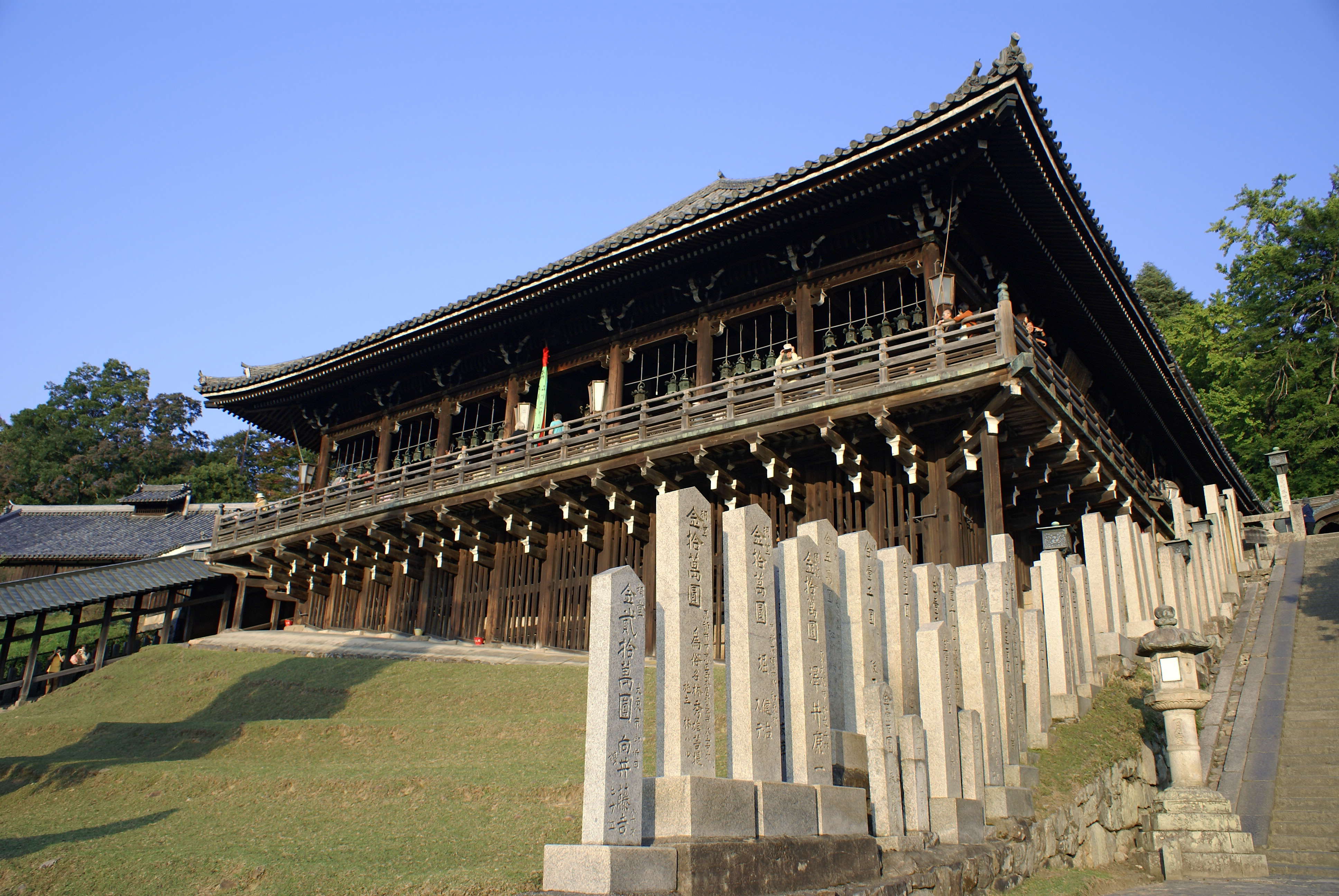
二月堂

国宝。旧暦2月に「お水取り」（修二会）が行われることからこの名がある。二月堂は治承4年（1181年）、永禄10年（1567年）の2回の大火にも焼け残ったとされているが、寛文7年（1667年）、お水取りの最中に失火で焼失し、2年後に再建されたのが現在の建物である。本尊は大観音（おおがんのん）、小観音（こがんのん）と呼ばれる2体の十一面観音像で、どちらも何人も見ることを許されない絶対秘仏である。建物は2005年（平成17年）12月、国宝に指定された。
建物の西側は急斜面になっており、懸崖造りで立てられている。東の山側には遠敷神社（おにゅうじんじゃ）と飯道神社（いいみちじんじゃ）があり、西側の崖下には参籠所（さんろうしょ）、仏餉屋（ぶっしょうのや）（ともに重要文化財）、興成社（こうじょうしゃ）が建てられている。また、お水取りを行う井戸（若狭井（わかさい））のための閼伽井屋（重要文化財）がある。二月堂の周辺は上院とも呼ばれる。

## 法華堂（三月堂）

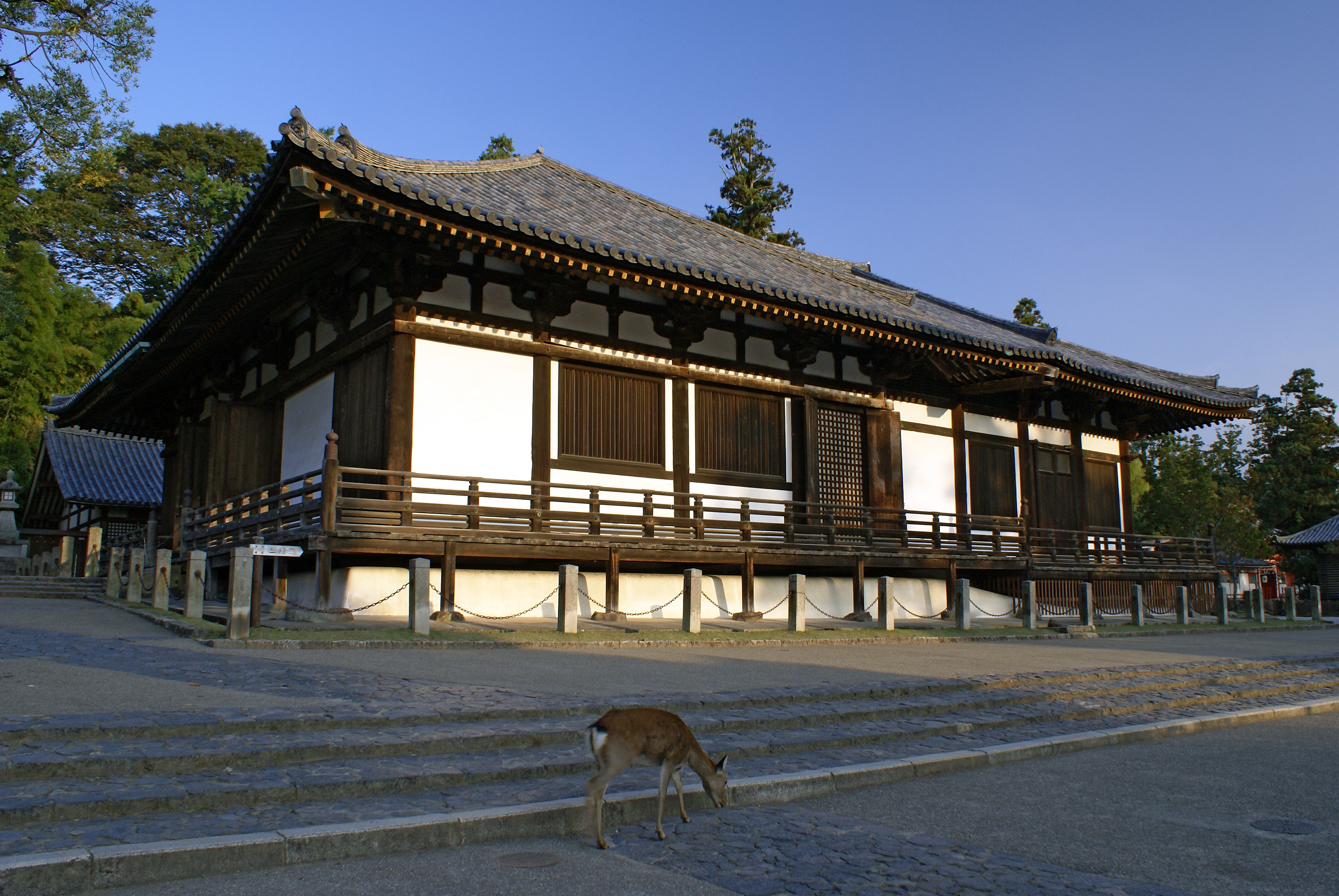
法華堂（三月堂）

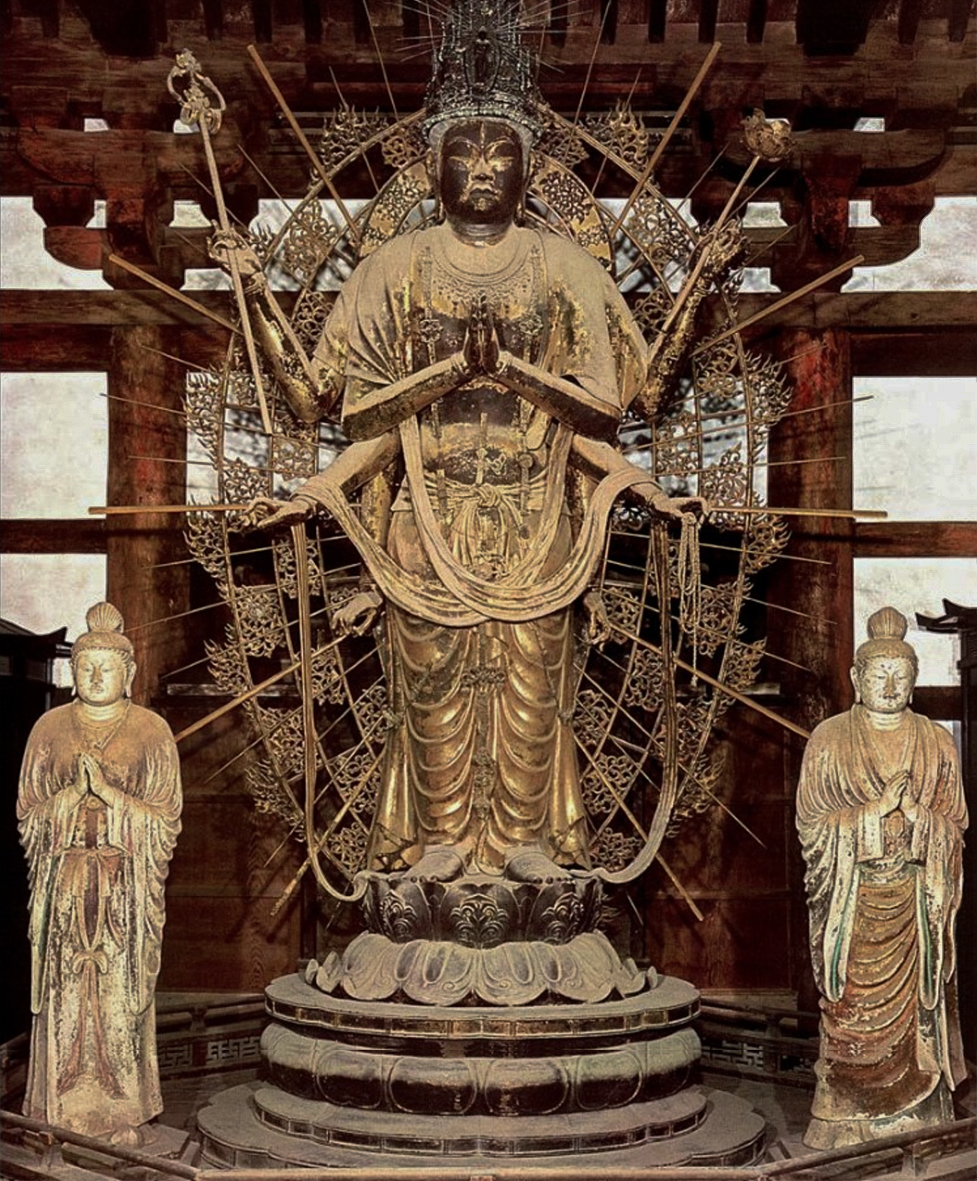
乾漆不空羂索観音立像 法華堂（三月堂）安置 ※左右に立つ日光菩薩・月光菩薩像は2011年に東大寺ミュージアムに移動

国宝。境内の東方、若草山麓にある。東大寺に残る数少ない奈良時代建築の一つであり、天平仏の宝庫として知られる。創建当時は羂索堂（けんさくどう）と呼ばれ、東大寺の前身寺院である金鐘寺（こんしゅじ）の堂として建てられたもので、創建時期は天平12年（740年）から同20年（748年）頃と推定されている。建物の北側（参道側から見て向かって左側）の、仏像が安置されている寄棟造の部分を正堂（しょうどう）、南側の入母屋造部分を礼堂（らいどう）と呼ぶ。正堂は奈良時代の建築、礼堂は奈良時代にも存在したが、現在あるものは鎌倉時代の正治元年（1199年）頃（異説もある）に付加したものである。堂内には本尊の不空羂索観音（ふくうけんさく/ふくうけんじゃくかんのん）立像、梵天・帝釈天立像、金剛力士・密迹力士（みっしゃくりきし）立像、四天王立像の計9体の乾漆像（麻布を漆で貼り固めた張り子状の像）と、塑造の執金剛神（しつこんごうしん/しゅこんごうしん）立像を安置する（いずれも奈良時代）。他に塑造の日光・月光（がっこう）菩薩立像、吉祥天・弁財天立像などの諸仏が安置されていたが、これらは2011年（平成23年）から東大寺ミュージアムに移動している。諸仏の細かい製作年代や当初の安置状況については諸説ある。
乾漆不空羂索観音立像（国宝）
奈良時代。高さ3.62メートル。三眼八臂（額に縦に第3の目があり、8本の腕を持つ）の観音像で、法華堂の本尊として内陣中央の須弥壇上に安置されている。頭上の宝冠は、正面に銀製の阿弥陀如来像を飾り、数多くの宝石や透かし彫りで飾った華麗なもので、普段は近くで見ることはできないが、奈良時代工芸の優品として知られる。
塑造執金剛神立像（国宝）
高さ1.704メートル。本尊不空羂索観音の背後の厨子に北向きに安置される。右手に金剛杵（こんごうしょ、仏敵を追い払う武器）を持ち、目を吊り上げて威嚇する武神像である。長らく秘仏であったため、当初の彩色がよく残る。執金剛神とは、仁王像を1体で表したもの。本像は東大寺の開山（初代住職）良弁の念持仏と伝え、平将門の伝説でも知られる古来著名な像である。伝説によれば、平将門が東国で乱を起こした時、この像の髻（もとどり、結髪）を結んでいる元結紐（もとゆいひも）の端が蜂となって飛び去り、将門を刺して苦しめたという（『日本霊異記』）。確かに、本像の元結紐は今も片側が欠失している。秘仏であり、良弁の命日である12月16日のみ公開される。
他に以下の8躯の諸仏を安置する。
- 乾漆梵天・帝釈天立像（国宝）
- 乾漆金剛力士立像 2躯（国宝）
- 乾漆四天王立像（国宝）

## 伽藍

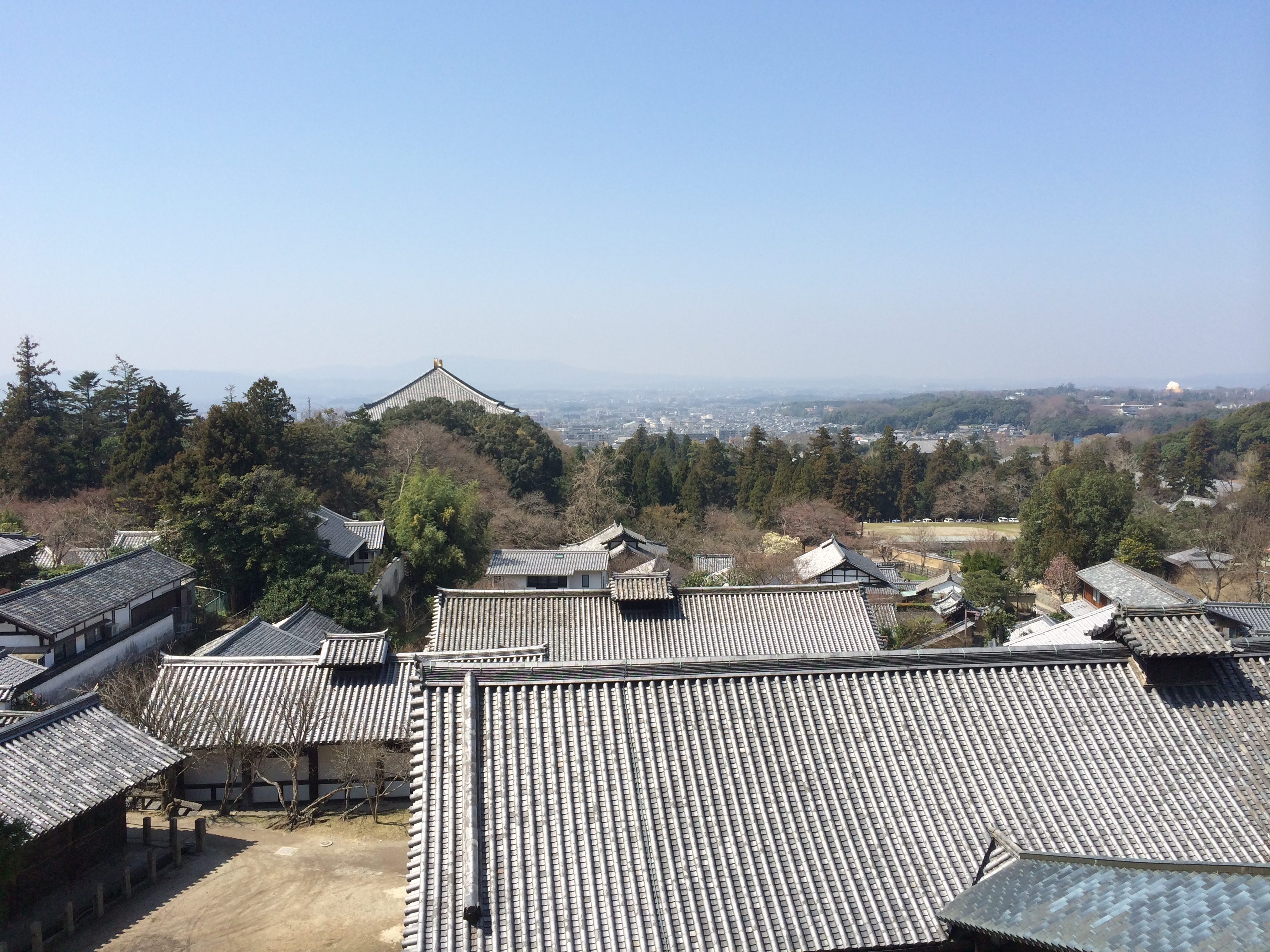
東大寺　伽藍

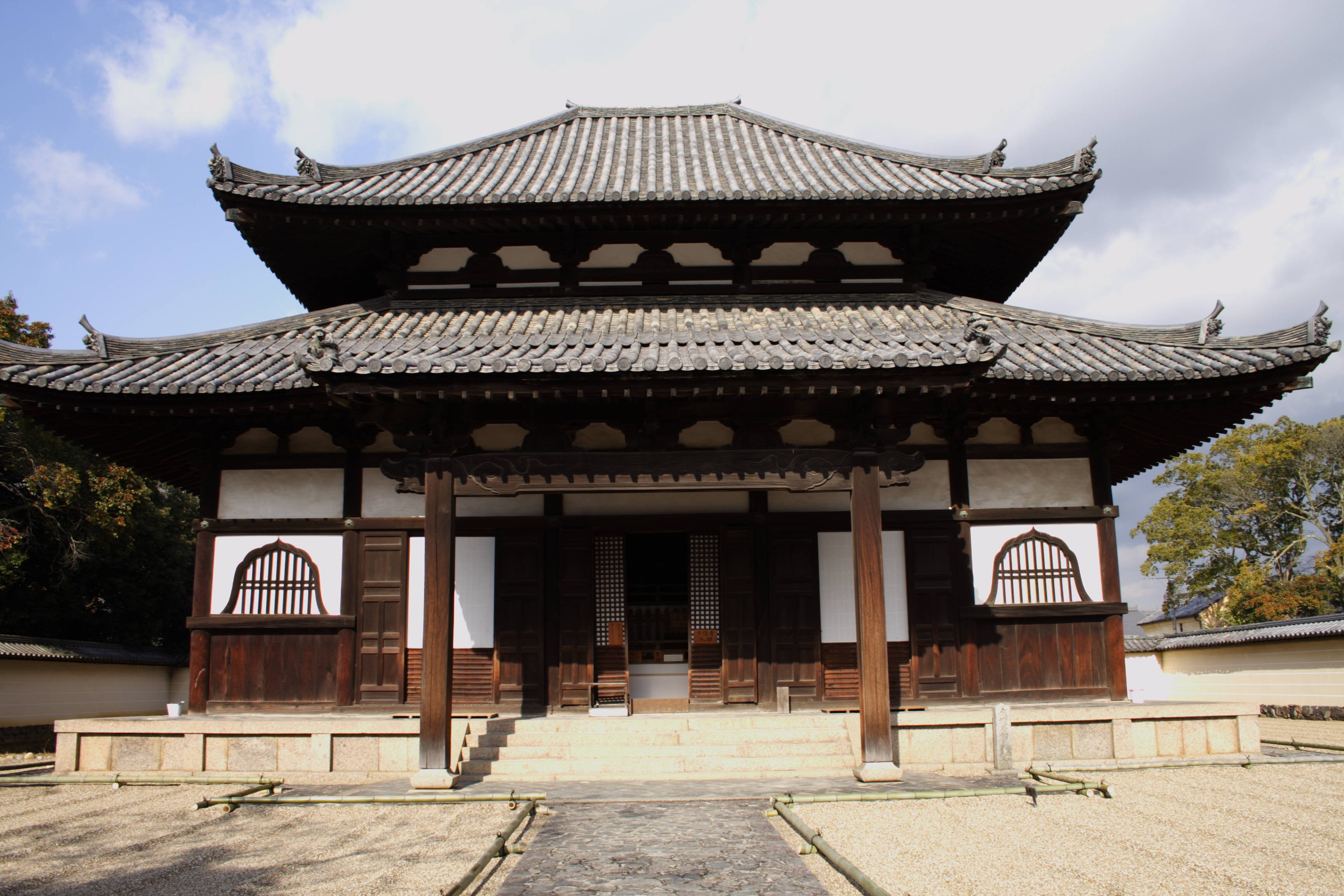
戒壇院戒壇堂

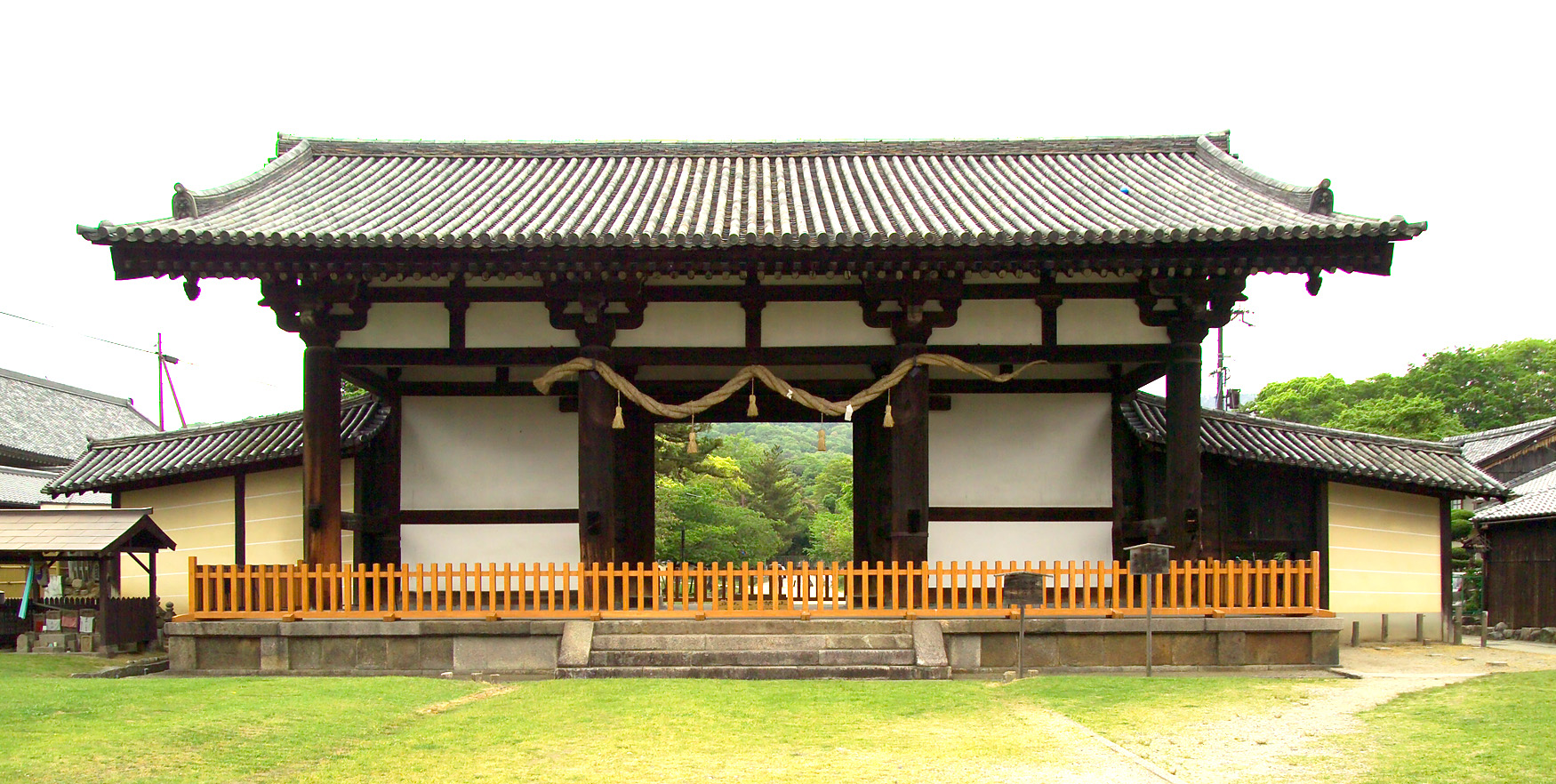
転害門（国宝）

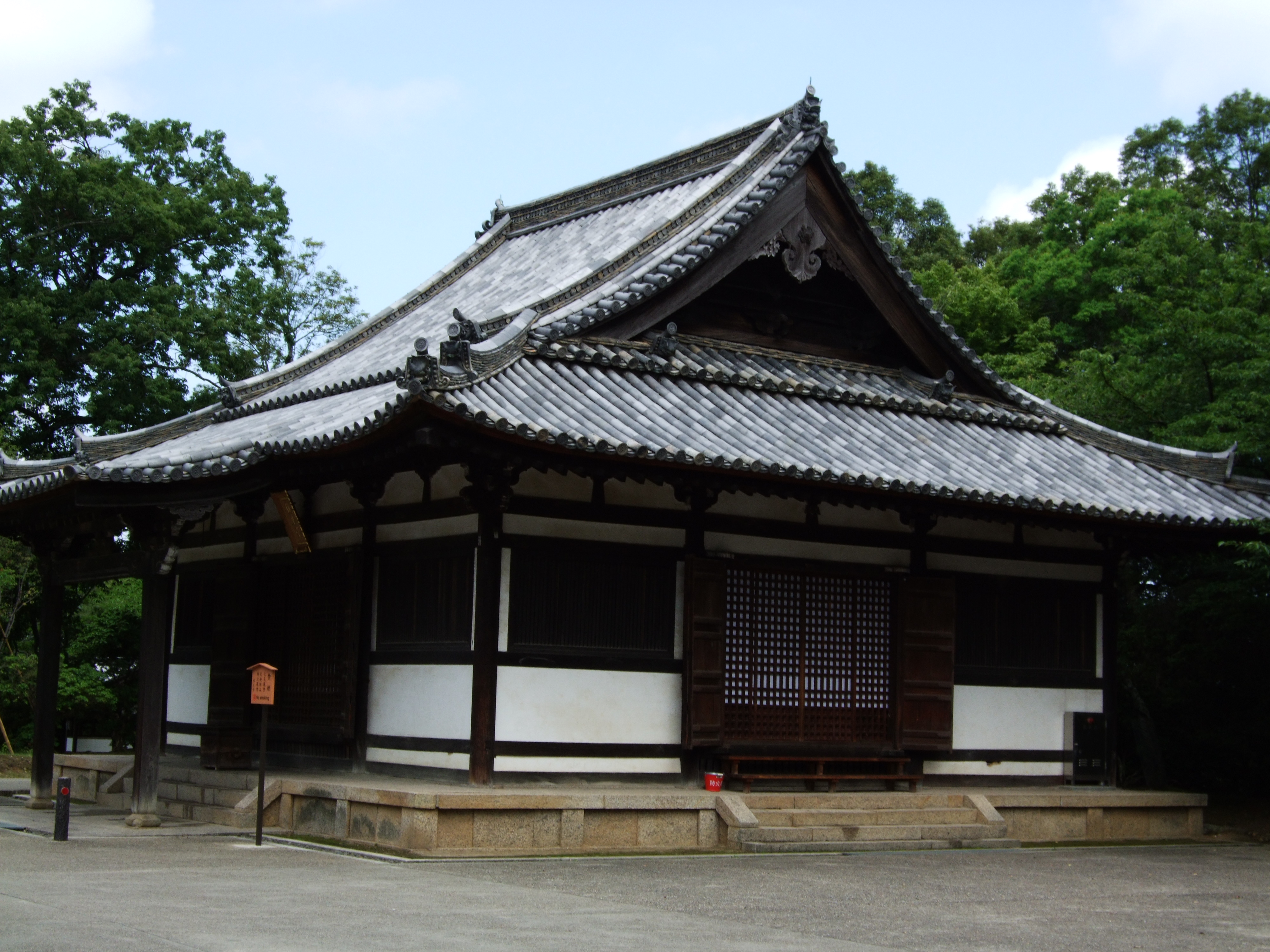
俊乗堂

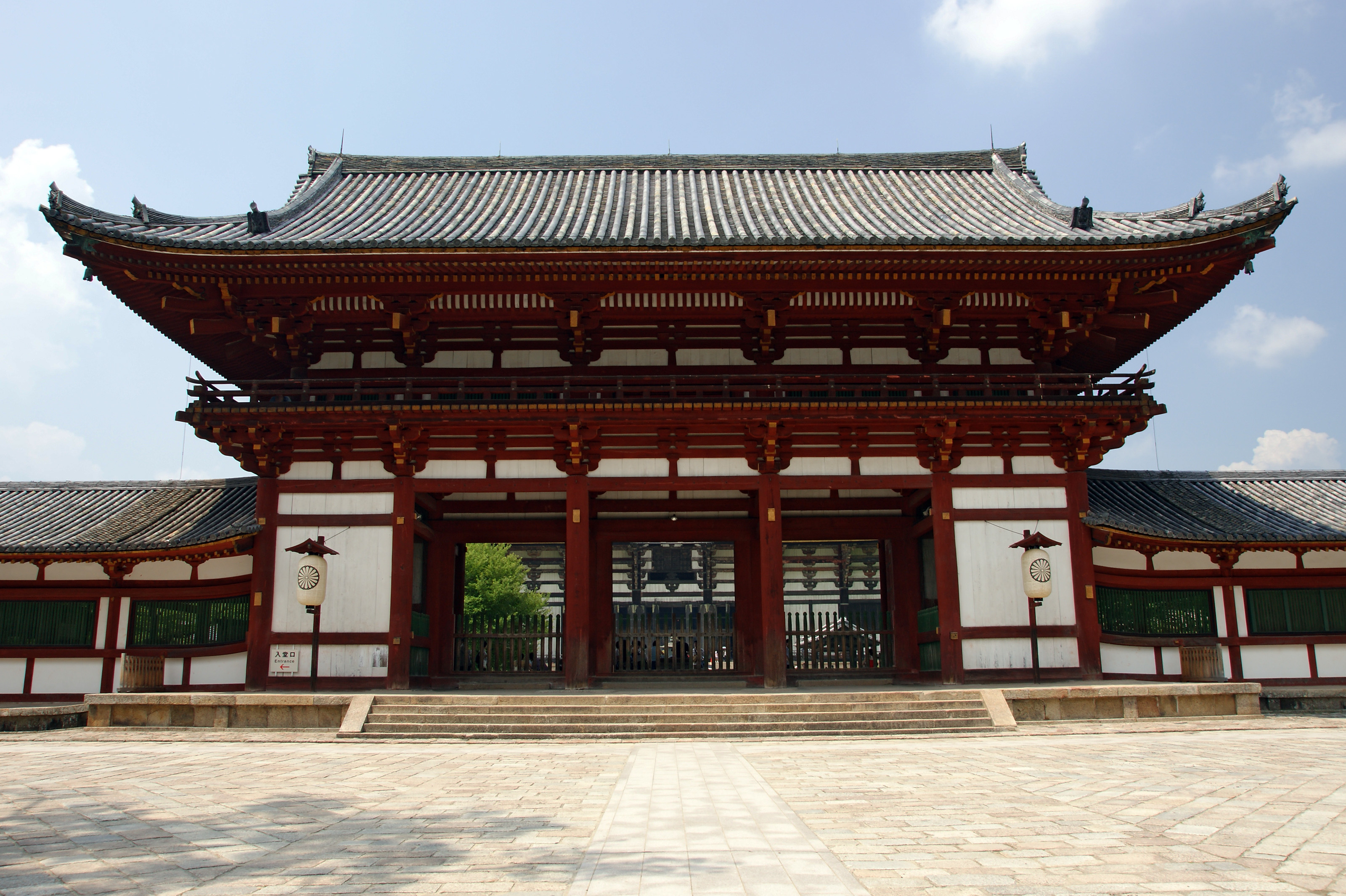
中門

東大寺の境内は平城京の外京の東端を区切る東七坊大路（現国道169号）を西端とし、西南部は興福寺の境内と接していた。
南大門を入って参道を進むと、正面に中門（南中門）、その先に大仏殿（正式には「金堂」）がある。大仏殿前には東大寺創建当時に造立された八角灯籠がある。中門からは東西に回廊が伸び、大仏殿の左右に達している。回廊は、現在は大仏殿の南側にしかないが、当初は北側にも回廊があり、回廊北面の中央には「北中門」があった。
南大門から中門への参道の東側には東大寺の本坊があり、反対の西側には東大寺福祉療育病院などがある。大仏殿の東方には俊乗堂、行基堂、念仏堂、鐘楼などがあり、そのさらに東方の山麓は「上院（じょういん）」と呼ばれる地区で、開山堂、三昧堂（四月堂）、二月堂、法華堂（三月堂）などがあり、その南には鎮守の手向山八幡宮（東大寺とは別法人）がある。
大仏殿の西方には指図堂（さしずどう）、勧進所、戒壇院などがある。大仏殿の北方、やや西寄りには正倉院の校倉造宝庫と鉄筋コンクリート造の東宝庫・西宝庫がある。なお、正倉院の建物と宝物は国有財産で、宮内庁正倉院事務所が管理している。境内西北端には奈良時代の遺構である転害門（てがいもん）がある。
かつてはこれら以外にも多くの堂塔が存在した。大仏殿の北には講堂と僧坊があり。これらの東には食堂（じきどう）があった。僧坊は講堂の北・東・西の3面にコの字形に設けられたので「三面僧坊」と称した。
2024年9月19日、奈良・東大寺の「三面僧坊跡」で、寺と奈良文化財研究所、橿原考古学研究所が合同で、小川を約90メートル調査。僧坊の東棟の位置の川底から、絵図の柱の位置とほぼ同じ配置で直径約1メートルの12基の礎石と、3回にわたる火災の痕跡が見つかったことを調査団が発表した。正倉院保存の創建当時「殿堂平面図」では僧坊は東西221メートル、南北126メートルという大規模な建物で、回廊でつながる講堂は幅54メートル、奥行き約28・5メートル。寺の記録によると、講堂と三面僧坊は平安時代前期の917年、1180年平重衡南都焼き打ち、戦国時代の1508年の3回焼失し、その後は再建されなかった。
西の東七坊大路に面しては3つの門が開かれていたが、このうち北の門のみが現存する（前述の転害門）。
毎年1月1日の0時から8時までの間、中門（重要文化財）が開かれ、金堂（大仏殿・国宝）内に無料で入堂できる（通常入堂料：大人500円・小人300円）。参拝は午前7時半から受け付けている。
- 大仏殿（金堂、国宝）：宝永6年（1709年）再建。解説は既出。
- 東楽門（重要文化財）：享保7年（1722年）再建。
- 東回廊（重要文化財）：享保元年（1716年）から元文2年（1737年）に再建。
- 西楽門（重要文化財）：享保4年（1719年）再建。
- 西回廊（重要文化財）：享保元年（1716年）から元文2年（1737年）に再建。
- 中門（重要文化財）：享保元年（1716年）9月再建。大仏殿の手前にある入母屋造の楼門（2階建ての門）。持国天と多聞天が祀られているが、多聞天が兜跋毘沙門天となっており大変珍しい形式である。中門の両脇から「コ」の字形に回廊が伸び、金堂の左右に至る。
- 相輪：1970年（昭和45年）に開催された日本万国博覧会で、古河パビリオンに建てられた東大寺七重塔の相輪部分。博覧会終了後に相輪は東大寺に寄進され、現在地に移設された。

### 東塔・西塔跡

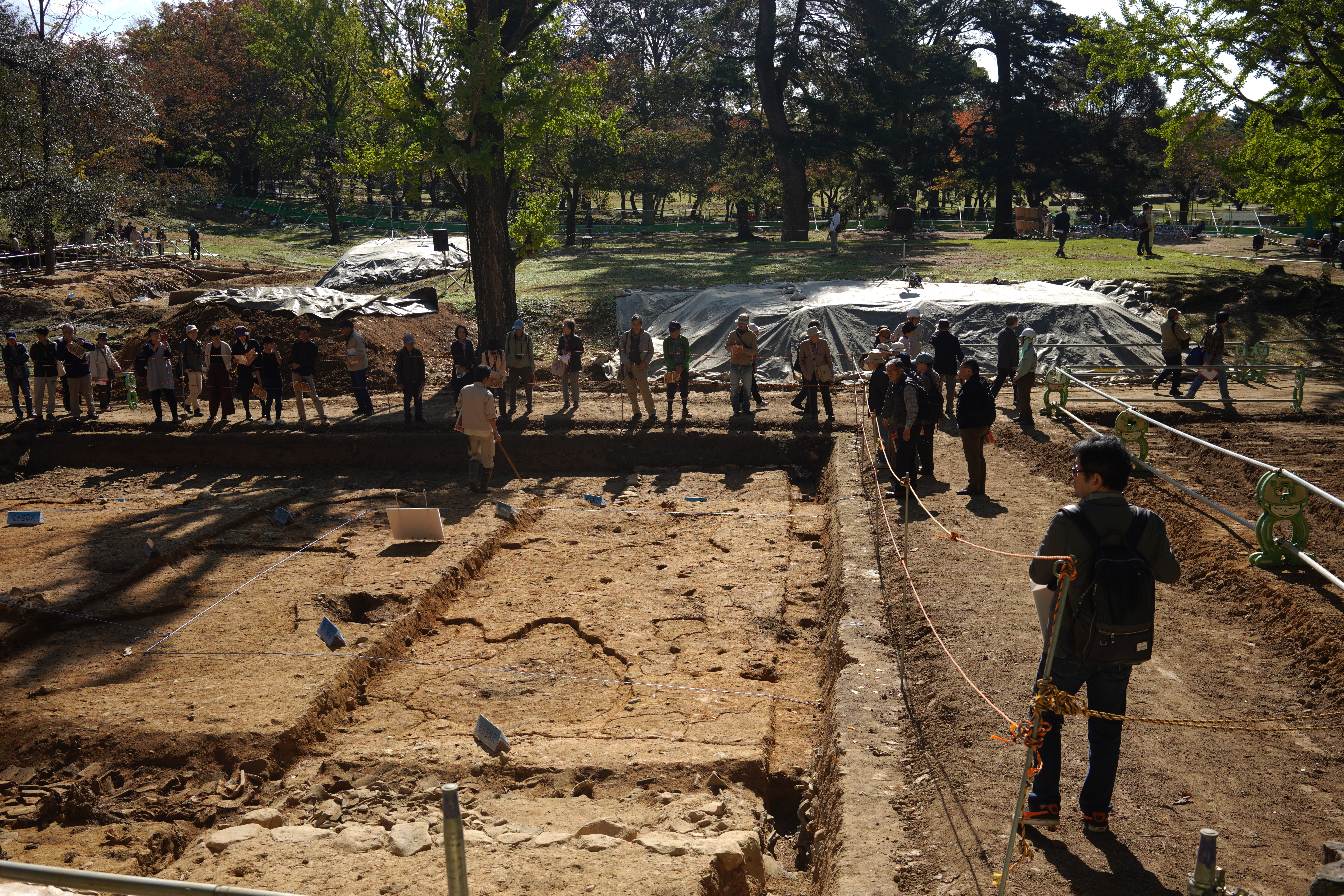
東大寺東塔院跡発掘調査の現地説明会（2019年11月10日）

大仏殿の手前の東西には東塔・西塔（いずれも七重塔）があった。これらの塔は、周囲を回廊で囲まれ、回廊の東西南北4か所に門を設けた「東塔院」「西塔院」と呼ばれた大規模なものだった。
- 東塔跡：七重塔跡。東塔跡・西塔跡共に土壇が残るのみで、礎石は持ち去られて残っていない。『東大寺要録』には天平勝宝5年（753年）完成とあるが、天平宝字8年（764年）に塔の露盤を上げたとの記録もあり、このころの完成とみられる。
- 西塔跡：七重塔跡。『東大寺要録』には天平勝宝5年（753年）閏3月完成とあるが、閏3月があったのは前年の天平勝宝4年（752年）であり、実際は東塔と同じころの完成とみられる。

西塔は承平4年（934年）に焼失。その後復興が計画されるが、工事途上の長保2年（1000年）に再び焼失する。以後は再建されなかった。
東塔は治承4年（1181年）の南都焼討で焼失。その後に復興され、安貞元年（1227年）に完成するが、康安2年（1362年）に落雷で再び焼け、以後は再建されなかった。東大寺は2010年（平成22年）4月、東塔再建に向けて数年内に塔跡地の発掘調査を開始すると発表した。2015年（平成27年）7月、東塔の基壇跡の発掘調査が始まり、11月に中間発表が行われた。鎌倉時代の基壇では一辺が27メートル四方、建物部分では17メートル四方あり当時の国内最大級であったことが推測される。創建当時の遺構も発見され、この基壇は一辺24メートル四方だった。時期は未定であるが、再建されれば約650年ぶりに東塔が姿を現すこととなる。
東塔・西塔高さ論争
東塔・西塔共に七重塔で、高さは『東大寺要録』『南都七大寺巡礼記』には23丈強、『朝野群載』『扶桑略記』には33丈強とある。この高さについて、1909年（明治42年）に日英博覧会に出展された創建時の復元模型（現在は大仏殿内に展示）を設計した天沼俊一は、『東大寺要録』等の「東塔が23丈8寸、西塔が23丈6尺7寸」に露盤（相輪）高約8丈（文献により細かい数値は異なる）を加えて31丈余り（約94メートル）とした。
一方、建築史家の足立康は、最初に記載する高さは相輪を含むのが当時の文献の通例であるとする一方、23丈程度の全高のうち8丈を相輪が占めるとするとバランスを欠くという見解から、一部の文献に見られる「33丈」（約100メートル）が正しいとした。これらによって、90 - 100メートルとするのが通説となっていた。
これに対し、奈良文化財研究所の箱崎和久は2003年（平成15年）の論文で、現存する同時代の仏塔や、第二次世界大戦後に発掘調査された大型仏塔（大官大寺や吉備池廃寺跡など）との比較から、天沼の復元図通りの塔を奈良時代当時に建築することは困難であるとし、時代の近い元興寺小塔をモデルとして、総高23丈7尺（約70メートル）、うち相輪部8丈6尺（約26メートル）という復元を推定している。奈良文化財研究所は、箱崎の発表から約20年が経過した2024年4月25日に、創建当時の東塔の高さについて原資料と見られる「大仏殿碑文」の記載を「23丈」と判断し、これにより約70メートルと結論づけた。従来の100メートル説の根拠となっていた「33丈」とする見解は、文献の写本の中で江戸時代に発生した誤記がそのまま引き継がれたとした。また「23丈」では相輪のバランスを欠くという説に対しては、他の塔との比較により創建当時には不自然ではないとした。東大寺側は「これまでの東塔の復元案とは異なる姿を示すもので、天平の東塔の姿が知りたいという思いに1つの答えをいただいた」という受け止め方を示し、「復興を進めるうえで、考慮すべき重要な研究成果だ」とした。
同時に奈良文化財研究所は、鎌倉時代に再建された東塔は、当時の文献にある高さ32丈（96メートル）としている。日本万国博覧会（1970年）の古河パビリオンで高さ86メートルの東大寺七重塔の外観が再現された。パビリオンは博覧会終了後取り壊されたが、相輪のみが保存され、大仏殿回廊の東側に建てられている。なお、大阪市の藤田美術館の庭に東大寺東塔の心礎と伝えられる礎石があるが、東塔のものであるという確証はない。
- 鑰取神社：手向山八幡宮の末社。
- 白山神社：手向山八幡宮の末社。
- 観音院：塔頭。
- 手向山八幡宮：かつての東大寺の鎮守社。1871年（明治4年）の神仏分離の際に東大寺から独立した。
- 御髪塔：十二重石塔。
- 法華堂経庫（重要文化財）：平安時代の建立。
- 法華堂（三月堂、国宝）：天平12年（740年）から天平20年（748年）に建立。解説は既出。
- 法華堂手水屋（重要文化財）：建武2年（1335年）建立。
- 法華堂北門（重要文化財）：延応2年（1240年）建立。
- 不動堂
- 四月堂（三昧堂、重要文化財）：延宝9年（1681年）建立。寄棟造二重、本瓦葺き。普賢堂とも呼ばれ、三月堂の西に建っている。元は宝形造だったが、江戸時代の改修で現在の二重寄棟造になった。本尊十一面観音立像（重要文化財）、阿弥陀如来坐像（重要文化財）、普賢菩薩騎象像などを安置する。旧本尊の千手観音立像（重要文化財）は東大寺ミュージアムに移されている。
- 二月堂（国宝）：寛文9年（1669年）再建。解説は既出。
- 飯道神社
- 西国三十三所石仏群
- 遠敷神社
- 山手観音堂
- 北参籠所
- 良弁杉：良弁が赤ん坊の頃トンビにさらわれてしまい、この杉の木に引っかかっていたという。
- 興成神社
- 閼伽井屋（重要文化財）：鎌倉時代の建立。若狭井屋とも呼ばれる。お水取りを行う際に使用される。
- 登廊
- 二月堂参籠所（重要文化財）：建治3年（1277年）から弘安5年（1282年）に建立。
- 鬼子母神堂
- 二月堂湯屋（奈良県指定有形文化財）：江戸時代中期の建立。塔頭の金珠院でもある。
- 二月堂仏餉屋（ぶっしょうのや、供御所、重要文化財）：鎌倉時代の建立。
- 上之坊：塔頭。
- 開山堂（国宝）：開山（初代住職）良弁の肖像を安置するための堂。内陣は正治2年（1200年）、外陣は建長2年（1250年）の建築で、南大門と共に、大仏様（だいぶつよう）建築の数少ない遺作である。本尊木造良弁僧正坐像（国宝）は寛仁2年（1018年）の良弁忌に作製された作品で、長らく秘仏とされてきたため彩色がよく残っている。像が手に持つ如意は良弁遺愛の品といわれている。良弁像の背後には良弁の高弟の実忠像が安置されている。開山堂は良弁の命日の12月16日のみ公開される。
- 念仏堂（重要文化財）：嘉禎3年（1237年）建立。同じく鎌倉時代、嘉禎3年（1237年）に仏師の康清が造った地蔵菩薩坐像（重要文化財）を安置する。元々は地蔵堂と呼ばれた。屋根は元禄年間（1688年 - 1704年）に錣葺に改修されている。
- 英霊殿：念仏堂の背後にある納骨堂。第二次世界大戦による奈良県下の戦没者の遺骨約3万柱を安置し、毎月5日の法要と8月11日の英霊盂蘭盆法要に慰霊が行われている[41]。
- 行基堂：奈良時代の著名な僧で、東大寺の創建にも貢献した行基の像を安置する。もとは俊乗堂であったが、現在の俊乗堂が建立されたので、行基坐像を安置して行基堂と称するようになった。この像は、行基の墓がある竹林寺にあった像を模して享保年間に造られたと伝わる。
- 鐘楼（国宝）：承元年間（1207年 - 1211年）再建。現在の鐘楼は、重源上人に次いで大勧進職に就いた栄西禅師が再建したものである。吊られている梵鐘（国宝）は大仏開眼と同年の天平勝宝4年（752年）の製作で、中世以前の梵鐘としては最大のもの（高385センチメートル、口径271センチメートル）。俗にこの梵鐘は擬人化して「奈良次郎」と呼ばれる[42]。毎日午後8時に鐘が撞かれる[41]。2002年（平成14年）12月、NHKの下請け業者に釘を打ち込まれる事件に遭った。「東大寺鐘」は南都八景の一つ。鐘楼の周辺は「鐘楼ヶ丘」「鐘楼の丘」と呼ばれる。
- 俊乗堂：宝永元年（1704年）建立。鎌倉時代に大仏と大仏殿を再興した中興の祖・俊乗房重源（しゅんじょうぼうちょうげん）を祀る。大仏殿より東へ一段上がった「鐘楼ヶ丘」と呼ばれる場所にあり、かつてこの場所には、重源が復興の拠点とした東大寺別所とその中心堂宇の浄土堂があったが、永禄10年（1567年）に兵火で焼け、その後、公慶（こうけい）が宝永元年に重源五百年遠忌に浄土堂跡地に新しく俊乗堂を建立し、もとの俊乗堂（現・行基堂）から俊乗上人坐像（国宝）を移して安置した[41]。この坐像は上人が86歳で没した直後の製作と思われ、鎌倉時代肖像彫刻の傑作である。このほか、堂内には快慶作の阿弥陀如来像や平安時代の愛染明王坐像（ともに重要文化財）が安置されている。掛けられている扁額「俊乗堂」は重源の筆であり、重源の八百年遠忌にあたる2006年（平成18年）に設けられた。毎年7月5日（重源の忌日）と12月16日には堂内が特別公開される[41]。
- 大湯屋（重要文化財）：12世紀末に重源によって再建。延応元年（1239年）に改修され、応永15年（1408年）から翌年にかけて大改修がなされている[41]。二月堂裏参道にある。正面は入母屋造、背面は切妻造であり、東西に長い建物の内部は、前面が浴室の前室、中央が浴室、後面は窯場となっている。浴室には唐破風付きの風呂屋形を作り、その中に、重源の命で建久8年（1197年）に造られた鉄製の湯船（重要文化財）が据えられている。窯場の屋上には煙抜きの櫓があり、中世の浴室の様子を伝える貴重な歴史的遺構である。非公開。
- 辛国社
- 講堂跡：礎石が残る。かつて、大仏殿の北には幅54メートル、奥行き約28.5メートルの講堂と、その東西北の3面の外回りに沿って僧坊が建っていた[28]。講堂は天平勝宝8歳（756年）頃に完成し、千手観音を本尊としていたが、延喜17年（917年）に焼失する。再建された堂も治承4年（1181年）の兵火で焼失。その後復興されたが、永正5年（1508年）の焼失後は再建されなかった。
- 子安神社
- 指図堂：江戸時代後期の再建。大仏殿の西にある。法然の画像を祀る堂。鎌倉時代、大仏の復興に携わった重源は、法然の推挙で大仏復興の大勧進職となった。この堂に復興大仏殿の指図（設計図）を納めたことから指図堂の名が付いたという。浄土教にも関心の強かった重源の招きで法然がこの地で浄土三部経を講じたという。もとこの堂にあった木造釈迦如来坐像（鎌倉時代、重要文化財）は東大寺ミュージアムに移動している。建物は江戸時代後期の嘉永5年（1852）頃のものであるが、法然上人二十五霊場第11番札所であるため、浄土宗側が喜捨等で再建に協力している。老朽化により2022年から2023年にかけて修理が行われた。これに先立ち2020年から東に隣接する庫裏が改築され、写経道場となった。
- 勧進所：もとは東大寺中興の祖である重源が勧進（焼失した東大寺再興のための寄金募集）の本拠とした穀屋である。大仏殿西側の塀で囲まれた一画で、表門を入ると左手に公慶堂、その先の門を入ると右手に阿弥陀堂、正面奥に八幡殿、八幡殿の左に経庫（重要文化財）がある。
  - 庫裏
  - 公慶堂：江戸時代の大仏殿再興に貢献した公慶上人の像（重要文化財）を安置する。像は上人の死去の翌年である宝永3年（1706年）の作。毎年4月12日と10月5日に公開される。
  - 阿弥陀堂：重源が宋から将来したとの伝承がある五劫思惟阿弥陀（ごこうしゆいあみだ）像（重要文化財）を安置する。毎年10月5日のみ公開される。
  - 八幡殿：建仁元年（1201年）に快慶によって作られた僧形八幡神（そうぎょうはちまんしん）坐像（国宝）を安置する。この像は東大寺の鎮守である手向山八幡宮の神体であったもので、明治の神仏分離に伴って東大寺に移された。製作当初の彩色が鮮やかに残る快慶の代表作である。毎年10月5日のみ公開される。
  - 勧進所経庫（重要文化財）：平安時代の建立。
  - 鐘楼
  - 表門（赤門）
- 東大寺学園幼稚園
- 戒壇院：出家者が受戒（正規の僧となるための戒律を授けられる）するための施設として、天平勝宝7歳（755年）に鑑真和上を招いて創建された。
  - 戒壇堂（奈良県指定有形文化財）：享保18年（1733年）再建。内部には中央に法華経見宝塔品（けんほうとうほん）第十一の所説に基づく多宝塔があり、内部には多宝如来と釈迦如来が祀られる。その周囲を国宝の四天王像が守っている。
    - 塑造四天王立像（国宝）：法華堂の日光菩薩像・月光菩薩像および執金剛神像と共に、奈良時代の塑像の最高傑作の一つ。怒りの表情をあらわにした持国天、増長天像と、眉をひそめ怒りを内に秘めた広目天、多聞天像の対照が見事である。記録によれば、創建当初の戒壇院四天王像は銅造であり、現在の四天王像は後世に大仏殿の西にあった中門堂から移したものである。
    - 銅造釈迦多宝如来坐像（重要文化財）：堂内中央にある多宝塔内部に本来安置される高さ24センチメートル余りの小像。鑑真が唐から持参したと伝えられるが、作風から奈良時代に日本で作られたものと考えられる。普段は江戸時代の木造模造品が安置され、本像は東大寺ミュージアムに収蔵されている。戒壇院本来の役割である僧侶への授戒の時は本像が戒壇院に戻される。

  - 千手堂 - 戒壇堂の西側にある小堂。現在の建物は永禄10年（1567年）の東大寺大仏殿の戦いによって焼失し、慶長年間（1596年 - 1615年）に再建されたものが、1998年（平成10年）の火災でほぼ全焼し、2002年（平成14年）に慶長再建の姿に復したものである。1998年（平成10年）の火災の際に仏像群はすべて救出されたが、指が折れるなどの損傷を負い、堂の再建までに修復された。
    - 木造千手観音立像（重要文化財）：千手堂の名の由来であり、本尊。同じく重要文化財の木造四天王立像と共に、やはり重要文化財の黒漆塗りの厨子に納められる。ヒノキの寄木造り。その作風から鎌倉時代後期の作とされる。
    - 厨子（重要文化財）：本尊および四天王を収める黒漆塗りの厨子。本尊と同時期の作と推定される。正面および両側面が開く作りで、扉を閉めたときの内側には極彩色の仏画が描かれている。すなわち正面扉には千手観音眷属の二十八部衆と風神・雷神が、右側面扉には不動明王と二童子および倶利伽羅剣が、左側面扉には不動明王以外の五大明王が、本尊背面には補陀落浄土が描かれている。1998年（平成10年）の火災の際には外部に救出できなかったため、大きく汚損したが焼失は免れた。現在拝観できるものは精巧な模写であるが、オリジナルは2010年（平成22年）から3年かけて修復され、保管されている。
    - 木造愛染明王坐像（重要文化財）：鎌倉時代後期から南北朝時代の作と推定される。ヒノキの寄木造り。
    - 木造鑑真和上坐像（重要文化財）：江戸時代中期の享保18年（1733年）に唐招提寺の有名な乾漆像を忠実に模刻したもの。
- 華厳寮
- 中御門跡：別名を焼門という。慶長11年（1606年）に焼失し、礎石が残る。
- 正倉院： 宮内庁の施設等機関である正倉院事務所が管理している。聖武天皇・光明皇后ゆかりの品をはじめとする、天平時代を中心とした多数の美術工芸品を収蔵する。
  - 正倉院正倉：校倉造の大規模な高床倉庫。
  - 杉本神社
  - 東宝庫：1952年（昭和27年）築。
  - 西宝庫：1962年（昭和37年）築。
- 転害門（国宝）：天平宝字年間（757年 - 765年）建立。境内西北、正倉院の西側にある八脚門。治承4年（1181年）、永禄10年（1567年）の2回の大火にも焼け残った寺内で数少ない建物の一つ。鎌倉時代の修理で改修されているが、基本的には奈良時代の創建時の姿を残す建物である。名称の由来は、東に碾磑（てんがい、石臼）があったことに因む。別名として、平城京の一条通（佐保路）に面していたので佐保路門（さほじもん）とも、平家一門の怨みを晴らすべく源頼朝を暗殺しようと悪七兵衛景清が隠れていたという伝承から景清門とも呼ばれる[41]。2004年（平成16年）頃から野良猫による糞尿や爪とぎの被害が問題になっている。明治初めまで東大寺の鎮守社だった手向山八幡宮の御旅所でもあった。現在でも毎年10月5日に手向山八幡宮の例祭「転害会（てがいえ）」の際には神輿が転害門に遷座する。この例祭は、奈良時代、宇佐八幡宮から祭神が勧請された際、転害門を通った伝承にちなみ神迎えの様子を再現した祭礼である。
- 龍松院：塔頭。
- 知足院：塔頭。大仏殿北方の丘の上にある。寛平2年（890年）の創建で、東大寺における法相教学の拠点となった。奈良県の県花、奈良市の市章になっている奈良八重桜（天然記念物、非公開）や重要文化財の地蔵菩薩立像を有する。
- 龍蔵院：塔頭。
- 持宝院：塔頭。
- 宝厳院：塔頭。
- 食堂跡：礎石が一つだけ道の真ん中に残されている。
- 宝珠院：塔頭。
- 中性院：塔頭。
- 日之出大神：さらに上ると天地院の跡地に出る。
- 西大門跡：天正11年（1583年）に風で倒壊する。南大門より大きく、かつては東大寺最大の門であった。
- 五百立神社：手向山八幡宮の末社。
- 真言院：塔頭。南大門から中門に至る参道を西に入った所にある。東大寺の別当も務めた空海が、弘仁13年（821年）、勅許を受けて開設した灌頂道場が始まりであり、南都における真言教学の拠点となった。重要文化財の地蔵菩薩立像と四天王像を有する。
  - 庫裏
  - 灌頂堂（奈良県指定有形文化財）：慶安2年（1649年）建立。
  - 地蔵堂（奈良県指定有形文化財）：明暦元年（1655年）建立。
  - 神護殿（奈良県指定有形文化財）：江戸時代前期建立。
  - 閼伽井屋（奈良県指定有形文化財）：明暦3年（1657年）建立。
  - 表門（奈良県指定有形文化財）：慶安2年（1649年）建立。
  - 南門（奈良県指定有形文化財）：寛文3年（1663年）建立。
  - 勧学院
- 東大寺総合文化センター：2010年（平成22年）9月竣工、2011年（平成23年）に開館。南大門を入って左手、東大寺学園中学校・高等学校（1986年郊外に移転）の跡地にある複合文化施設（住所は奈良市水門町100）。センター内には、東大寺ミュージアム、金鐘会館、ミュージアムショップ、カフェ、東大寺に伝わる文書類を蔵する図書館、収蔵庫、東大寺史研究所、華厳学研究所が置かれている[41]。
  - 東大寺ミュージアム：2011年（平成23年）10月開館。東大寺が所蔵する仏像や宝物類、経巻や文書類を展示する。中央には、浄土堂にあったと伝えられる千手観音立像（重要文化財、平安時代）、脇侍に日光・月光菩薩立像（国宝、奈良時代）、そのほか弁財天立像・吉祥天立像（ともに重要文化財、奈良時代）、誕生釈迦仏立像および灌仏盤や金堂鎮壇具（いずれも国宝、奈良時代）が安置されている。東大寺文書（国宝、平安～室町時代）を含む多くの文書、経巻、典籍類、ならびに東大寺境内から出土した瓦や土器などの考古資料が収蔵され、一部は随時展示されている[41]。
    - 塑造日光・月光（がっこう）菩薩立像（国宝） - 奈良時代。もと法華堂安置。法華堂本尊不空羂索観音の両脇に建っていた。天平彫刻の代表作として著名だが、造像の経緯等は定かでなく、本来の像名も不明である（「日光・月光菩薩」という名称は後世に付けられたもので、本来は、薬師如来の脇侍となる菩薩）。像の表面は現状ほとんど白色だが、製作当初は彩色像であった。本来の像名は梵天・帝釈天だった、とする説もある。
    - 塑造吉祥天・弁才天立像（重要文化財） - 奈良時代。もと法華堂安置。唐三彩の婦人俑に似た豊満な貴婦人の形を取っている。吉祥天は二臂、弁才天は八臂。いずれも破損が著しいがかえって塑像の構造が明らかにされており、美術史上貴重な資料である。

  - 東大寺図書館
  - 金鐘会館
  - 東大寺史研究所
  - 華厳学研究所
- 北林院：塔頭。
- 地蔵院：塔頭。
- 正観院：塔頭。
- 東大寺福祉療育病院
- 鏡池
- 弁財天社：鏡池の中にある島に建っている。
- 本坊（旧東南院）：南大門を入って右側にる。貞観17年（875年）、醍醐寺の開祖として著名な聖宝が東大寺内に建てた薬師堂を基とする。延喜4年（904年）、東大寺別当を務めた道義律師は、香積院（佐伯院）という寺の建物を東大寺境内に移転させ、聖宝を招いたのが東南院の始まりである。香積院は平城京左京五条六坊（元興寺の南西）にあった、佐伯氏の氏寺であった。以後、東南院は三論宗と真言宗兼学の道場となり、尊勝院[注 7]と共に有力な院家となって、塔頭の中でも別格の存在であった。本坊は通常は非公開である。
  - 庫裏
  - 本坊経庫（国宝）：奈良時代の建立。校倉造の倉庫。食堂跡の北方、上司（かみつかさ）と呼ばれる場所にあった油倉を正徳4年（1714年）、東南院に移築したもの。東南院廃絶後は本坊経庫と呼ばれている。東大寺関係では正倉院宝庫を含め、他に5棟の校倉が残っている。このうち法華堂経庫と勧進所経庫は、正倉院の西方にあった倉を移したもの。手向山八幡宮宝庫は本坊経庫と同じく上司の油倉を移築したもの。正倉院の構内にある聖語蔵は塔頭尊勝院の校倉を移したものである。
  - 天皇殿 - 聖武天皇像を安置する。明治時代に神仏分離が行われるまでは徳川家康を祀る東照宮であった。東照宮の社殿と祭神は手向山八幡宮に移されている。
  - 持仏堂 - 江戸時代作の理源大師（聖宝）像を安置する。建物はもと談山神社（妙楽寺）本殿で、安倍文殊院を経て東大寺に移された。
  - 表門
- 南大門（国宝）：正治元年（1199年）再建。解説は既出。なお、北大門は北御門ともいい、現在の五劫院付近にあった。東大寺はかつて北に1つ、西に3つ、南に3つの門を備えていたという。

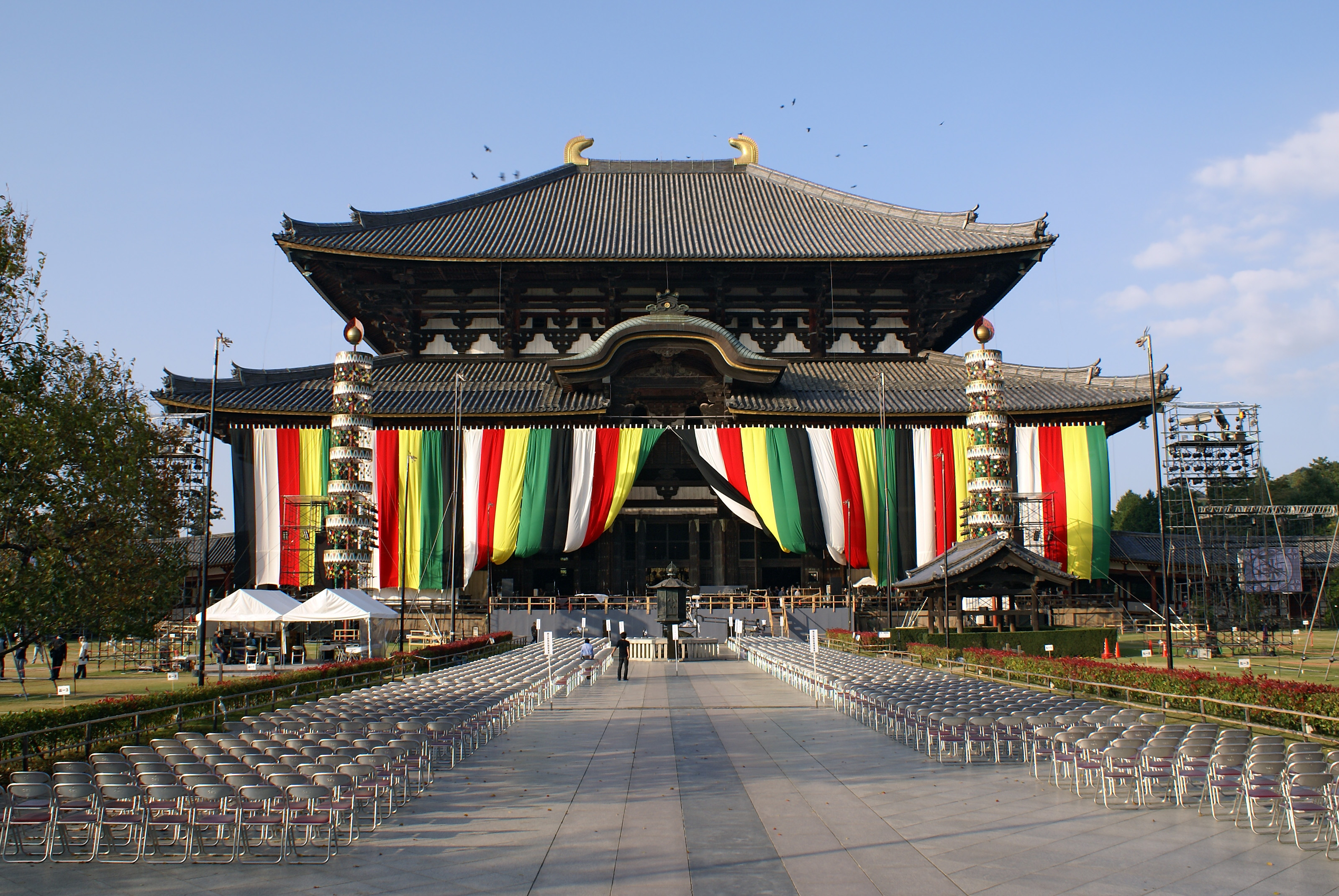
金堂、祭典時
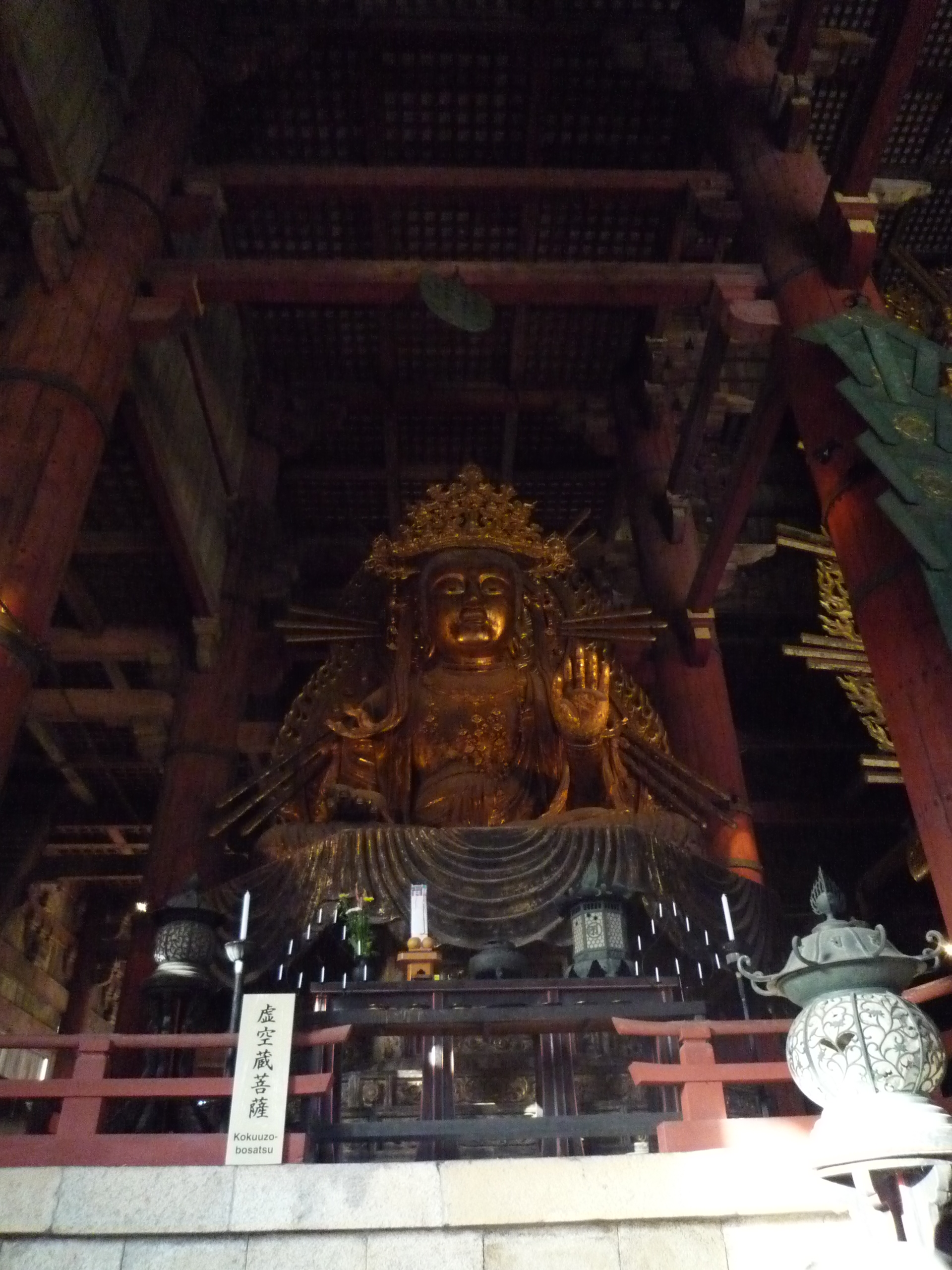
虚空蔵菩薩（大仏殿）
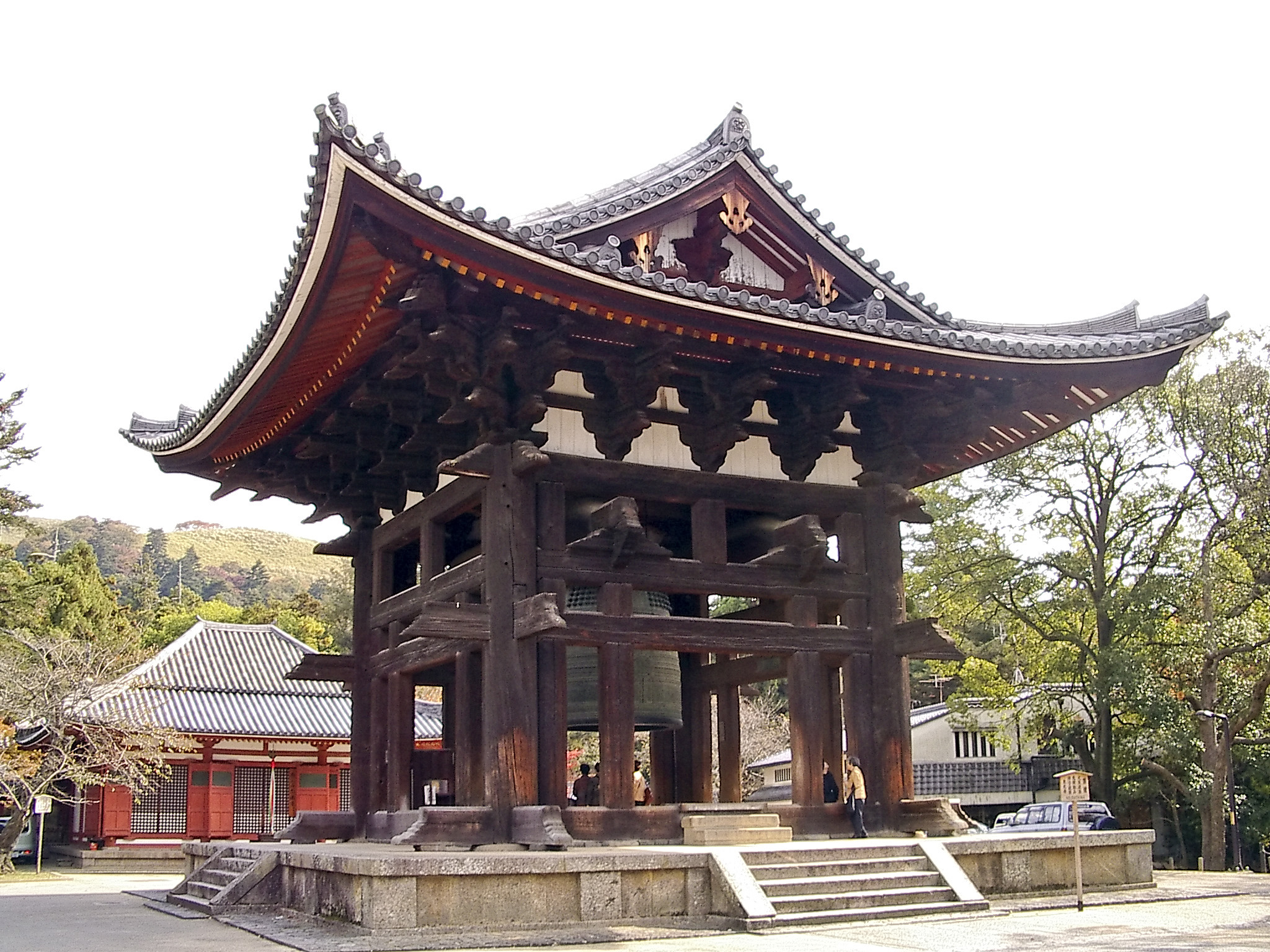
鐘楼（国宝）
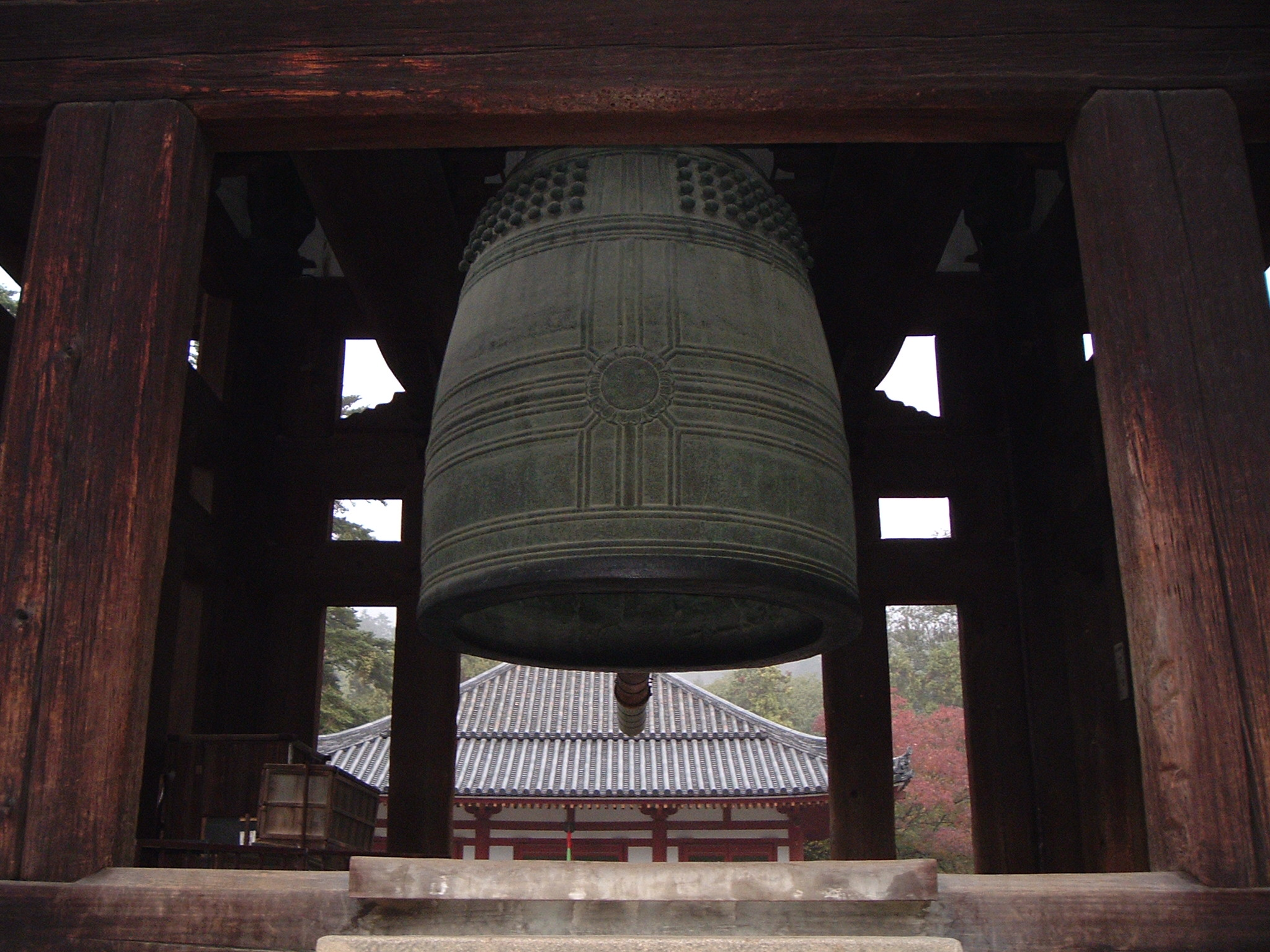
梵鐘
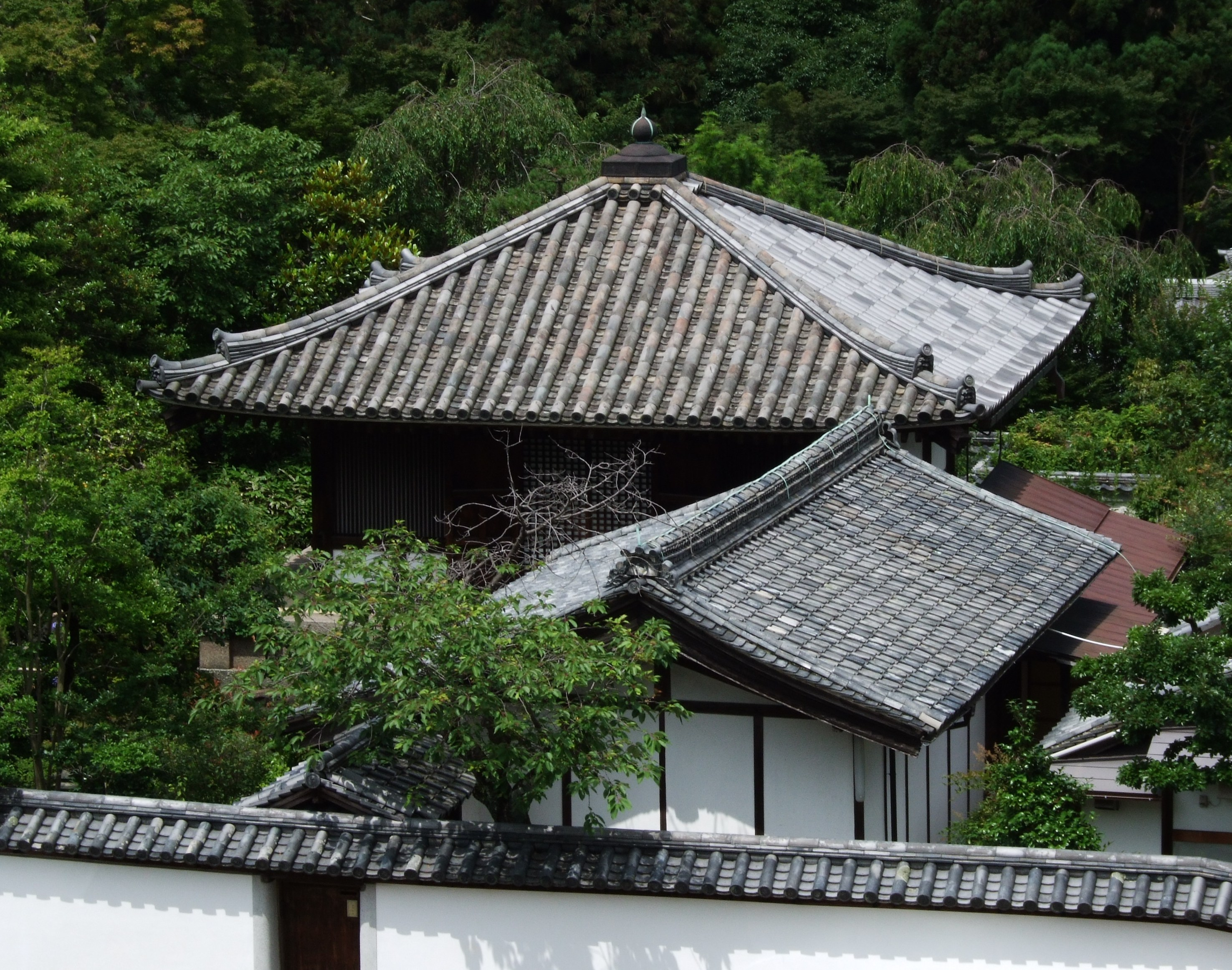
開山堂（奥の建物）（国宝）
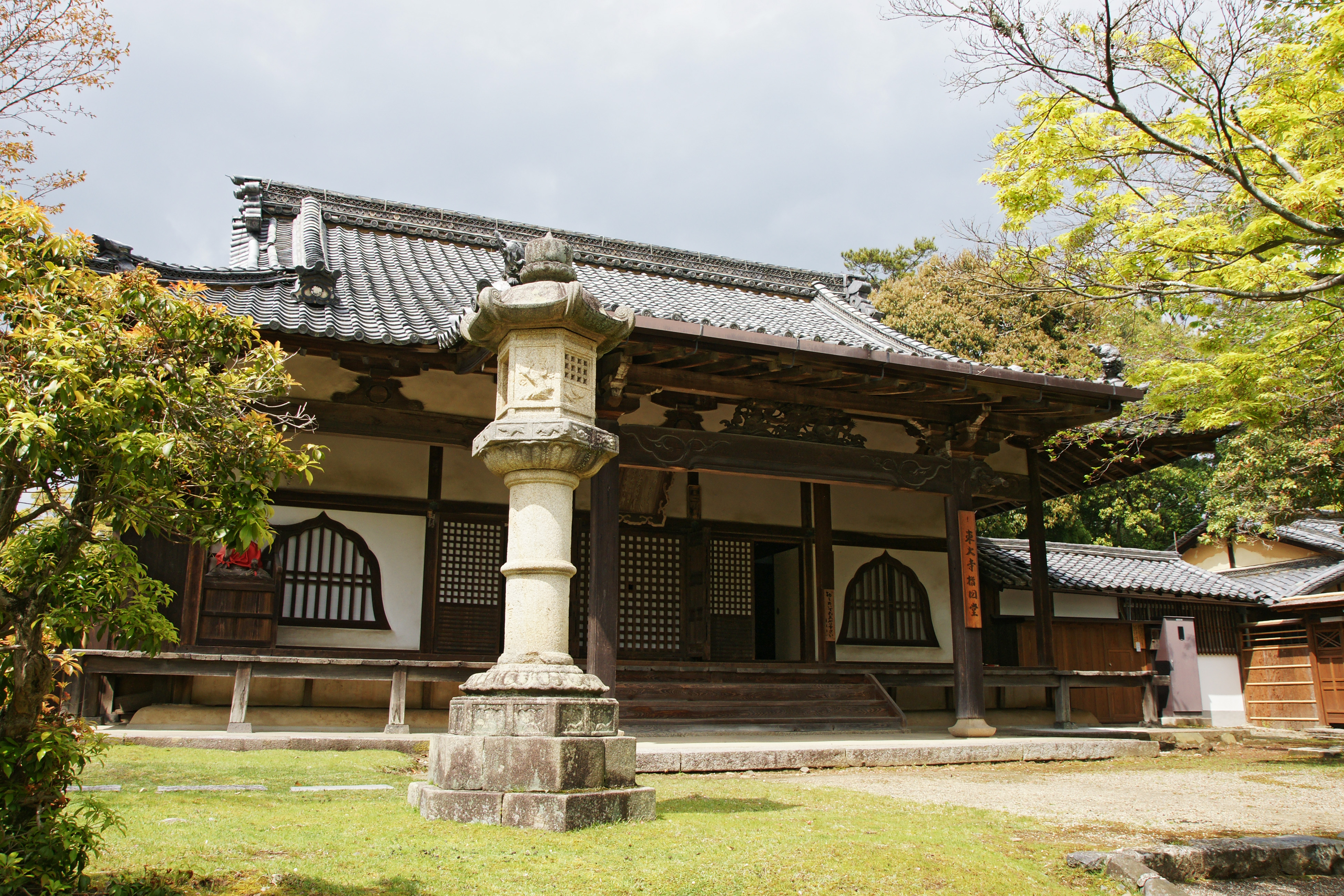
指図堂
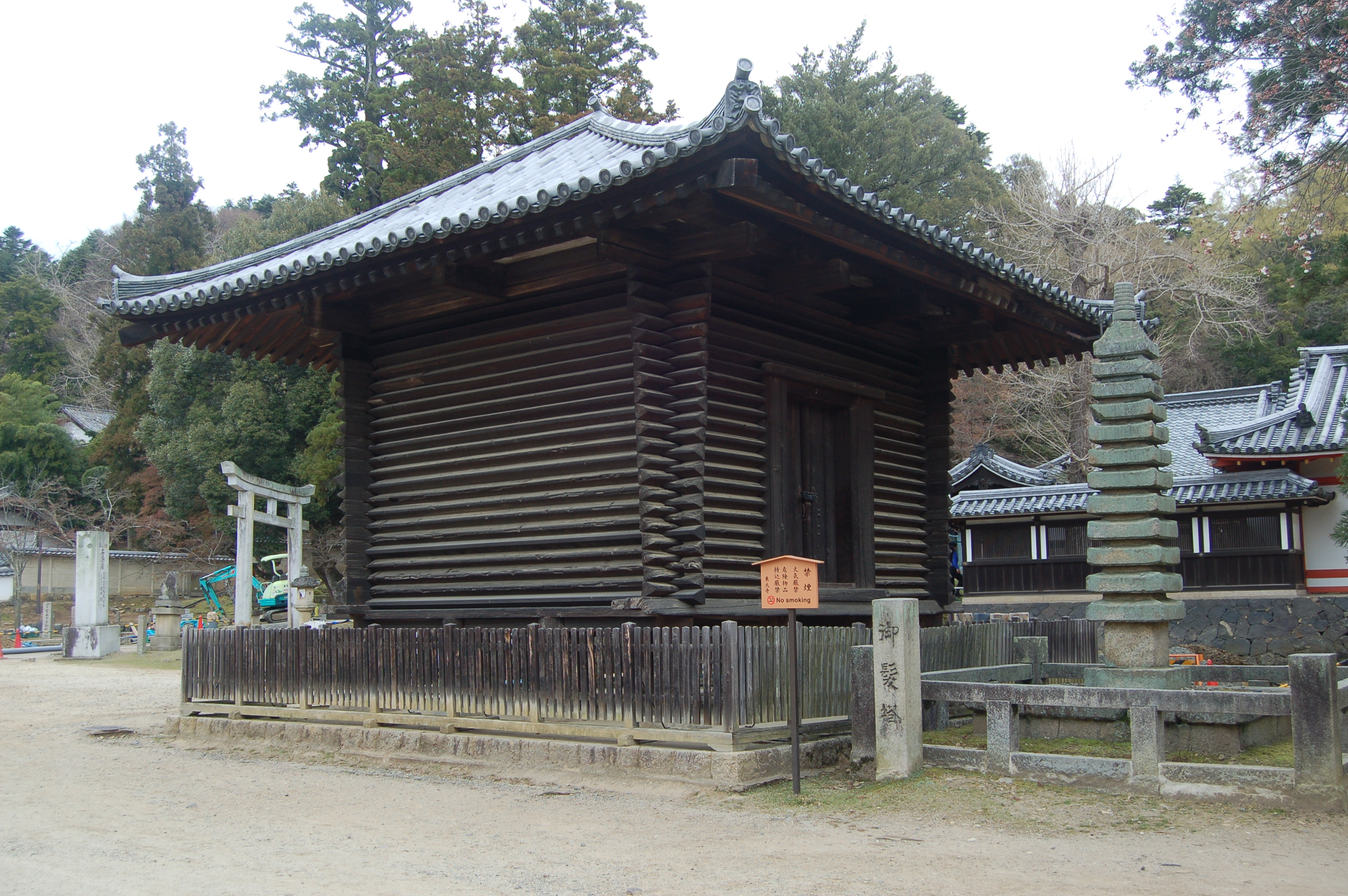
法華堂経庫
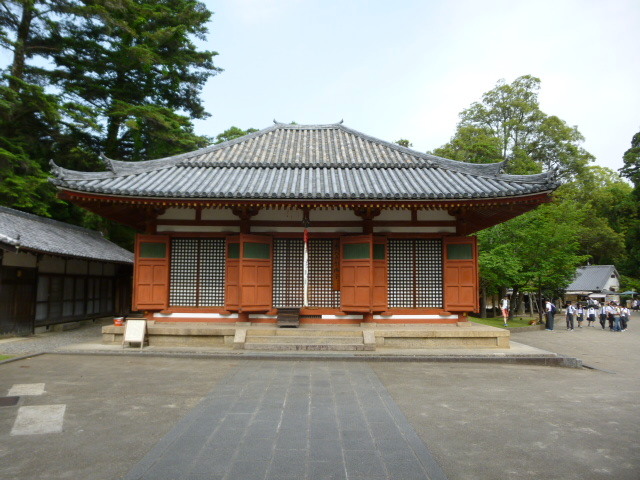
念仏堂
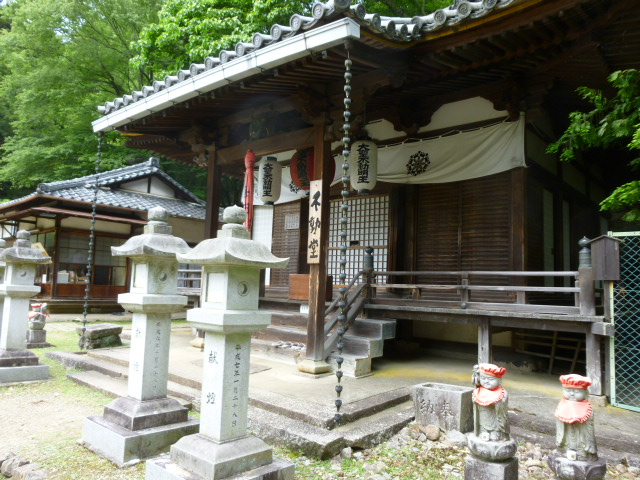
不動堂
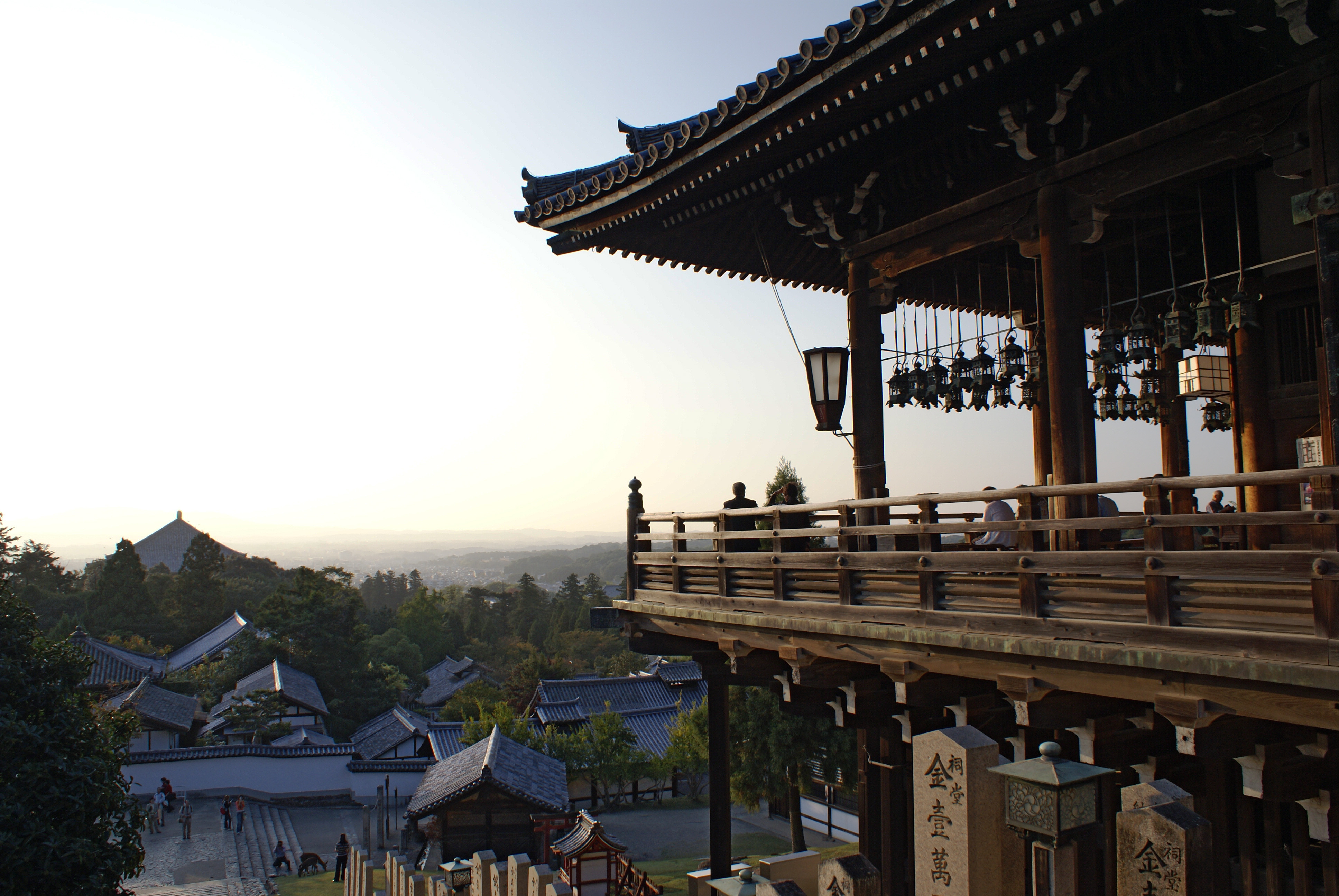
二月堂から金堂を望む
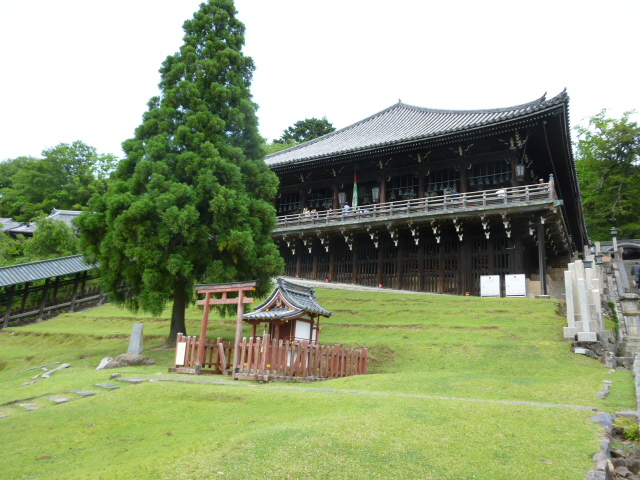
二月堂とお社
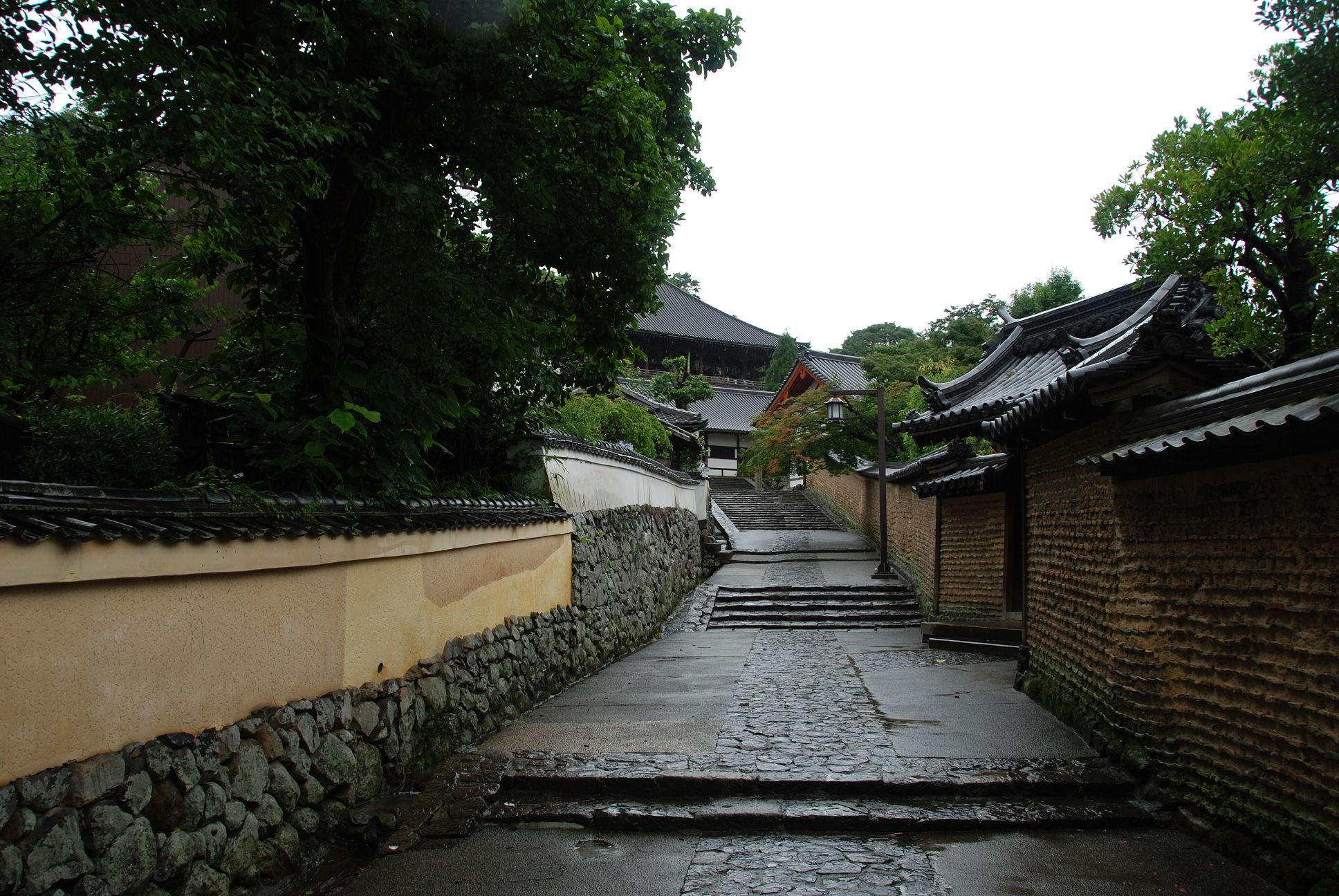
中性院門前、二月堂への道
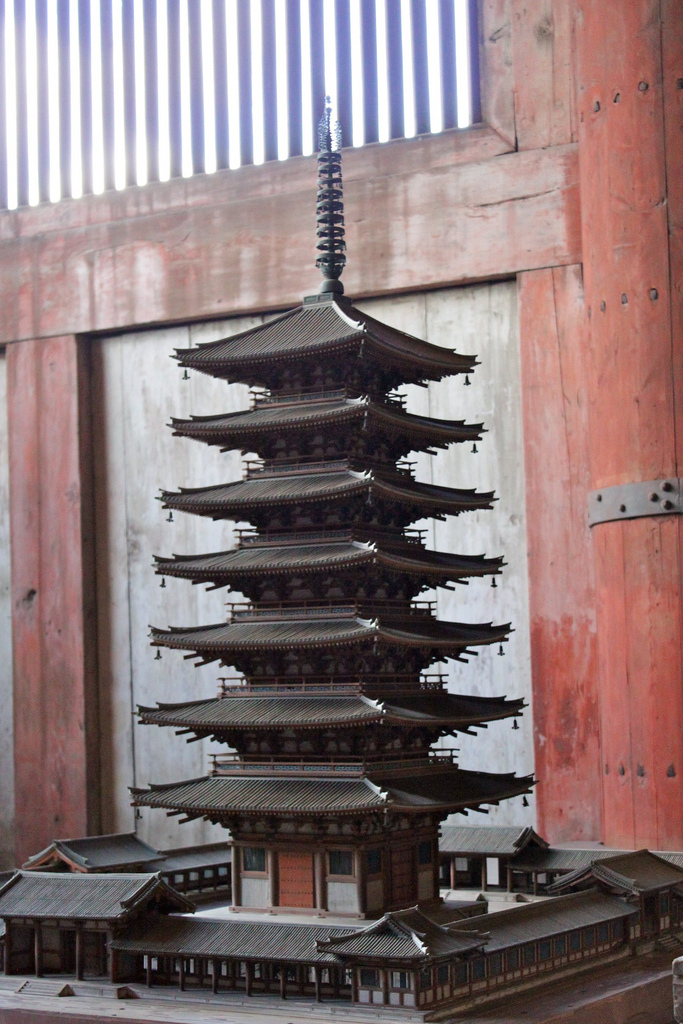
七重塔復元模型（大仏殿内所在）
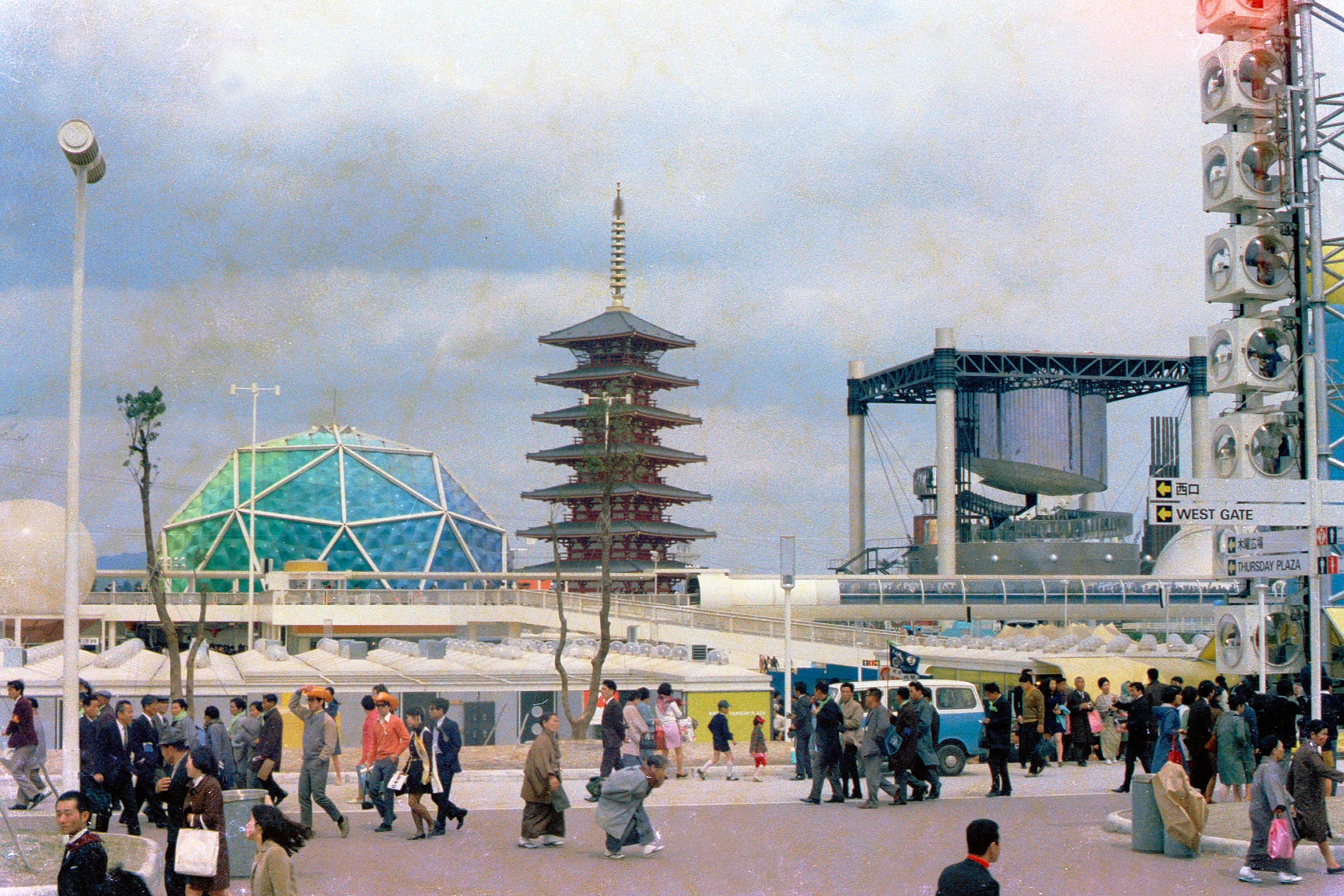
大阪万国博覧会で外観再現された東大寺七重塔（古河パビリオン）
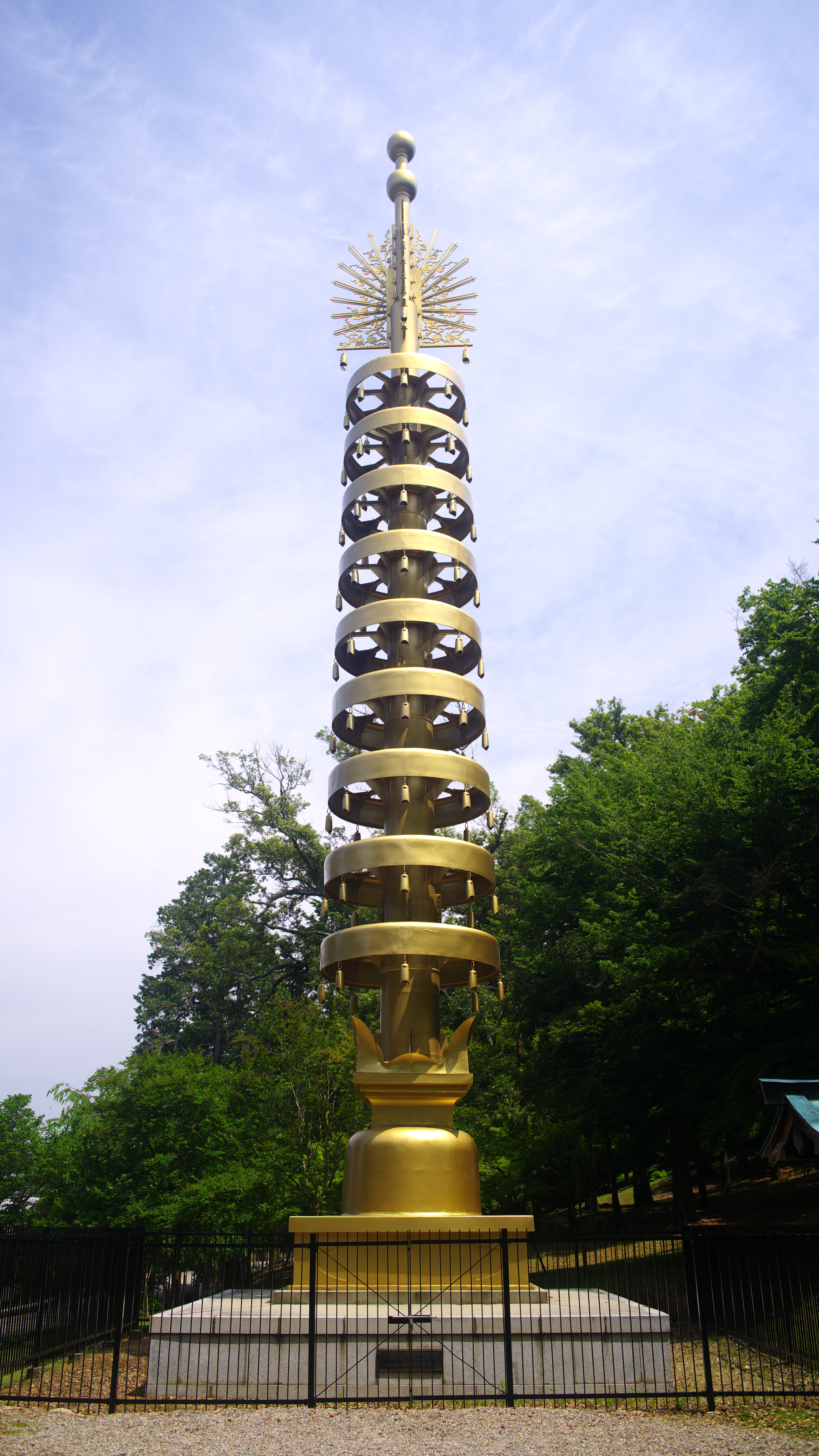
東大寺に寄進された日本万国博覧会古河パビリオンの相輪
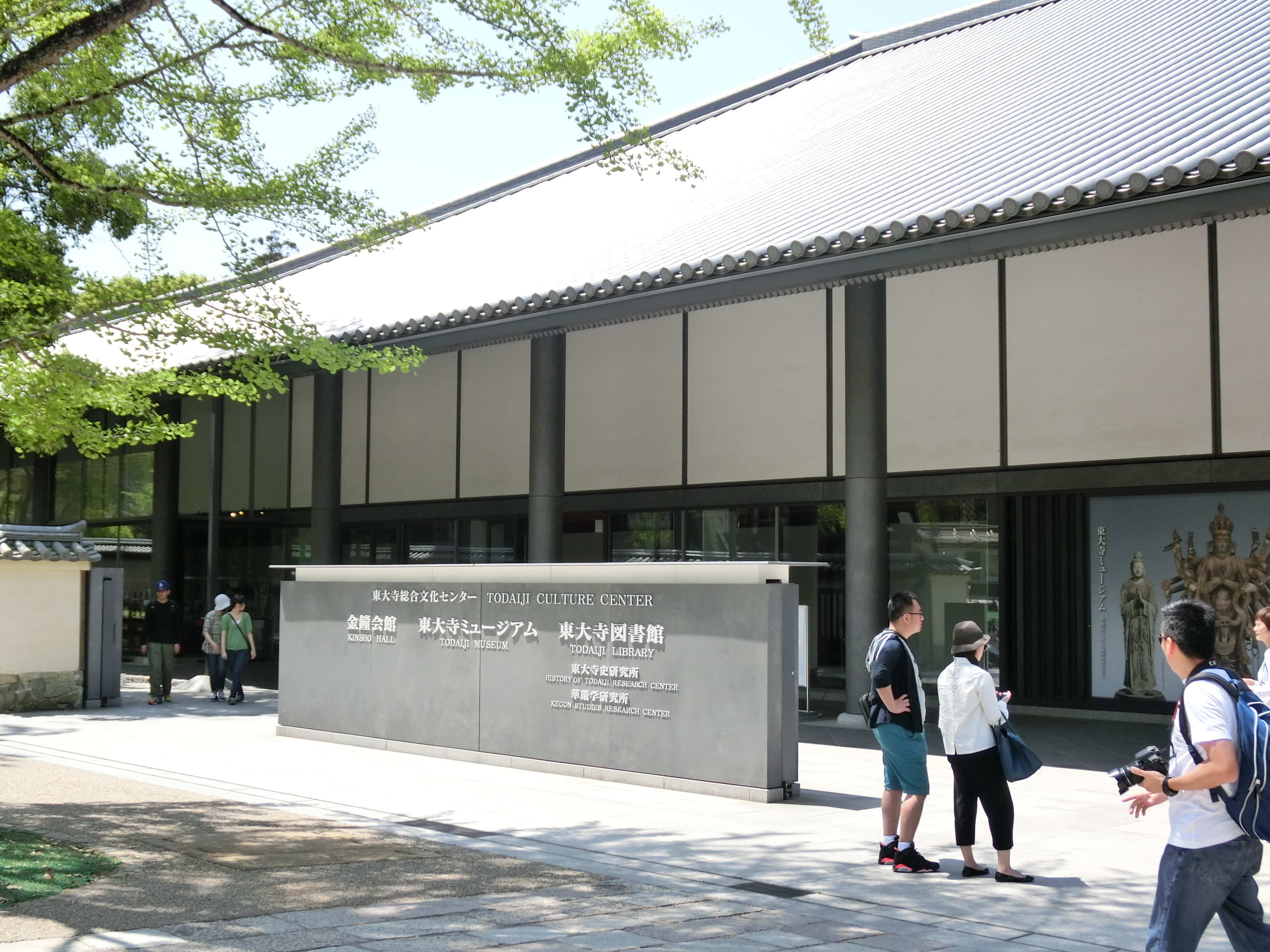
東大寺総合文化センター

## 文化財

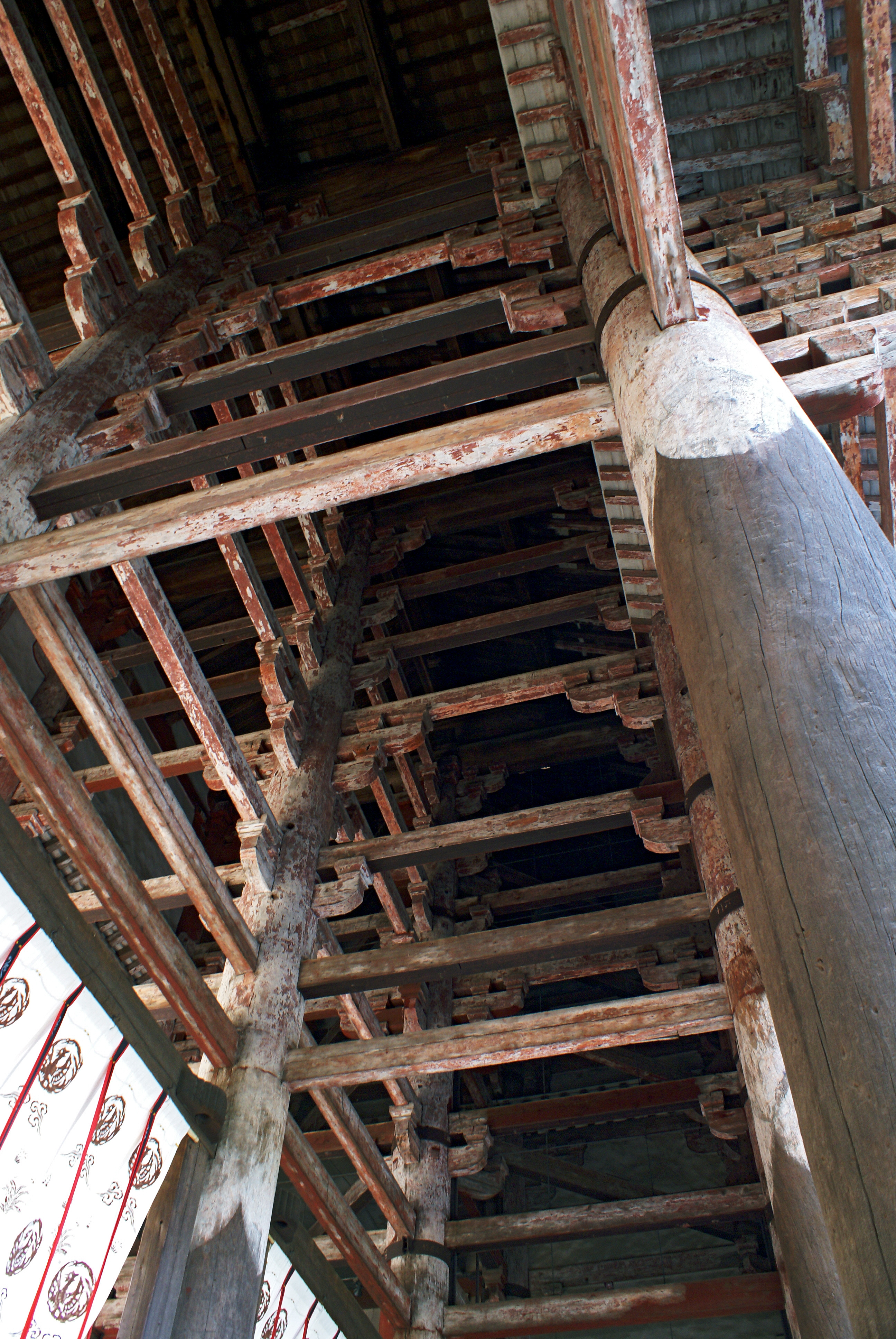
南大門（大仏様建築）

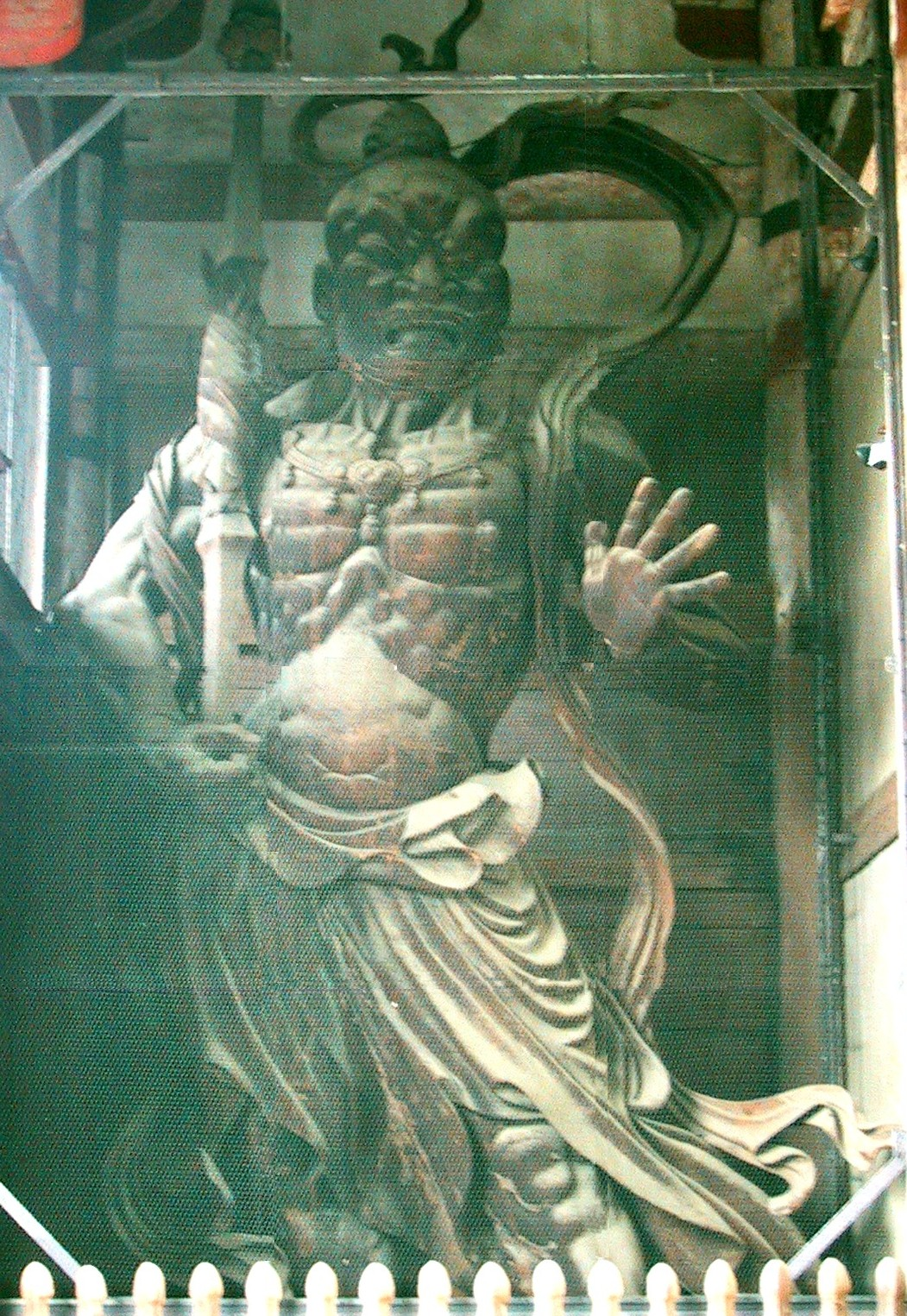
木造金剛力士像

### 国宝
（建造物）
- 金堂（大仏殿）（附：棟札1枚）
- 南大門
- 本坊経庫
- 開山堂（附：須弥壇及び厨子）
- 鐘楼
- 法華堂（三月堂）（附：棟札1枚）
- 二月堂
- 転害門

（美術工芸品）
- 絹本著色倶舎曼荼羅図
- 紙本著色華厳五十五所絵巻
- 銅造盧舎那仏坐像（大仏・金堂安置）
- 乾漆不空羂索観音立像（法華堂安置）
- 乾漆梵天・帝釈天立像（法華堂安置）
- 乾漆金剛力士立像 2躯（法華堂安置）
- 乾漆四天王立像（法華堂安置）
- 塑造日光菩薩・月光菩薩立像（所在東大寺ミュージアム、もと法華堂安置）
- 塑造執金剛神立像（法華堂安置）
- 塑造四天王立像（所在戒壇堂）
- 銅造誕生釈迦仏立像・銅造灌仏盤
- 木造金剛力士立像 2躯 附 像内納入品（所在南大門）（像内納入品の明細は後出）
- 木造俊乗上人坐像（俊乗堂安置）
- 木造僧形八幡神坐像 快慶作（八幡殿安置）
- 木造良弁僧正坐像（開山堂安置）
- 木造弥勒仏坐像[43]
- 花鳥彩絵油色箱（ゆしょくばこ）
- 金銅八角燈籠（大仏殿前所在）
- 葡萄唐草文染韋（そめかわ）
- 梵鐘
- 賢愚経 巻第十五（四百六十七行）
- 東大寺文書100巻（979通）、8,516通
- 東大寺金堂鎮壇具 一括（明細は後出）

### 重要文化財
（建造物）
- 中門
- 東西回廊 2棟
- 東西楽門（がくもん）2棟
- 念仏堂
- 法華堂経庫
- 法華堂手水屋
- 法華堂北門
- 二月堂閼伽井屋（若狭井屋）
- 二月堂参籠所
- 二月堂仏餉屋（御供所）
- 三昧堂（四月堂）
- 大湯屋
- 勧進所経庫
- 石造五輪塔（奈良市川上町所在）

（絵画）

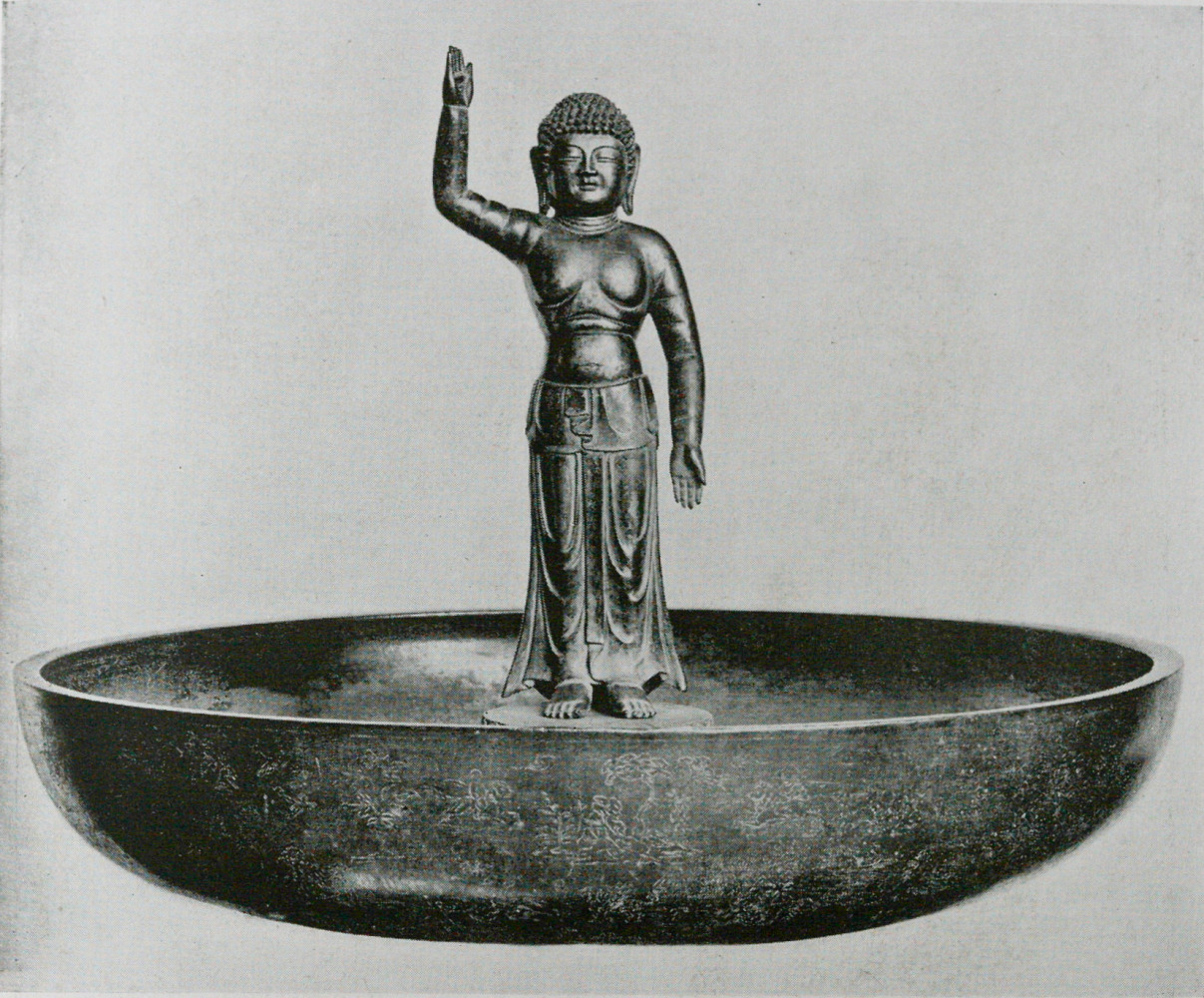
銅造誕生釈迦仏立像および灌仏盤（国宝）

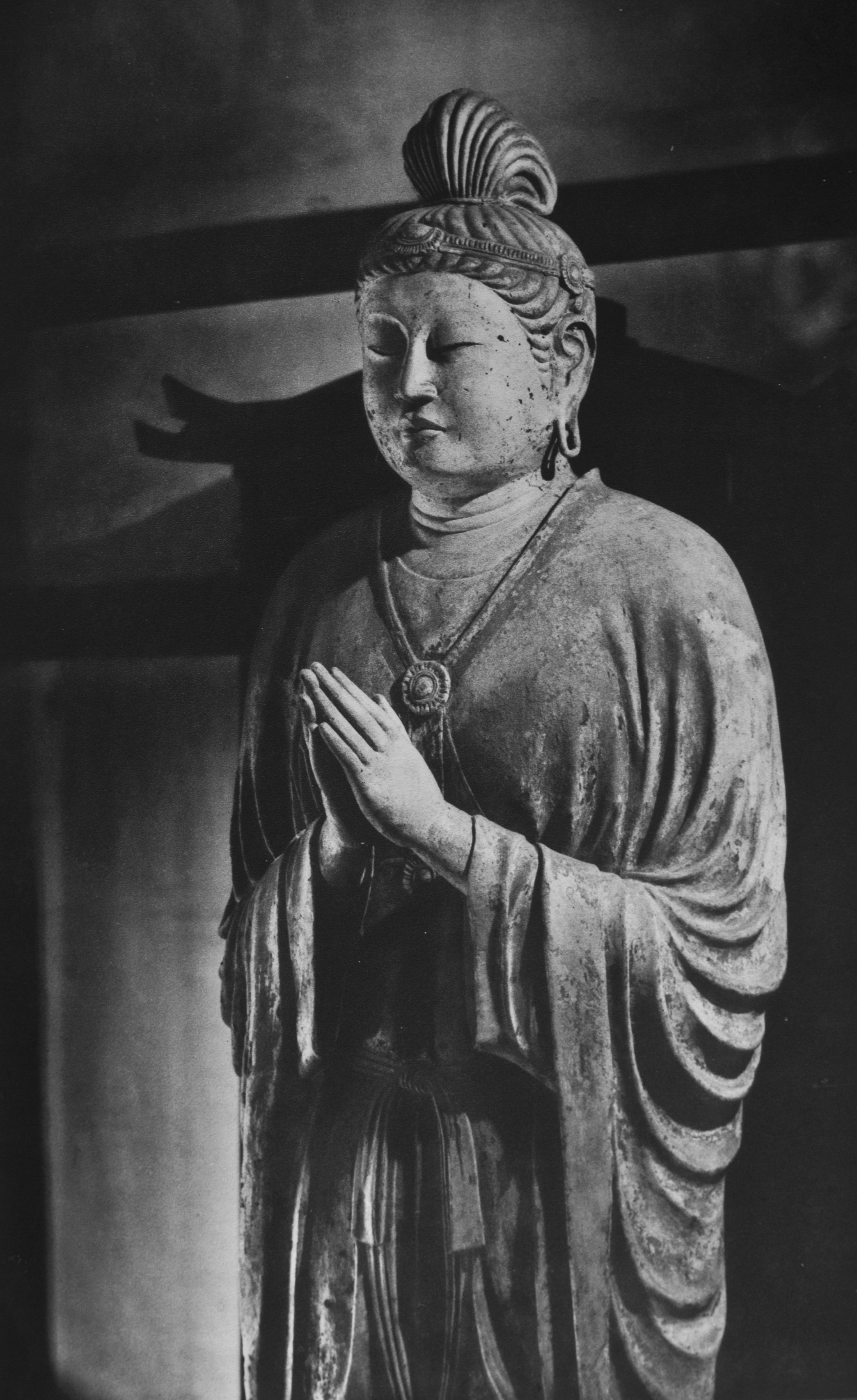
塑造月光菩薩立像 もと法華堂安置（国宝）

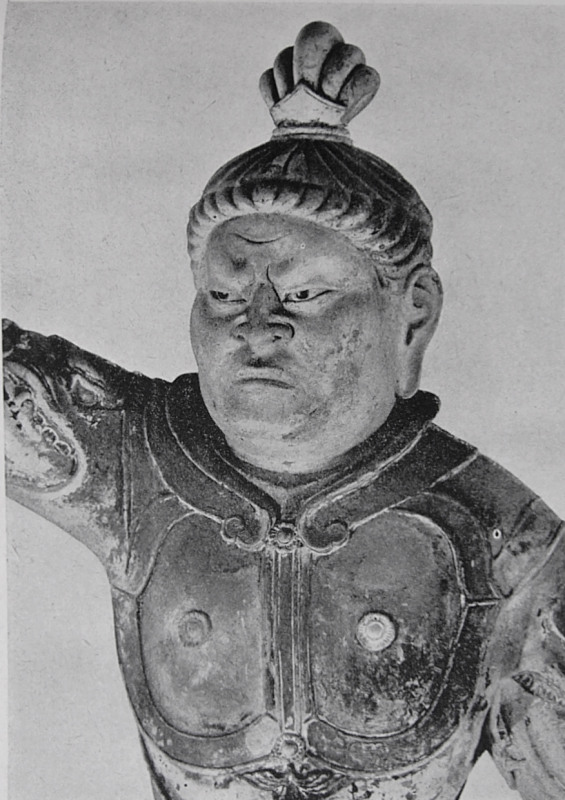
塑造四天王立像のうち多聞天 戒壇院安置（国宝）

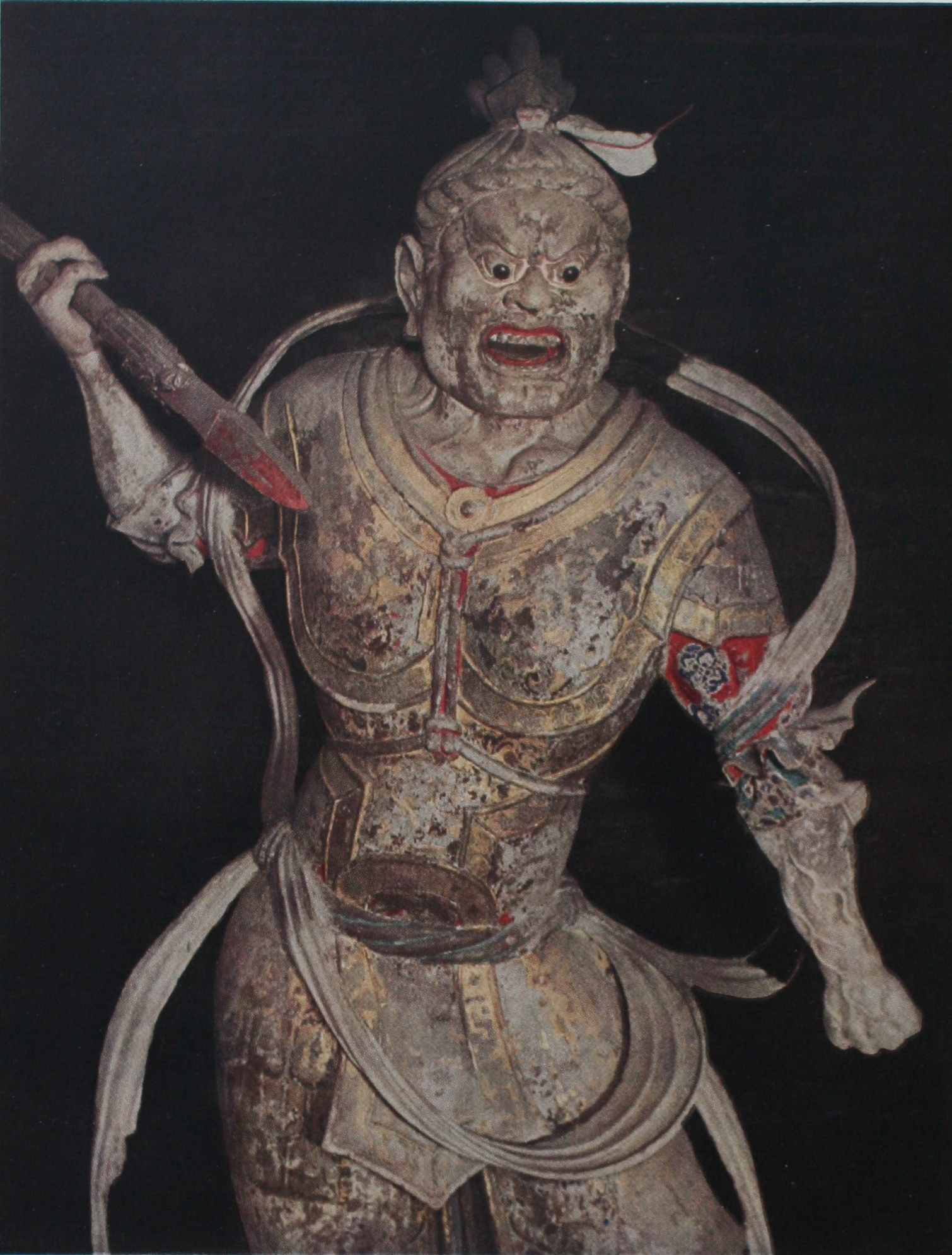
塑造執金剛神立像 法華堂（三月堂）安置（国宝）

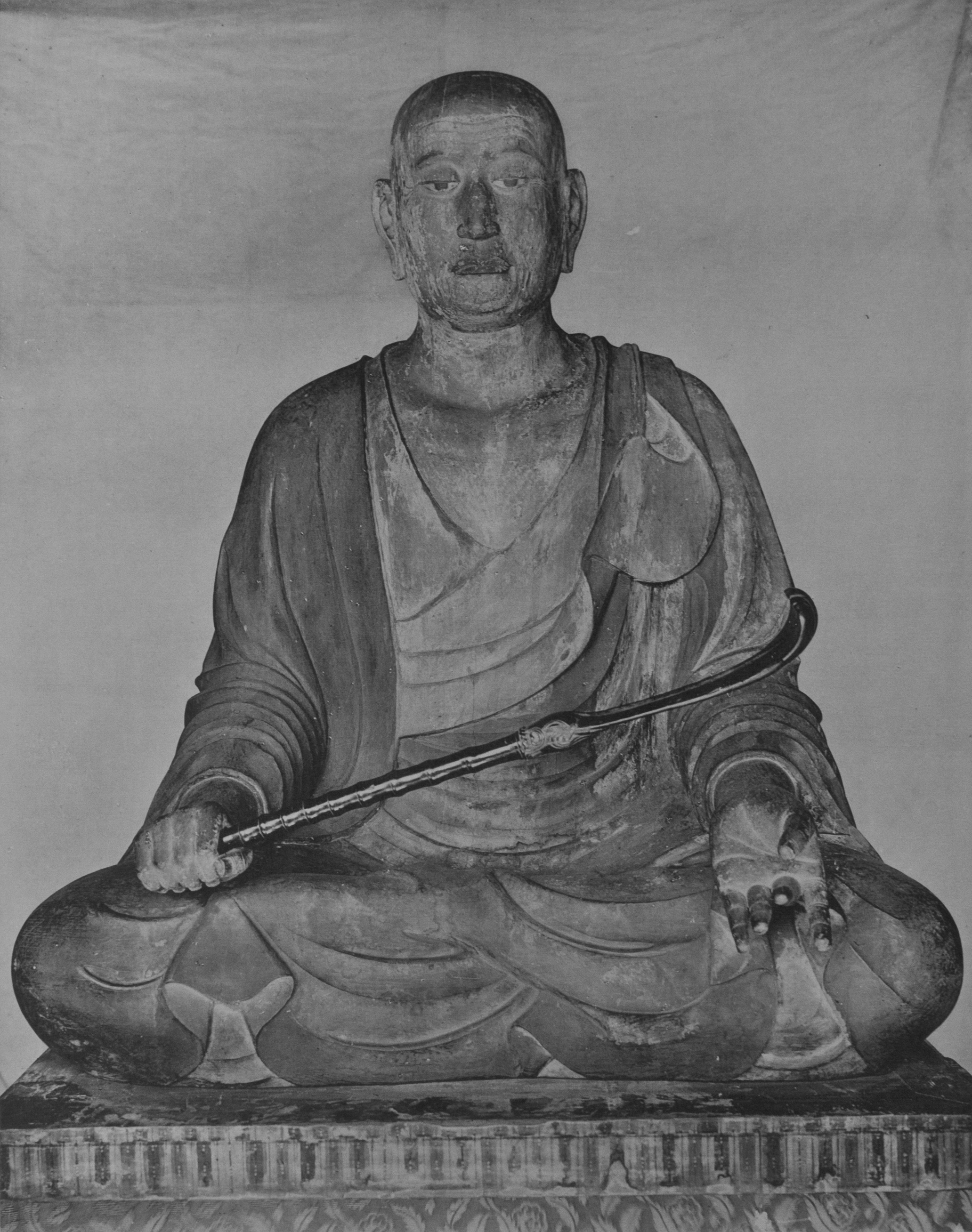
木造良弁僧正坐像 開山堂安置（国宝）

- 絹本著色嘉祥大師像・絹本著色浄影大師像（かじょうだいしぞう・じょうようだいしぞう）
- 絹本著色華厳海会善知識曼荼羅図（けごんかいえぜんちしきまんだらず）
- 絹本著色華厳五十五所絵 10面
- 絹本著色香象大師像
- 絹本著色十一面観音像
- 絹本著色四聖御影（ししょうのみえい）建長本・永和本
- 紙本著色東大寺大仏縁起 芝琳賢筆 3巻
- 絹本著色東大寺縁起 2幅[44][45]

（彫刻）
- 木造如意輪観音・虚空蔵菩薩坐像 順慶・賢慶・了慶・尹慶等作（金堂安置）
- 石造獅子一双（所在南大門）
- 木造阿弥陀如来立像 快慶作（俊乗堂安置）
- 木造愛染明王坐像（俊乗堂安置）
- 木造地蔵菩薩坐像（念仏堂安置）
- 塑造弁才天・吉祥天立像（東大寺ミュージアム所在、旧所在法華堂）
- 木造不動明王二童子像（東大寺ミュージアム所在、旧所在法華堂）
- 木造地蔵菩薩坐像（東大寺ミュージアム所在、旧所在法華堂）
- 木造天蓋3面（所在法華堂）[46]
- 木造訶梨帝母坐像（二月堂参籠所食堂安置）
- 木造千手観音立像（東大寺ミュージアム所在、旧所在三昧堂）
- 木造阿弥陀如来坐像（三昧堂安置）
- 木造公慶上人坐像（公慶堂安置）
- 木造五劫思惟阿弥陀坐像（勧進所阿弥陀堂安置）
- 銅造釈迦・多宝如来坐像（戒壇院）[47]
- 厨子入木造千手観音・四天王立像（戒壇院千手堂安置）[48]
  - 附 旧厨子後板及扉 7面
- 木造鑑真和上坐像（戒壇院千手堂安置）
- 木造愛染明王坐像（戒壇院千手堂安置）
- 木造菩薩立像（中性院所在）
- 木造地蔵菩薩立像（真言院所在）
- 木造四天王立像（新禅院伝来）（真言院所在）
  - 附 像内納入品（明細は後出（「重要文化財の明細」参照））
- 厨子入木造地蔵菩薩立像（知足院所在）[49]
- 木造釈迦如来坐像 善円作（旧所在指図堂）
  - 附 像内納入品（紙本墨釈迦如来造立願文（覚澄筆）1巻、紙本墨書宝篋印陀羅尼等 1巻、紙本墨書華厳経 巻四十 1巻、舎利香木 1包）
- 木造阿弥陀如来坐像（旧所在勧進所）
- 木造聖観音立像
- 木造十一面観音立像（三昧堂安置）
- 木造地蔵菩薩立像・快慶作（旧所在公慶堂）
- 木造持国天立像
  - 附 像内納入品（木札 1枚、版本金剛般若波羅蜜経 1巻、版本仁王護国般若波羅蜜経 2巻）
- 木造多聞天立像
- 木造十二神将立像（旧所在天皇殿）
- 銅造舟形光背（二月堂本尊光背）
- 木造青面金剛立像
- 木造閻魔王坐像 覚円作・木造泰山府君坐像[50][51]
- 銅造如意輪観音半跏像（菩薩半跏像）
- 木造伎楽面29面・乾漆伎楽面1面（附木造伎楽面残欠5片（4面分）、乾漆伎楽面残欠7片（3面分））
- 木造舞楽面9面（皇仁帝4、散手、貴徳、陵王、納曽利2）
- 木造伎楽面2面
- 木造行道面（蝿払）2面
- 木造菩薩面3面（附 残欠4片）
- 木造獅子頭

（工芸品）
- 金銅鉢 2口
- 孔雀文磬
- 鉦鼓 長承三年銘
- 鉦鼓 建久九年銘（附 錫平文鉦架、撞木、蓮実形柄杓、菩提子念珠）
- 鉄釣燈籠 2基（法華堂所在）
- 鉄湯船（大湯屋所在）建久年銘
- 鉄鑰（てつやく）鍵付（附:鉄鍵4本）
- 堂司鈴（どうつかされい） 弘安八年銘
- 銅香水杓 4枝 夫々建長五年、建長七年、文永四年、□□元年銘
- 銅水瓶 2口 うち1口嘉元三年銘
- 銅鉢（金銅受台付）・金銅受台
- 鰐口
- 梵鐘（真言院）文永元年銘
- 梵鐘（二月堂食堂所用）徳治三年銘
- 雲鳳戧金経櫃（うんぽうそうきんきょうびつ）
- 朱漆布薩盥（ふさつたらい） 3口 うち2口応永三十四年銘
- 黒漆鼓胴 2口
- 黒漆螺鈿卓（しょく）
- 彩絵鼓胴
- 彩絵鼓胴 寛喜四年修理銘
- 五獅子如意（伝聖宝所持）
- 玳瑁如意（たいまいにょい）
- 二月堂練行衆盤 11枚 うち10枚永仁六年銘
- 木製黒漆油壺 2口 元徳二年銘
- 木造西大門勅額
- 石燈籠（法華堂前所在）建長六年銘

（書跡・典籍）
- 東大寺聖教（しょうぎょう） 1,806点[52]
- 華厳経 巻第一、第四、第五、第六、第九、第十一 6巻 巻第一に貞元十四年訳場列位あり（唐時代）
- 願文集 寛元三年宗性跋
- 虚空蔵経 自巻第一至巻第八8巻（附 同経 巻第六（首欠）1巻）
- 金光明最勝王経註釈 巻第五、第九
- 金剛般若経讃述 巻上（白点本）承和十一年延厳書写
- 高僧伝六種 宗性筆（日本高僧伝要文抄3冊、日本高僧伝指示抄1冊、大宋高僧伝要文抄2冊、大宋高僧伝指示抄1冊、名僧伝要文抄1冊、名僧伝指示抄1冊）
- 高麗版華厳経随疏演義鈔 40巻
- 紺紙金字華厳経 80巻
- 紺紙銀字華厳経残巻（二月堂焼経）20巻
- 細字金光明最勝王経 自巻第六至巻第十 1巻
- 続華厳略経疏刊定記 巻第二、第九上下、第十三上下 5巻
- 大威徳陀羅尼経 自巻第一至巻第十（天平十二年五月一日光明皇后願経）10巻（附 経帙 1枚）
- 大般涅槃経 自巻第一至巻第四十 40巻
- 大毘婆沙論 巻第廿三（天平十二年五月一日光明皇后願経）
- 大方等大集菩薩念仏三昧経 自巻第一至巻第十 10巻（附 経帙1枚、経籤1箇）
- 百法顕幽抄 巻第一末（朱点本）会昌三年書写
- 法華統略 巻上
- 弥沙塞羯磨本（みしゃそくこんまぼん）
- 瑜伽師地論 巻第十二、第十三、第十四、第十七（天平十二年五月一日光明皇后願経）4巻
- 羯磨（こんま）2巻
- 新修浄土往生伝 巻下 保元三年弁昭書写奥書
- 円照上人行状記 凝然筆 3巻 正安四年奥書
- 東大寺凝然撰述章疏類 自筆本（九種）146巻
- 東大寺宗性筆聖教并抄録本（二百十四種）99巻、347冊
- 東大寺要録 10冊
- 東大寺要録続録 9冊
- 賢劫経紙本墨書巻物（所在不明）[注 8]

（古文書、歴史資料）
- 栄西自筆唐墨筆献上状 建永二年六月廿一日
- 越前国田使解（桑原庄券第二、第三）2巻 天平勝宝八、九年
- 元久二年重源上人勧進状
- 阿弥陀悔過料資財帳 神護景雲元年八月
- 周防国阿弥陀寺領田畠注文 正治二年十一月日重源加判
- 宣旨 延暦二十四年九月二十四日菅野眞道自署・太政官宣旨 延暦二十四年二月二十五日菅野眞道自署
- 僧某逆修願文案 貞慶筆 建久九年四月十五日
- 東大寺大勧進僧行勇自筆書状 九月十六日 年預五師宛
- 東大寺奴婢見来帳 天平勝宝三年
- 二月堂修二会記録文書 293冊、2,107通（附 手継箱 3合）
- 東大寺戒壇院指図

典拠：2000年（平成12年）までの指定物件については、『国宝・重要文化財大全 別巻』所有者別総合目録・名称総索引・統計資料（毎日新聞社、2000年）による。

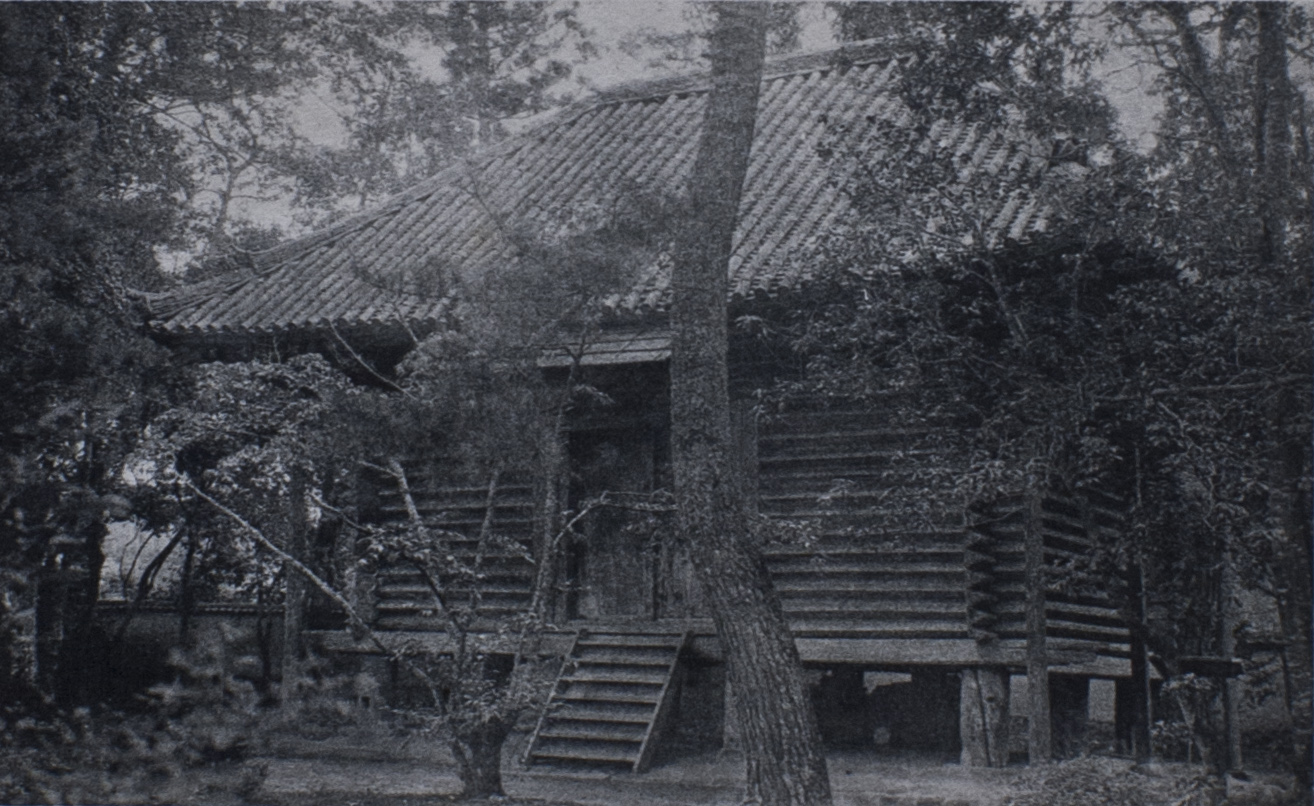
本坊経庫（国宝）
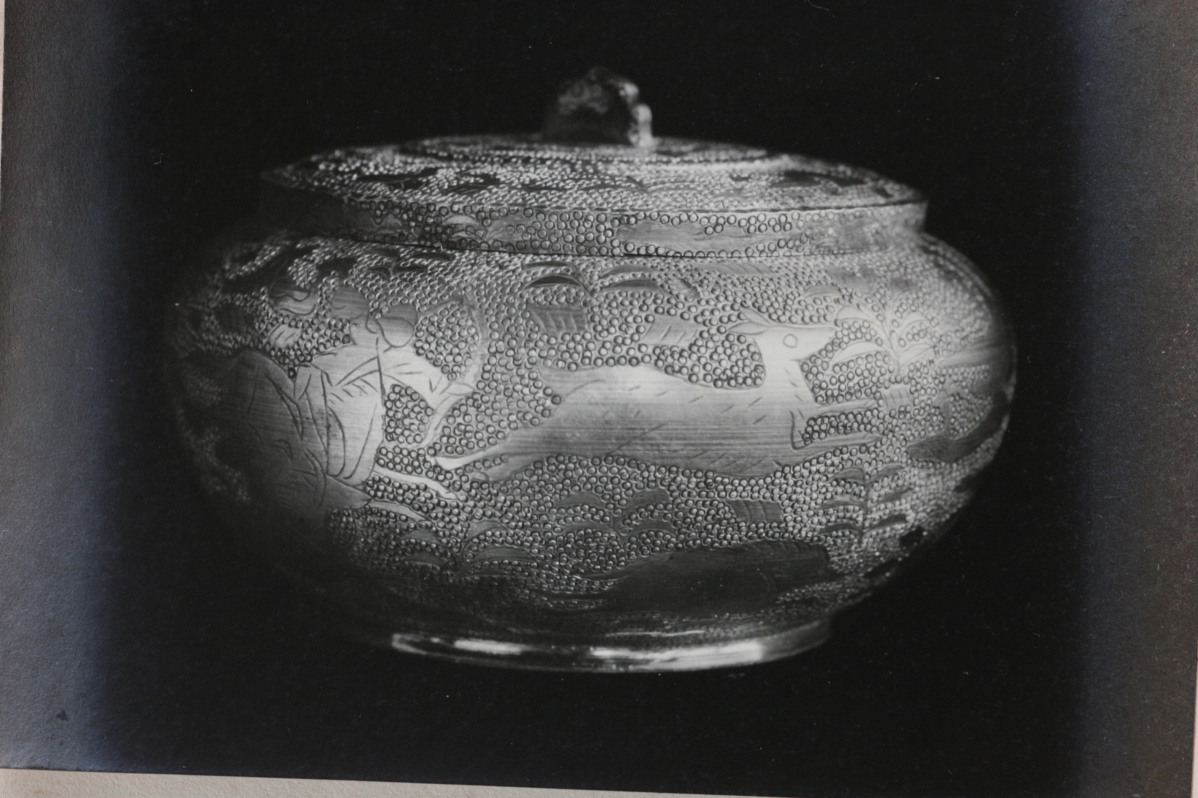
金堂鎮壇具（国宝）のうち銀製鍍金狩猟文小壺
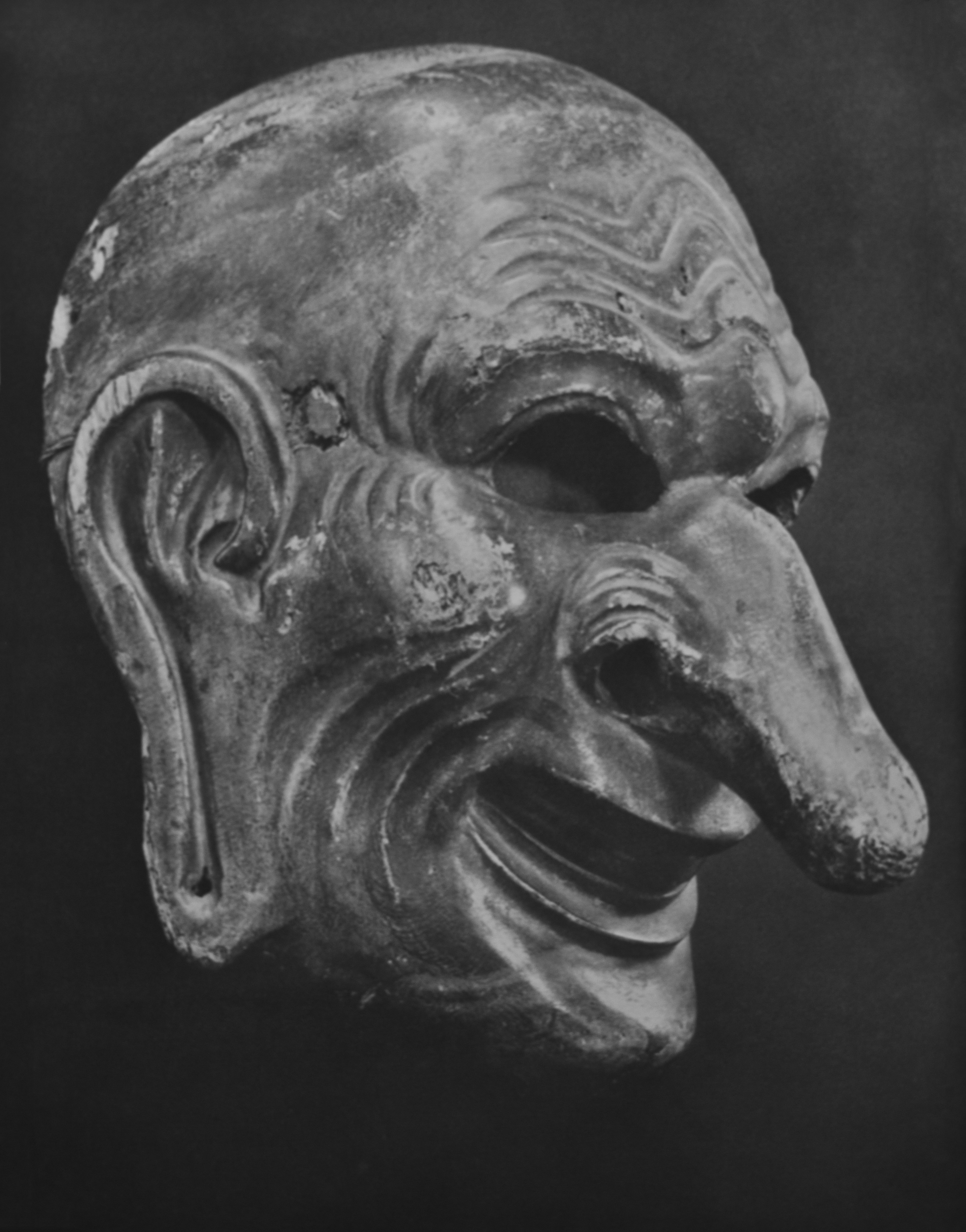
伎楽面30面（重要文化財）のうち酔胡従
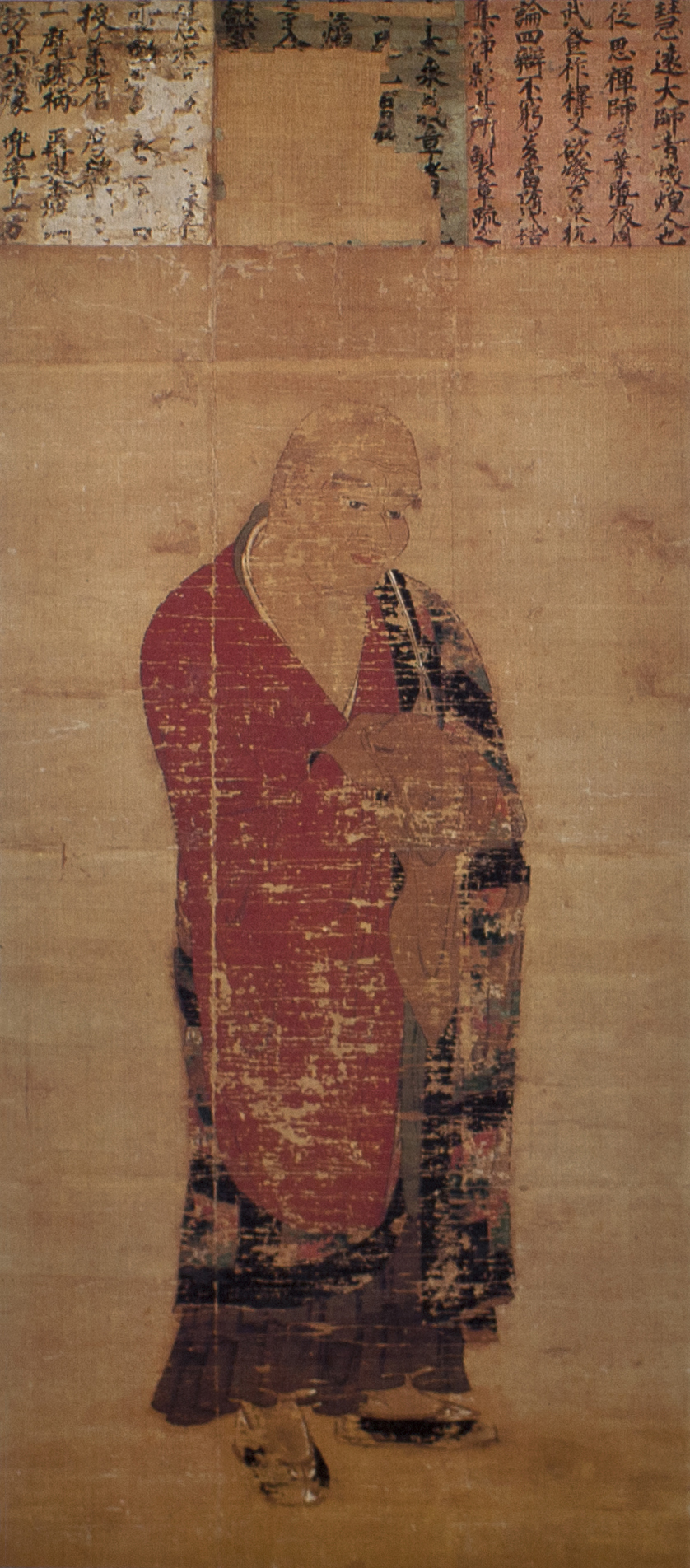
浄影大師像（重要文化財）
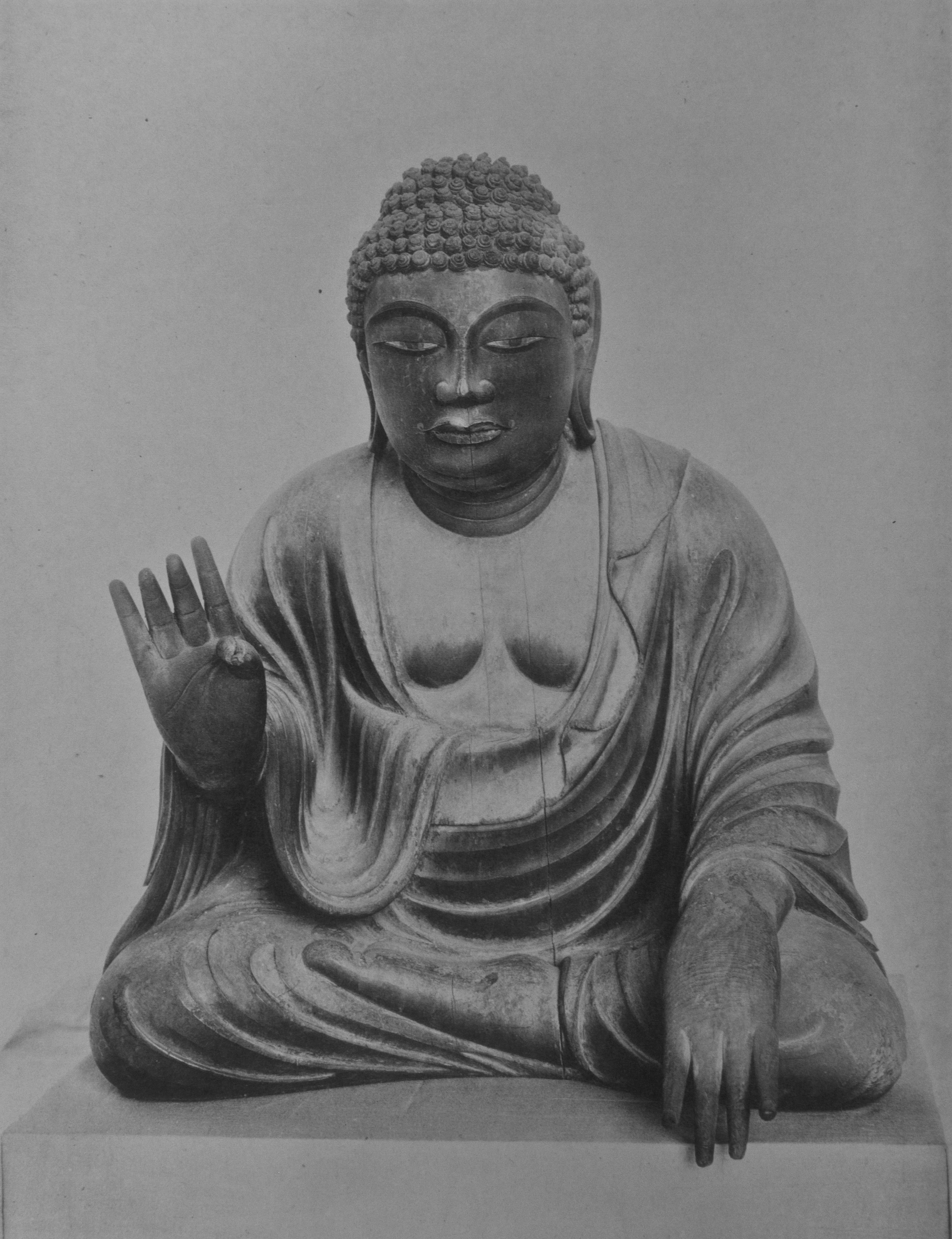
木造弥勒仏坐像（国宝）
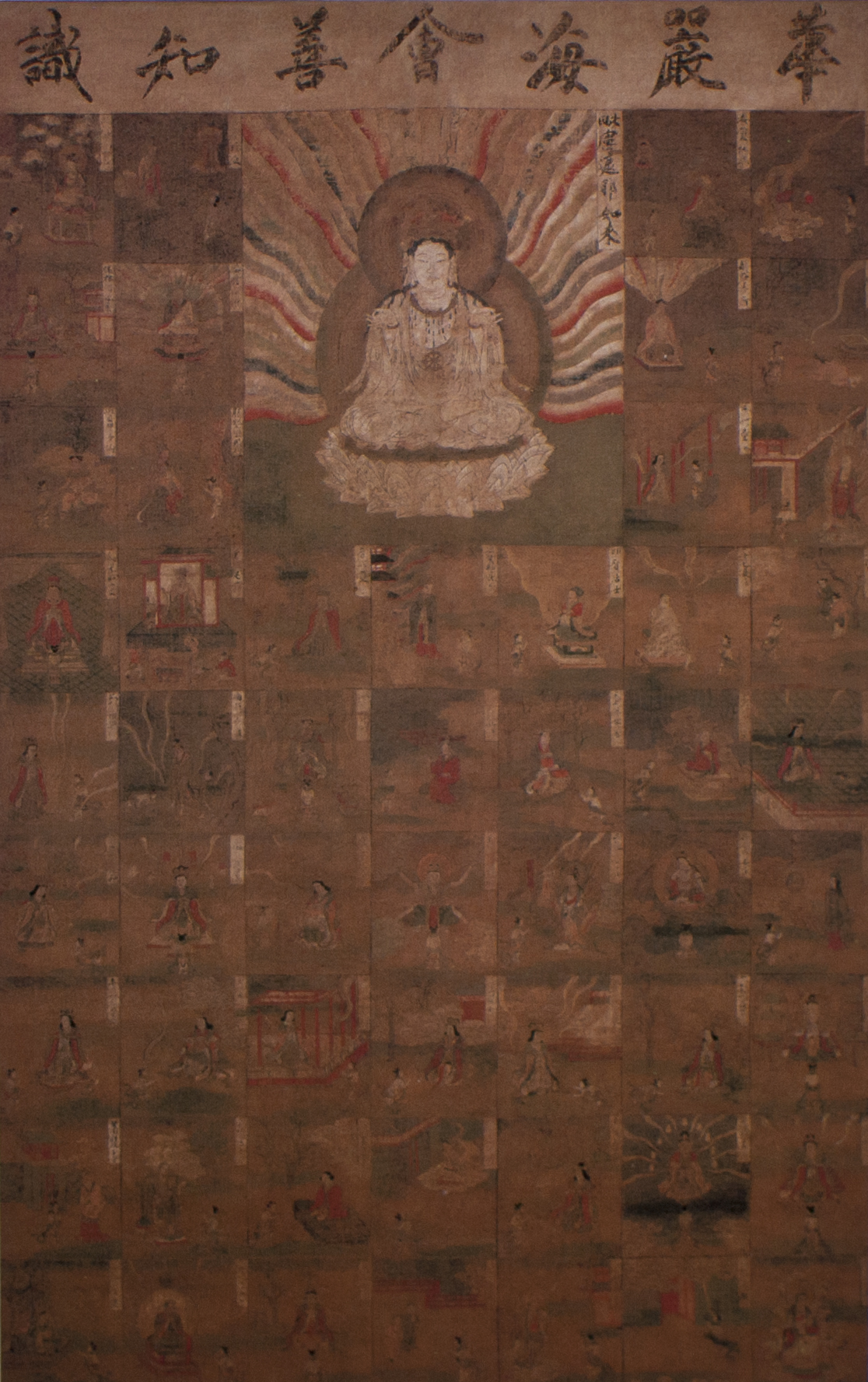
華厳海会善知識曼荼羅図（重要文化財）
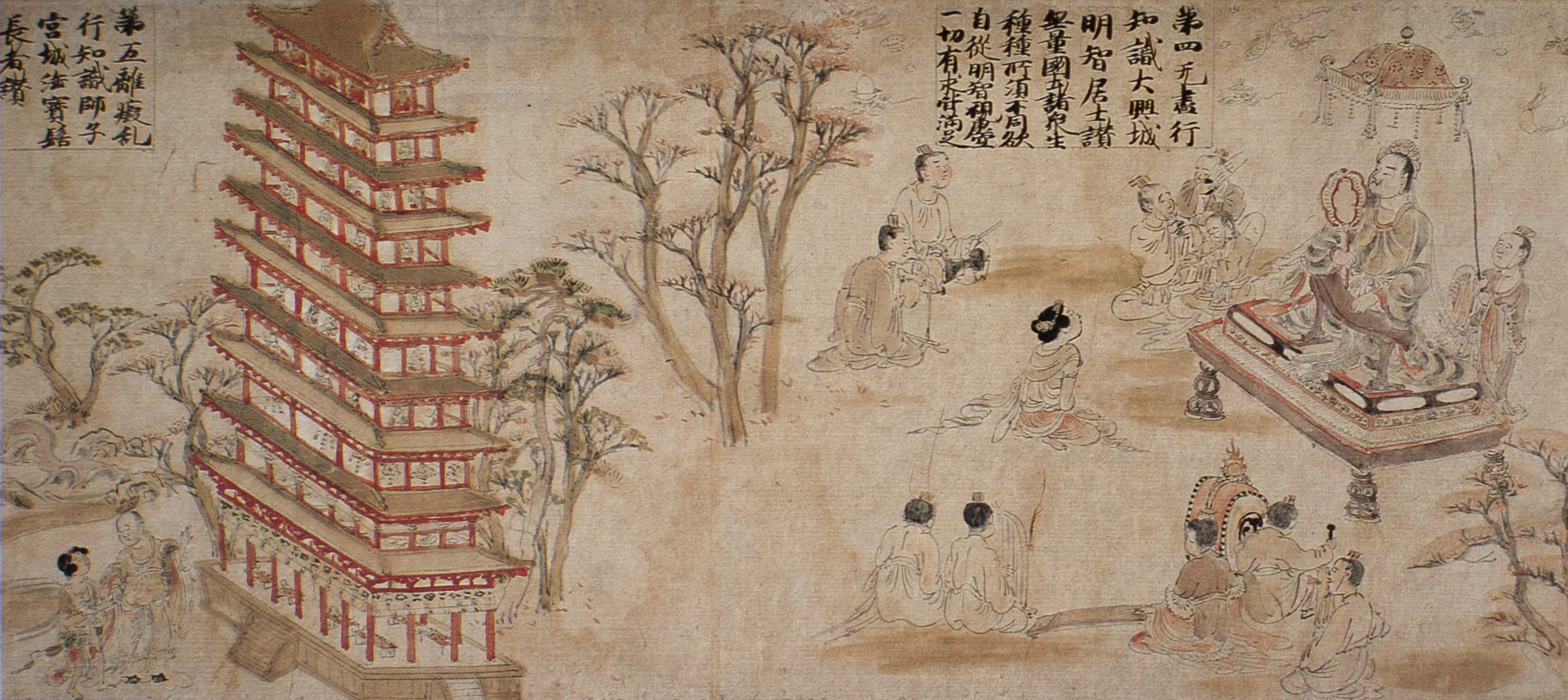
華厳五十五所絵巻（部分）（国宝）
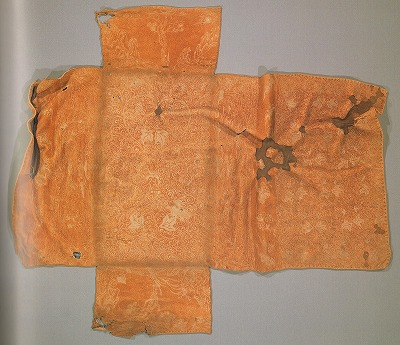
葡萄唐草文染韋（そめかわ）（国宝）
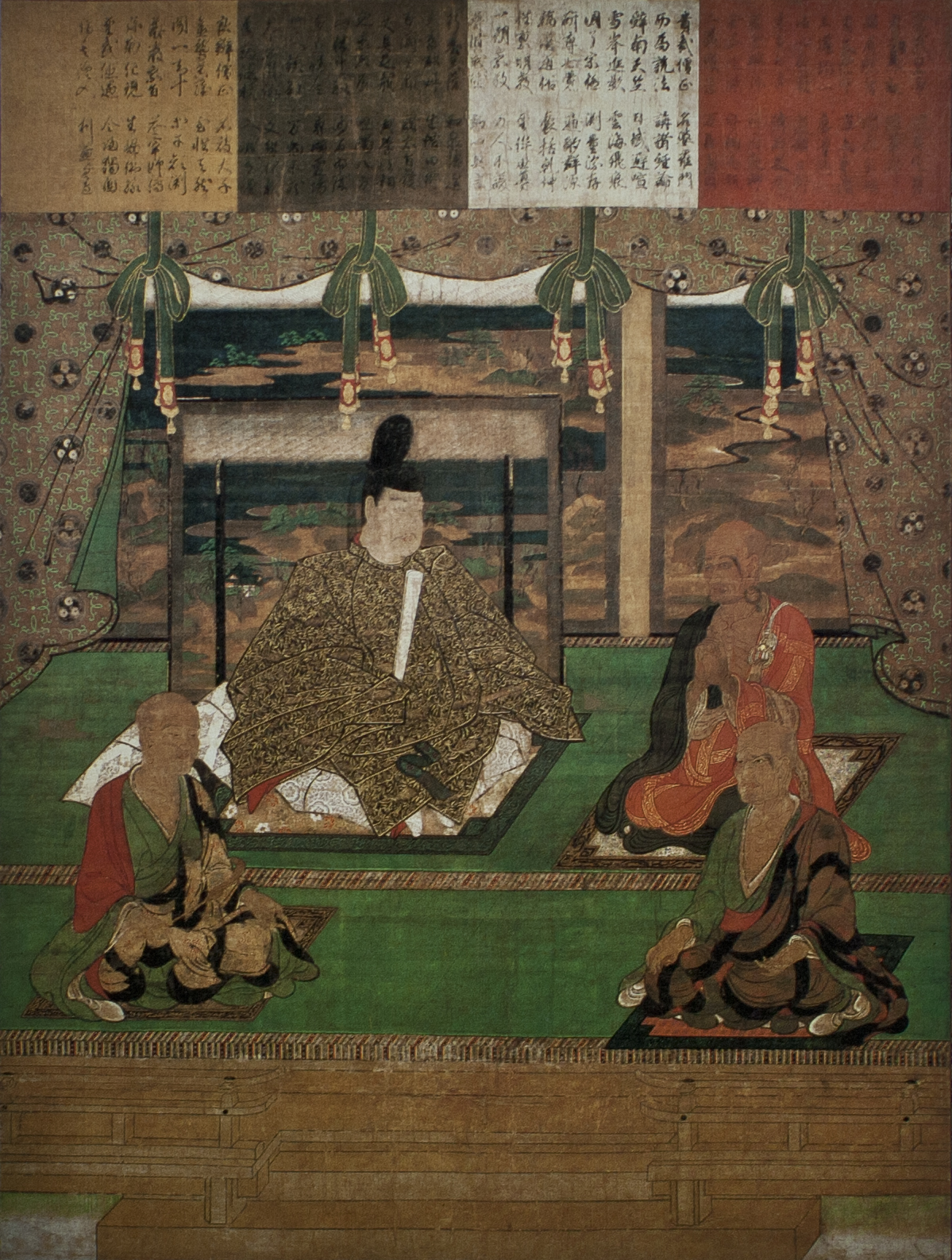
四聖御影（ししょうのみえい）永和本（重要文化財）
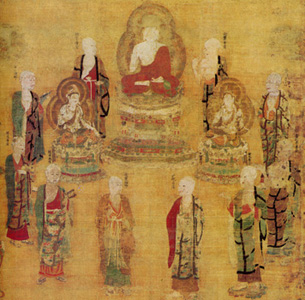
倶舎曼荼羅図（国宝）
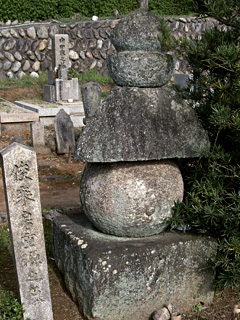
五輪塔（重要文化財）奈良市川上町所在（重源墓）
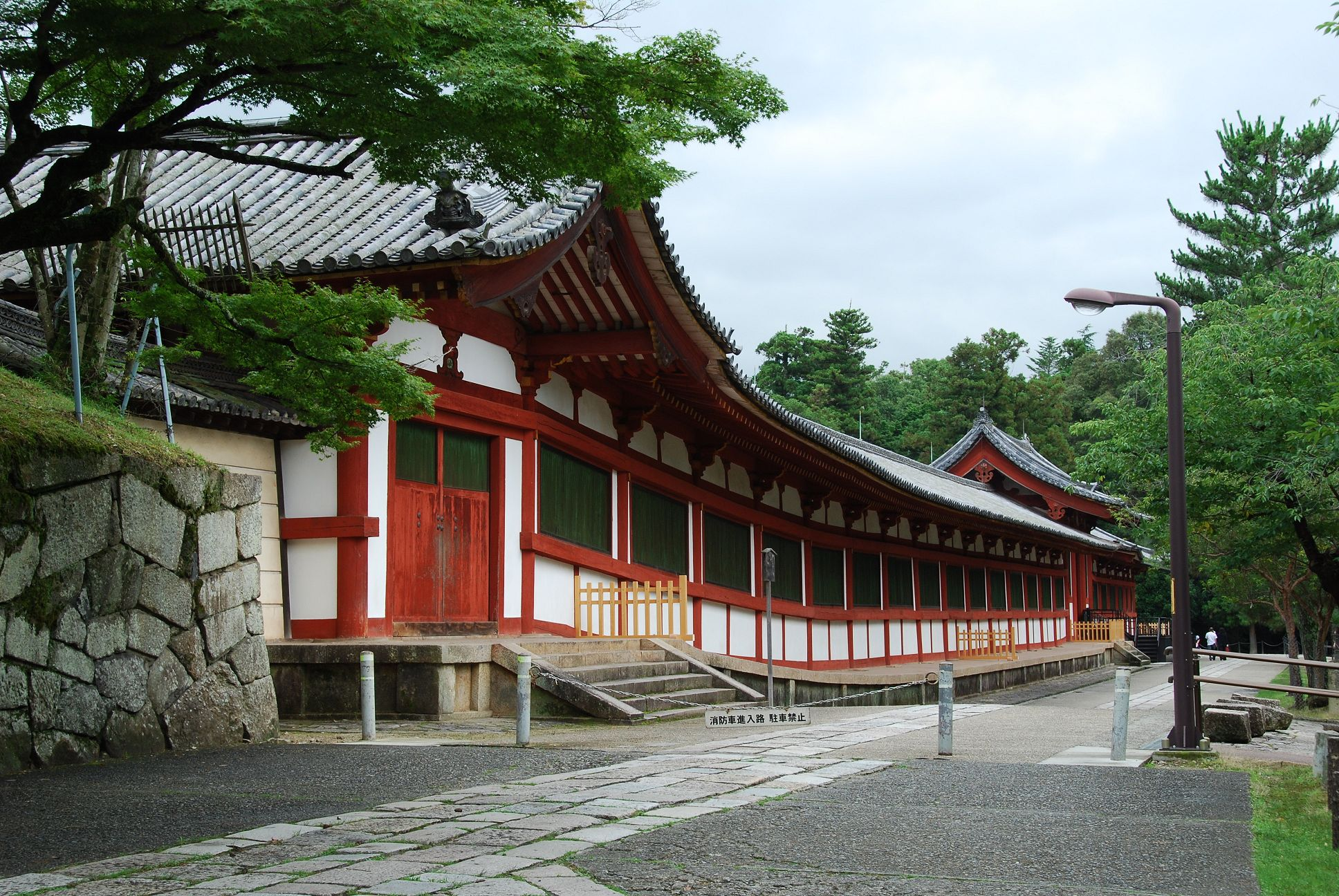
大仏殿西回廊と西楽門（重要文化財）
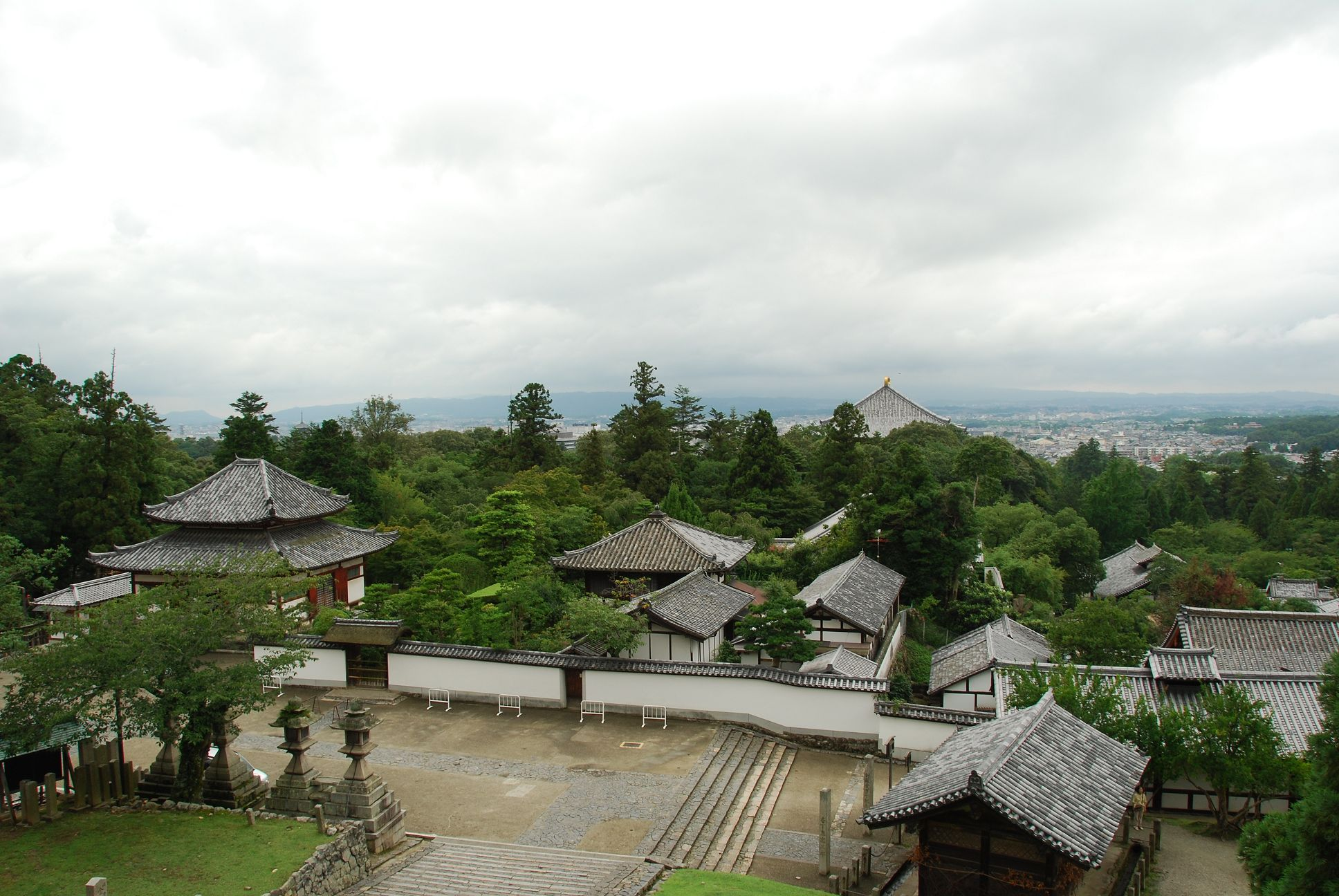
三昧堂（左の二重屋根）、開山堂（その右の宝形屋根）、奥に大仏殿を望む（二月堂から見る）
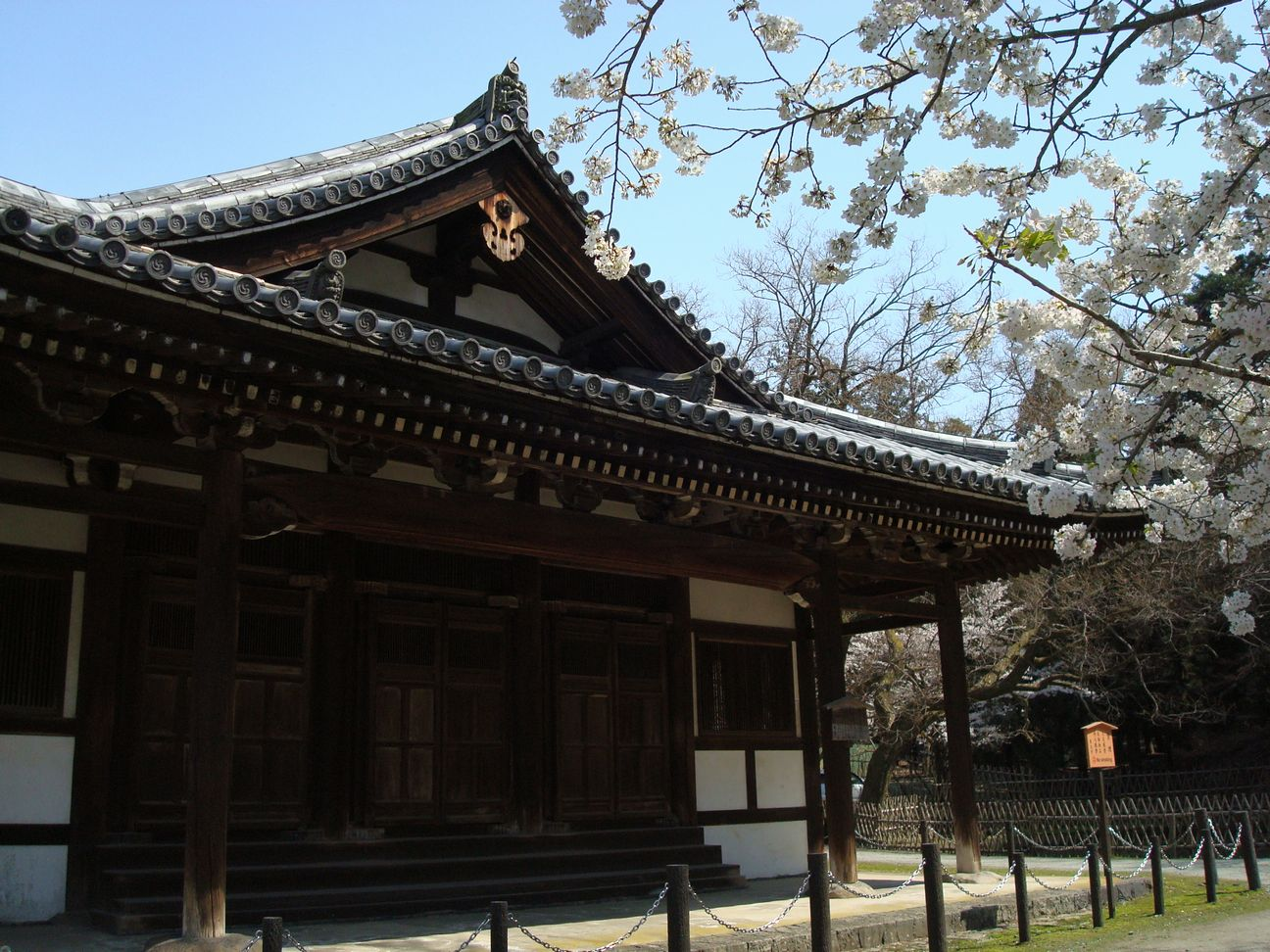
大湯屋（重要文化財）
大仏殿東回廊と東楽門（重要文化財）
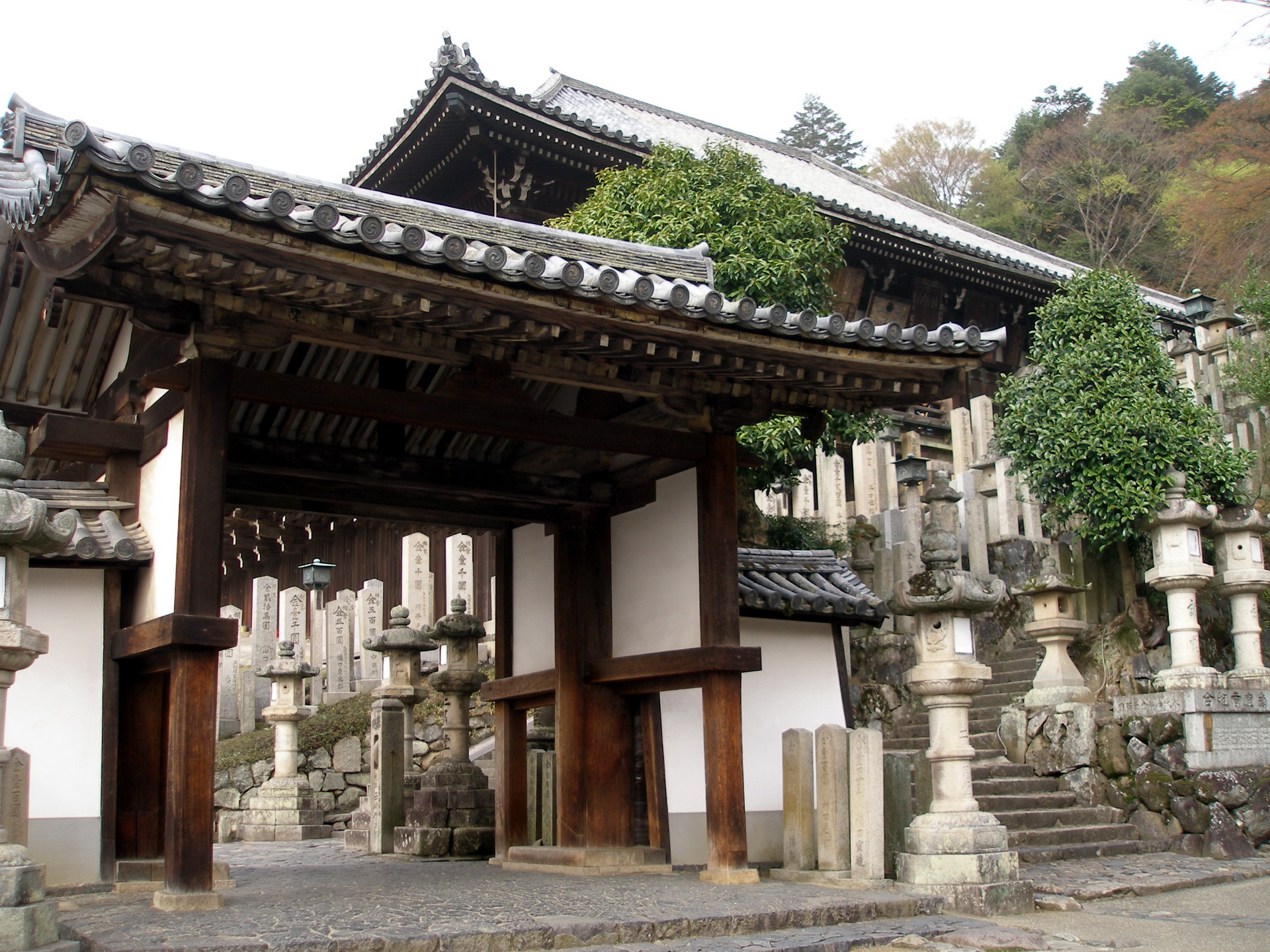
法華堂北門（重要文化財）
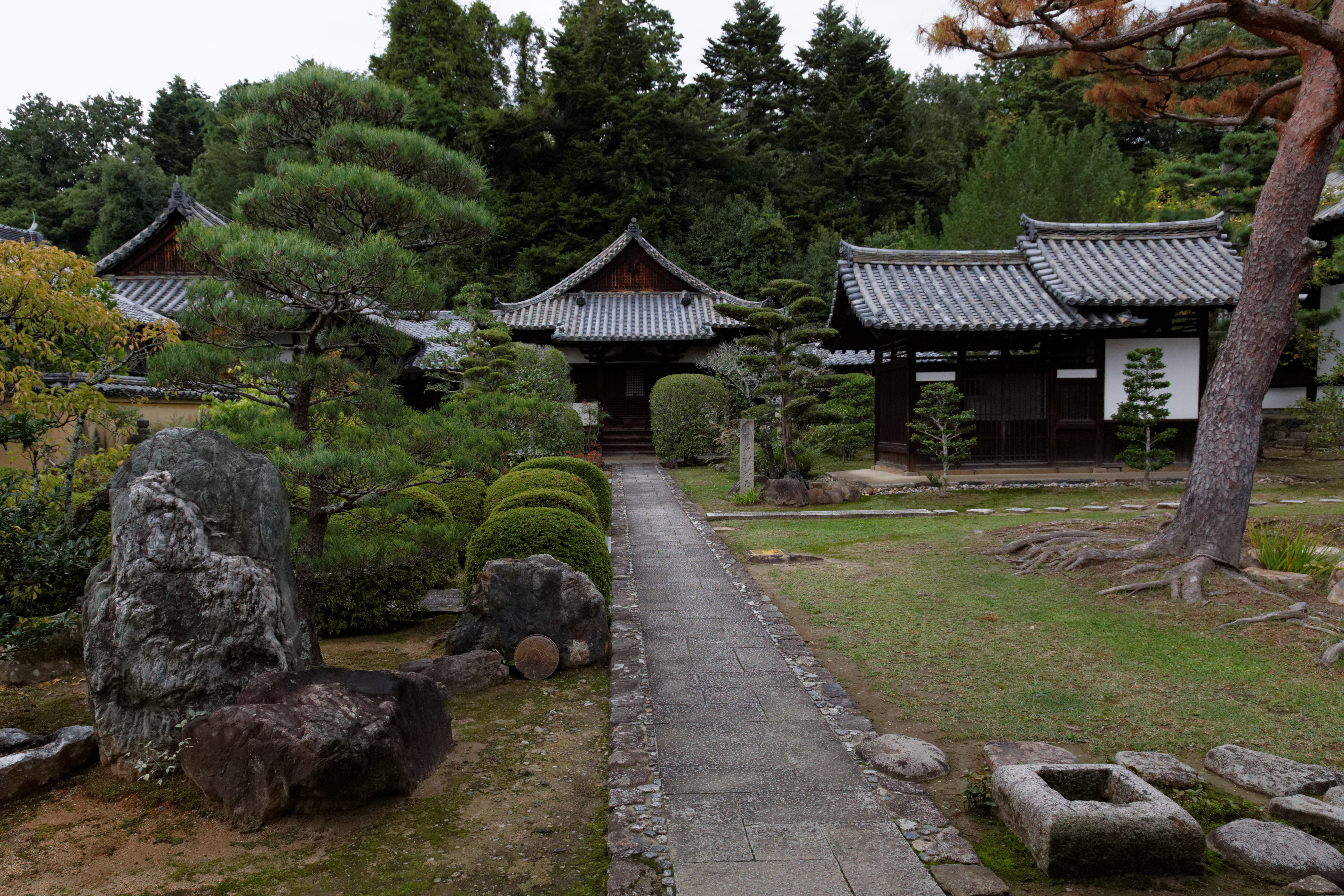
真言院（中央は地蔵堂）

### 国指定史跡
- 東大寺旧境内 - 現境内を含む約12ヘクタールに及ぶ広範囲の土地が国の史跡に指定されている。
- 東大寺東南院旧境内

### 国指定天然記念物
- 知足院ナラノヤエザクラ：塔頭知足院の所有。

### 奈良県指定有形文化財
- 東大寺真言院 6棟　
  - 灌頂堂
  - 表門
  - 地蔵堂
  - 神護殿
  - 閼伽井屋
  - 南門
- 戒壇院戒壇堂
- 東大寺二月堂湯屋
- 二月堂曼荼羅図
- 木造不動明王坐像
- 金銅宝塔
- 東大寺戒壇院所用厨房用具 3口

### 奈良県指定天然記念物
- 東大寺鏡池棲息ワタカ

### 奈良市指定有形文化財
- 絹本著色釈迦三尊十六羅漢像 1幅

## 年中行事
- 1月1日 除夜の鐘（鐘楼）

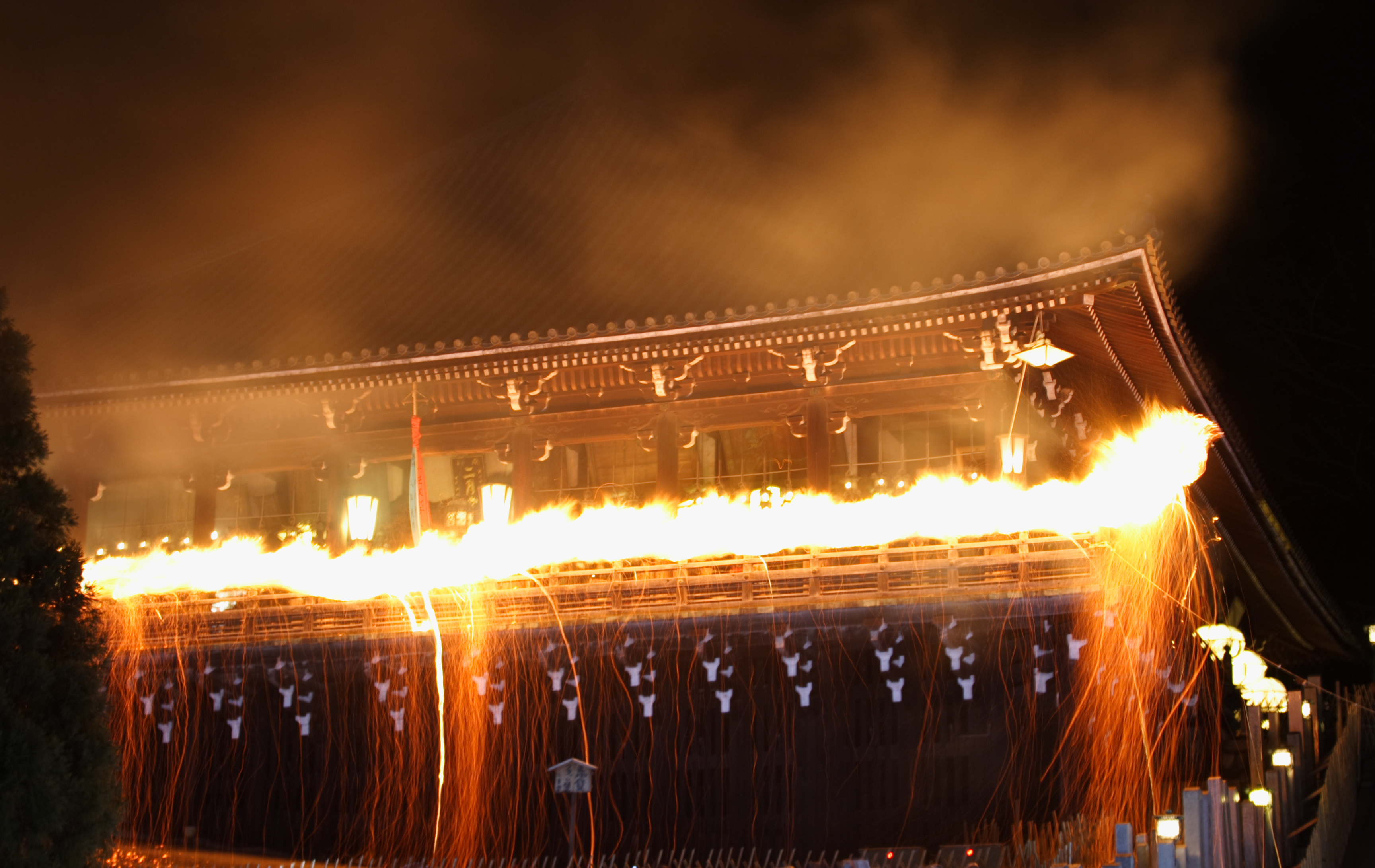
東大寺二月堂の修二会（お松明）

- 1月1日 – 3日 正月三が日（大仏殿・二月堂）
- 1月7日 修正会（大仏殿） - 悔過法要が行われる。
- 2月3日 節分・星祭り（二月堂） - 日中、「還宮（げんぐう）」と「節分豆まき」が行われる。還宮とは古くなったお札やお守り等を火にあげる儀式のこと。節分豆まきは、14時ごろ、二月堂の舞台の上から行われる。「星祭り」は、星に「除災与楽」を祈る法会。夕刻、二月堂本堂に万灯明を灯し、「星曼荼羅」を掲げてこの法会を勤める。
- 3月1日 – 14日 修二会（お水取り）（二月堂） - 詳細は「修二会」の項を参照。奈良時代、実忠和尚によって始められた東大寺の代表的行事。11人の練行衆と呼ばれる僧侶が精進潔斎して合宿生活を送り、二月堂の本尊十一面観音に罪を懺悔し、国家安泰、万民豊楽等を願う。内陣の中では過去帳読誦、走りの行法、韃靼の行法などの行事が行われる。二月堂の上で松明を振り回す「お松明」は3月1日以降連日行われる。若狭井から水を汲み本尊に備える「お水取り」は3月12日深夜（13日未明）に行われる。
- 3月15日 涅槃講 - 釈迦の入涅槃を記念する法要。
- 4月8日 仏生会（大仏殿） - 釈迦の誕生を祝う。
- 4月24日 華厳知識供（開山堂） - 一山の僧侶が開山堂に参集し、良弁僧正の厨子の前に華厳五十五聖善智識曼荼羅をかけ、華厳経を講じ、法会を行う。
- 5月2日 – 3日 聖武天皇祭 - 聖武天皇の御忌法要。
  - 5月2日 天皇殿で論議法要。式衆・稚児の行列が市中から大仏殿に向かう。到着後、大仏殿で聖武天皇慶讃法要。舞楽も奉納される。
  - 5月3日 山陵祭（大仏殿・佐保御陵） - 大仏殿を出発し、東大寺一山の僧侶が聖武天皇をまつる佐保御陵に参拝する。帰着後、大仏殿で献茶式。
- 7月5日 俊乗忌（俊乗堂）- 鎌倉時代に大仏を復興した重源の法要。法要終了後（11時ごろ）から16時ごろまで日ごろ非公開の秘仏重源上人坐像（国宝）が一般公開される。
- 7月28日 解除会（けじょえ、げじょえ）（大仏殿） - 901年（延喜元年）に始まる、夏越の祓と深い関係のある法会。法要と茅の輪くぐりが行われる[53][54]。
- 8月7日 大仏お身拭い（大仏殿） - 200人ほどの僧侶や関係者が、早朝より二月堂の湯屋で身を清め、白装束に藁草履姿で大仏殿に集合し、7時より撥遣作法が行われた後、全員でお経を唱え、年に1度の大仏さまの「お身拭い」を行う。
- 8月9日 およく（二月堂） - この日参詣すると46,000回参詣したのと同じ功徳が得られると伝えられている。
- 8月15日 万灯供養会（大仏殿） - 盂蘭盆（うらぼん）の最終日、8月15日の夜、大仏に多くの灯籠をお供えする。お盆に帰省できない方々にもせめてご先祖の供養をしていただけるようにという趣旨で、1985年に始められた。
- 9月17日 十七夜（二月堂） - 観世音菩薩の縁日で、法要のほか二月堂前広場で盆踊りが行われる。
- 10月5日 転害会 東大寺の鎮守の手向山八幡宮の祭礼。
- 10月15日 大仏さま秋の祭り（大仏殿）
- 12月14日 仏名会（二月堂） - 三千仏の画像を掛け仏名を唱えて礼拝し、年内の罪障消滅を祈願。
- 12月16日 良弁忌（開山堂） - 東大寺開山良弁僧正の法要。秘仏・良弁僧正坐像、執金剛神立像が公開される。
- 12月16日 方広会（法華堂） - 研学竪義（けんがくりゅうぎ）と呼ばれる口頭試問が行われる。寺内の華厳と三論を学ぶものが学僧として認められるためにはこれに合格しなければならない。現在は形式化している。
- 12月18日 香水下げ渡し - お水取りで汲まれた若狭井の水が信者に分け与えられる。

このほか、2002年以来、毎年12月にザ・グレイトブッダ・シンポジウムが開かれている。仏教に関する諸問題を広い視野に立ちながら厳密な学問的方法をもって分析・検討し、その意義を明らかにすることを目的とする。

## 著名な別当
- 上司海雲：第206世別当。観音院サロンを形成した。
- 清水公照：第207・208世別当。大仏殿昭和大修理を完成。
- 平岡定海：第213世別当。歴史学者。
- 守屋弘斎：第214世別当。修二会の最多参籠記録保持者。
- 新藤晋海：第216世別当。日本ユニセフ協会奈良県支部の設立発起人。
- 森本公誠：第218世別当。イスラム学者としても有名。
- 北河原公敬：第220世別当。東日本大震災時の別当。学校法人東大寺学園理事長。

## 前後の札所
法然上人二十五霊跡
10 法然寺 - 11 東大寺指図堂 - 12 欣浄寺
大和北部八十八ヶ所霊場
11 圓證寺 - 12 東大寺真言院 - 13 崇徳寺
南都七大寺
1 東大寺 - 2 興福寺
神仏霊場巡拝の道
13 金剛峯寺 - 14 東大寺 - 15 春日大社

## 拝観
- 国宝・金堂（大仏殿・中門回廊より内側）・国宝・法華堂（三月堂）の堂内・戒壇院戒壇堂・東大寺ミュージアムは、通年有料で拝観できる。
  - なお、戒壇院戒壇堂は2020年7月から約3年間の修理および耐震化工事に入り、拝観停止となっている。内部に安置されている国宝の四天王像は東大寺ミュージアムに移される。また、その間は戒壇院千手堂が代わりに有料で特別公開される。
  - 拝観料は2018年1月から、17年ぶりに値上げ（有料拝観箇所1か所あたり大人500円→600円）された。外国人観光客の増加で参拝・見学者が年間300万人を超えるようになったことに伴う防犯・防火対策や伽藍の修繕、史跡整備の費用に充てるためとしている[55][56]。また、2024年4月から再び値上げ（有料拝観箇所1か所あたり大人600円→800円）された。
  - 大仏殿と東大寺ミュージアムの2箇所のみ共通割引券がある（大人1,200円）。なお、シーズン中は大仏殿の拝観券売り場に長蛇の列ができることがある。このような時も東大寺ミュージアムで共通券を購入済みの人は、列に並ばずに優先入場ができる。
  - 「東大寺友の会」に入会すると、年会費5000円で4月開始の1年間、後述の秘仏有料拝観も含めて、すべての有料拝観箇所に何回でも入場できるので、1年度の間に7回以上入場するなら有利となる。また、大仏殿の入場口の混雑時も優先入場ができる。公式HPから申込可能である。年度途中で入会しても有効期限は3月31日までであることに注意。
  - 大仏殿は毎年1月1日の深夜0時から8時までは普段は閉じている中門が開かれ、無料で拝観できる。この間は普段は閉じている大仏殿の唐破風下の観相窓が開かれ、中門から大仏の顔を拝むことができる。
  - 8月15日の万灯供養会の夜は19時から22時の間有料で大仏殿の拝観ができ、この日も大仏殿の唐破風下の観相窓が開かれる。
  - 大仏殿は日本の寺院では珍しく、堂内で自由に大仏をはじめとする仏像の撮影ができる。ただし、三脚の使用は、禁止されている[57]。
  - 国宝・法華堂（三月堂）背面に安置されている国宝・執金剛神の開扉は年1回（12月16日）である。法華堂の拝観料（大人800円）で参拝できる。この日は普段は立ち入ることができない内陣の裏側に入ることができるので、普段から拝観できる仏像群を違う角度から見ることができる。
- 国宝・二月堂は、修二会のお水取り行事などが行われている時を除き、1年中無料で24時間舞台造の堂の上に上がることができる。
- 俊乗堂は普段は閉扉しているが、7月5日の俊乗忌、12月16日の良弁忌には、国宝・俊乗上人（重源上人）坐像、重要文化財・愛染明王坐像、重要文化財・阿弥陀如来立像などを有料（大人800円）で参拝することができる。
- 国宝・開山堂は通常は中へは入れないが、12月16日の良弁忌には国宝・良弁僧正坐像などを有料（大人800円）で拝観することができる。
- 勧進所は通常は中へは入れないが、10月5日の転害会には勧進所八幡殿に安置されている国宝・僧形八幡神像が開扉され、勧進所阿弥陀堂に安置の重要文化財・五刧思惟阿弥陀如来像、勧進所公慶堂に安置の重要文化財・公慶上人像と共に、有料（大人800円）で拝観することができる。
  - 勧進所公慶堂は2010年から公開されるようになった。以来4月12日には公慶堂のみ、10月5日には前述の3堂が公開されていたが、2019年から10月5日のみの公開となった。また、2020年10月5日は公慶堂のみ修理のため拝観停止となり、残る2堂のみの拝観となった。
- 重要文化財・三昧堂（四月堂）は無料で堂内を拝観できるため、重要文化財・阿弥陀如来坐像、重要文化財・十一面観音立像などを自由に拝観できる。
- 重要文化財・念仏堂は無料で堂内を拝観できるため、重要文化財・地蔵菩薩坐像を拝観できるが、堂内に入るためには隣の寺務所の係員の許可を取る必要がある。
- 二月堂の裏手にある不動堂は無料で堂内を拝観できるため、不動明王像をはじめとする五大明王像を拝観できるが、堂内に入るためには隣の寺務所の係員の許可を取る必要がある。毎月10日10時、18日13時、28日10時から堂内で護摩行が行われており、誰でも参列できる。
- 指図堂は法然上人二十五霊場の札所となっているため、無料で堂内を拝観でき、法然上人画像や各仏像を拝観でき、写真撮影もできるほか、朱印の押印にも対応している。以前は主に土・休日等のみ開いていたが、2023年の大修理後、隣接する写経場の受付も兼ねることになったため、毎日開くことになった。写経道場での個人での写経は予約の必要はなく、いつでも受付可能である。なお、臨時で閉堂した場合の法然上人二十五霊場の朱印押印は本坊・事務所で行う。
- 本坊は普段は指図堂閉堂時に法然上人二十五霊場の朱印押印や各種質問のために事務所に立ち入ること以外の一般公開はされていないが、毎年5月2日の聖武天皇祭（命日の法要）の際は8時頃から14時頃まで国宝の本坊経庫の外観や天皇殿の外観、庭園などが無料で公開される。これとは別に不定期に年1回（春季が多い）3日ほど有料で襖絵が公開され、この時は一部の建物内に入ることができる。
- 重要文化財・大湯屋は完全に非公開だったが、2017年に初の特別公開が行われ、内部の重要文化財・鉄湯船なども公開された。
- 塔頭・知足院の本堂は普段は扉が閉まっており、本尊である重要文化財・木造地蔵菩薩立像も非公開であるが、毎年7月24日の地蔵会の時だけはごく短時間であるが無料で公開される。朝8時頃から法要が行われ、離れたところから像を望むことができ、1時間余りの法要終了後の約30分ほどは間近で拝観できる。拝観者が少なくなったタイミングで閉扉される。
- 境内の通路は24時間自由に通行できる。従って、国宝・南大門と国宝・金剛力士像や国宝・法華堂（三月堂）の外観、国宝・鐘楼と国宝・梵鐘、中門の外観、国宝・転害門などはいつでも自由に拝観できる。
- 国宝・梵鐘は普段は撞いていないが、除夜の鐘の時のみ撞く。22時30分頃から配布する整理券を手に入れた一般の参拝者が、除夜の鐘撞きに参加できる。1回につき8人で同時に小綱を引いて撞くので、108×8=864人の人が参加できる。
- 毎年7月中頃から9月末頃まで大仏殿と南大門のライトアップが行われる。12月31日の夜から元日の夜明けまでも夏ほどの規模ではないが、大仏殿と南大門のライトアップが行われる。
- 東大寺ミュージアム内には、無料で入れるミュージアムショップと喫茶店がある。

## 大仏による水銀公害説
元長崎大学教授の白須賀公平が『大学等環境安全協議会会報』に寄稿した論文「水銀蒸気で二十万（推定）都市が潰滅」の中で、東大寺の大仏（盧舎那仏）建立当時に施された金めっきによる水銀公害で平城京が潰滅したとの仮説を立てている。
『東大寺要録』の記録によると、当時施された金めっきには金10,436両（約375キログラム）と水銀58,620両（約2,110キログラム）が使用されているが、当時の金メッキ技術は、金と水銀の合金であるアマルガムをめっき対象物に塗り、その後に炎によって水銀を気化させ金だけを残すという手法が執られていた。白須賀の仮説では、この際に発生した大量の水銀蒸気が平城京を覆い、水銀中毒症状が蔓延して祟りと恐れられたため、平城京はわずか74年で打ち捨てられ、長岡京に遷都したのだとしている。
2006年2月26日に放送されたテレビ朝日『素敵な宇宙船地球号』の第418回「水銀の不思議」は、この仮説に基づいて番組編成が行われた。

## 社会事業
東大寺は、光明皇后が悲田院や施薬院を設け、日本の社会事業のさきがけとなった寺院であるため、現代も各種社会事業が行われている。
東大寺福祉療育病院
肢体不自由児施設「東大寺整肢園」、重症心身障害児施設「東大寺光明園」、および重症心身障害児（者）通所施設「華の明」からなり、障害を持つ子供たちの療育を行っている。一般の整形外科等の外来や入院手術、リハビリテーションなども行っている。東大寺総合文化センターの西隣に所在する。
学校法人東大寺学園
- 東大寺学園中学校・高等学校

中高一貫の男子教育を行っている。初代校長は別当も務めた清水公照。南大門の西隣にあったが、現在は山陵町に移転している。
- 東大寺学園幼稚園

2歳児からの保育。戒壇堂の北隣に所在する。
東大寺図書館
主として仏教関係図書、仏教美術、古書、古文書、考古資料等を蒐集保存し、一般の閲覧に供している。南都諸寺に伝わる文物が明治の廃仏毀釈運動で散逸・消失されることを防ぐため設けられ、現在は東大寺総合文化センター内に所在する。
- 東大寺史を軸にした「ザ・グレイトブッダ・シンポジウム」を、2003年より毎年行っている（論集は2019年現在17号発行、法蔵館）。

## 周辺の施設・名所
- 奈良公園
- 春日大社
- 多聞山城
- 奈良きたまち：周辺の町並みを「奈良きたまち」と呼び、多くの旧跡を残す。
- 奈良国立博物館

## アクセス

### 鉄道
- 近鉄奈良駅（徒歩約20分[59][60]）
- JR奈良駅（徒歩約35分[60]）

### バス
- 奈良交通市内循環バス外回り系統で「東大寺大仏殿・春日大社前」下車（徒歩約5分[59]）

### 自動車
- 駐車場有。身体障害者専用駐車場もある。